# ブルーリボン賞 (鉄道)
ブルーリボン賞（ブルーリボンしょう）は、鉄道友の会が1958年6月20日に制定した日本の鉄道車両に与えられる賞である。

## 概要
ブルーリボン賞は、投票の前年に新たに営業運転を開始した鉄道車両の中から鉄道友の会会員の投票により選定される賞である。選定車両は年1形式のみとなっている。
この賞は、1957年当時、画期的な車両として登場した小田急3000形に対し、鉄道ファンの視点からなんらかの賞を授与したいということから1958年に制定された。翌1959年からは会員投票によって選ばれることとなり、歴代の受賞車は、全国的に知名度の高い日本国有鉄道・JRの特急形車両や、私鉄各社の受賞時点での時代を代表する看板車両が選定されている。
2025年時点、この賞の最多受賞鉄道事業者は近畿日本鉄道（9回）である。

## 選定までの流れ

### 候補車両の選定
はじめに、投票実施年の前年末に鉄道友の会正会員から選考委員が10名選出される。選考委員は、鉄道に精通し、かつ、公正な判断を持つと認められる正会員から選ばれる。
年明け後、選考委員により選考委員会が組織され、委員会によって候補車両（ノミネート車両）が選定される。
候補車両は、日本国内で使用する鉄道・軌道車両のうち、前年1月1日から12月31日迄の間に日本国内で営業運転に就いた新形式車両またはそれとみなせる車両で、候補車両決定の時点で現に営業をしていることを概ねの要件とする。事業用車については、営業運転に使用されないため、対象外である。
新形式車両とみなせる車両とは、従来からある形式であっても設計変更を行い新規に製造された車両または改造車両のことを指し、候補車両とするか否かは選考委員会の判断による。このため、第29回の受賞車である伊豆急行2100系電車は、第34回においてR-4編成「リゾート21EX」が、第37回においてR-5編成「アルファ・リゾート21」が「従来からある形式で設計変更を行った新造車両」として候補車両となり、第15回の受賞車である国鉄14系客車は、同座席車を欧風客車に改造した「サロンエクスプレス東京」が第27回の受賞車となった。
新車でも設計変更が少ない車両（相鉄11000系電車、JR東日本EF510形500番台電気機関車等）、特別車両（E655-1）等、ノミネートされないものがある。また、候補車両の定義に選考規定第2条の「専ら鉄道事業または軌道事業に供されるもの」とあり道路上も走れるデュアル・モード・ビークルは候補車両に含まれない。
候補車両は、基本的には製造年ではなく営業運転に就いた年を基準とするため、1994年製造の九州旅客鉄道883系は、1995年に営業運転を開始したことにより、1996年の第39回で受賞している。また、事故や故障で営業運転から外れ、営業の見込みが立たない場合、候補車両から外される。例えば東日本旅客鉄道のE235系電車は2015年11月30日に営業運転開始したものの、不具合が多発しその日で2015年の営業運転を終了した為翌2016年の候補車両にはならず、2016年3月に営業運転を再開し、2017年の候補車両となった。
1980年代までは日本国外で製造された車両は候補車両外であったが、現在は製造国に関する規定は外された。
また、候補車両の数については制限がないため、1989年の第32回のように候補車両が62車種にものぼる回がある一方、2022年の第65回のように候補車両が5車種のみとなる回もある。また、同一会社からの候補車両に関する制限もないため、1987年の第30回のように候補車両42車種のうち過半数の22車種が国鉄の車両ということもある。
貨物用車両もノミネートされているが、これまでのところ受賞は日本貨物鉄道のM250系電車と、受賞当時は貨物用（後に客貨両用となる）機関車であった国鉄EF66形電気機関車のみである。

### 投票と選定
選考委員会によって決まった選定候補車両は、会報「RAIL FAN」によって会員に告知が行われ、会員は4月の定められた期間内に投票を行う。1959年から1980年までは1形式のみの投票であったが、1981年以降は2票ずつとなった。2013年までは投票用紙に「該当車なし」の選択肢もあり、選定候補車両に妥当なものがないと考える会員は「該当車なし」の投票を行うことになっていた。
投票の結果、原則として最多得票の車両が投票年の選定車両となるが、2位以下であってもその候補車両が最も優秀と認められる場合、1位の得票率が極めて低い場合、得票上位の候補車両の得票数が極めて接近している場合は最多得票以外の車両が選定されることもある。そのため、1991年の第34回、2016年の第59回、2018年の第61回では、得票数2位の車両が選定された。また、かつては全体の投票状況や「該当車なし」の票数によっては選定を見送り、1971年の第14回や1997年の第40回のように「該当車なし」として当該年のブルーリボン賞選定を行わないこともあったが、2014年以降は余程の理由がない限りは見送ることなく選定を行っている。
なお、賞の性格上、全般的に特急車が選定されやすい傾向があるため、ブルーリボン賞に選定されなかった選定候補車両のなかで、選考委員会が新技術やデザインなどで選定に値すると認めた車両は、投票での得票数とは無関係にローレル賞に推挙される。

### 発表と贈呈式
| 受賞記念式典の例（第49回受賞車小田急50000形）  |  | ブルーリボン賞受賞記念列車の例（第24回受賞車小田急7000形）  |
| 受賞記念式典の例 （第49回受賞車小田急50000形） |  | ブルーリボン賞受賞記念列車の例 （第24回受賞車小田急7000形） |

選定後、選考委員会によって選定車両がローレル賞授賞車両と共に発表される。
その後、選定された車両所有の鉄道会社の賞の受け入れおよび協力により、贈呈式が選定車両の走る駅や車両基地において行われ、記念盾と表彰状が鉄道会社に対し授与される。この贈呈式にあわせ受賞記念列車の走行会や撮影会が行われることが通例となっている。

### 記念プレート
選定車両には、受賞年と「鉄道友の会 ブルーリボン賞」が記された記念プレートが車内や外板に貼り付けられる。
記念プレートは、当初、横長形式のものであったが、ローレル賞制定の際、黒岩保美会員デザインによる現行の丸型形式のものに変更された。また、他の銘板を組み合わせてデザインされることもある。

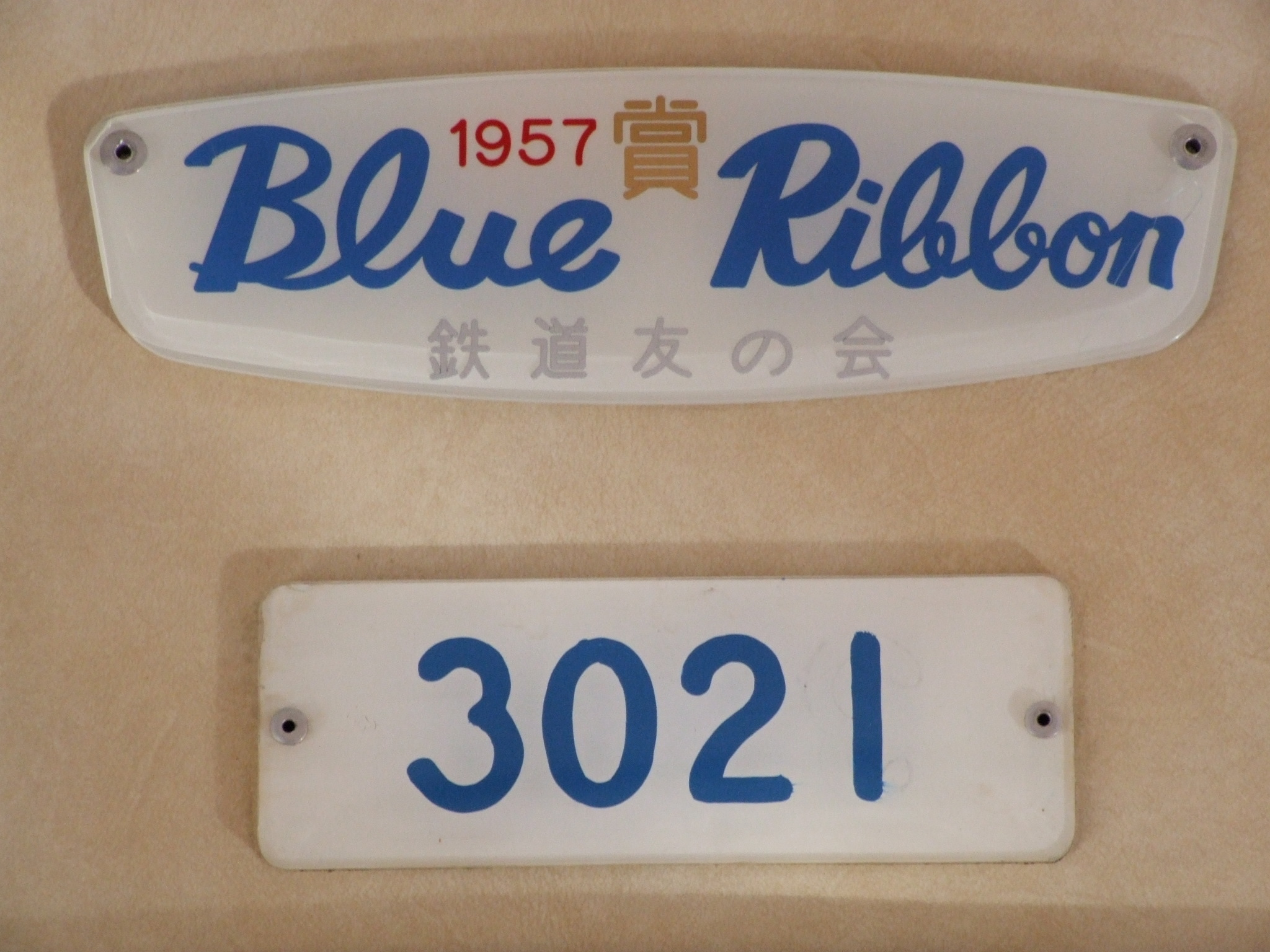
初期の記念プレートデザインの例。尚初回から3年間はプレートに記載の年は受賞年ではなくその営業開始時の年になっていた （第1回受賞車小田急3000形）
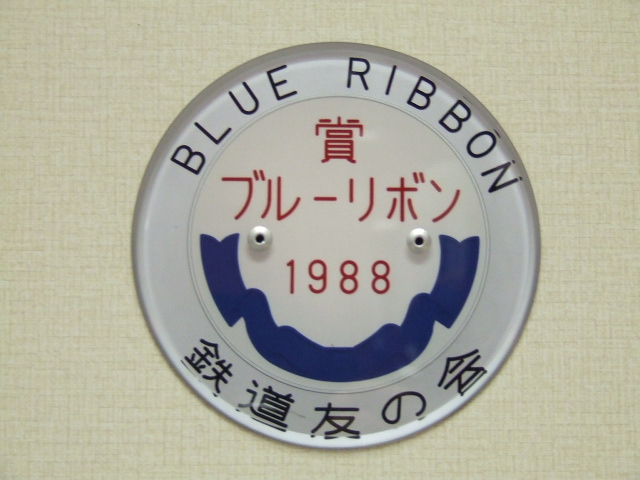
現行の記念プレートデザインの例 （第31回受賞車小田急10000形）
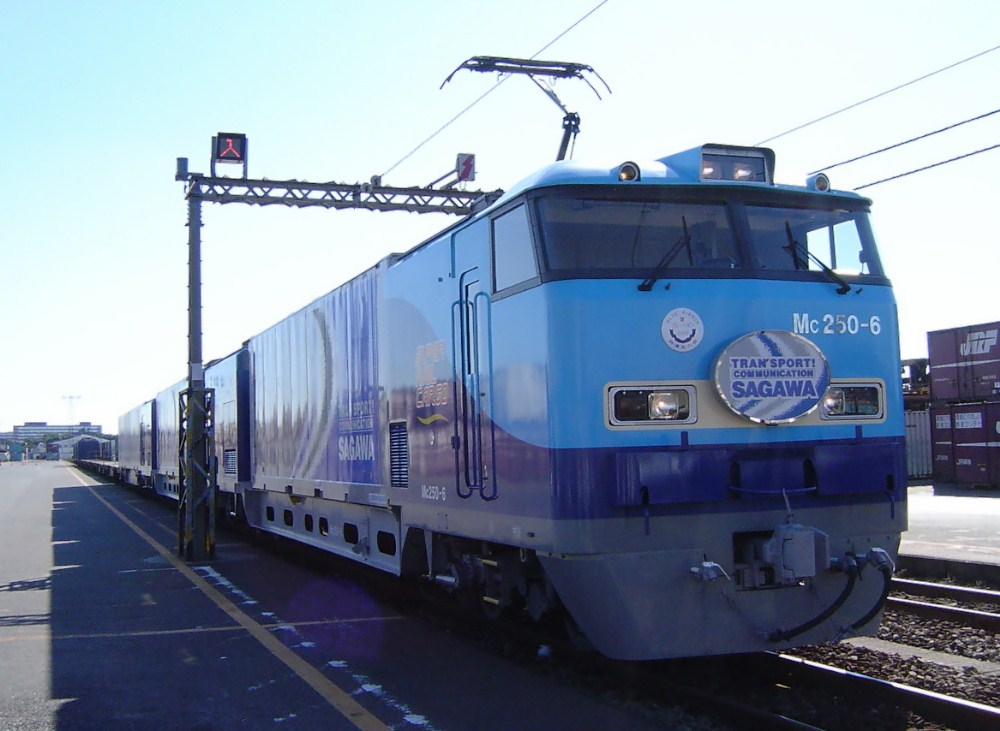
記念プレートを外板に付けた例 （第48回受賞車JR貨物M250系）
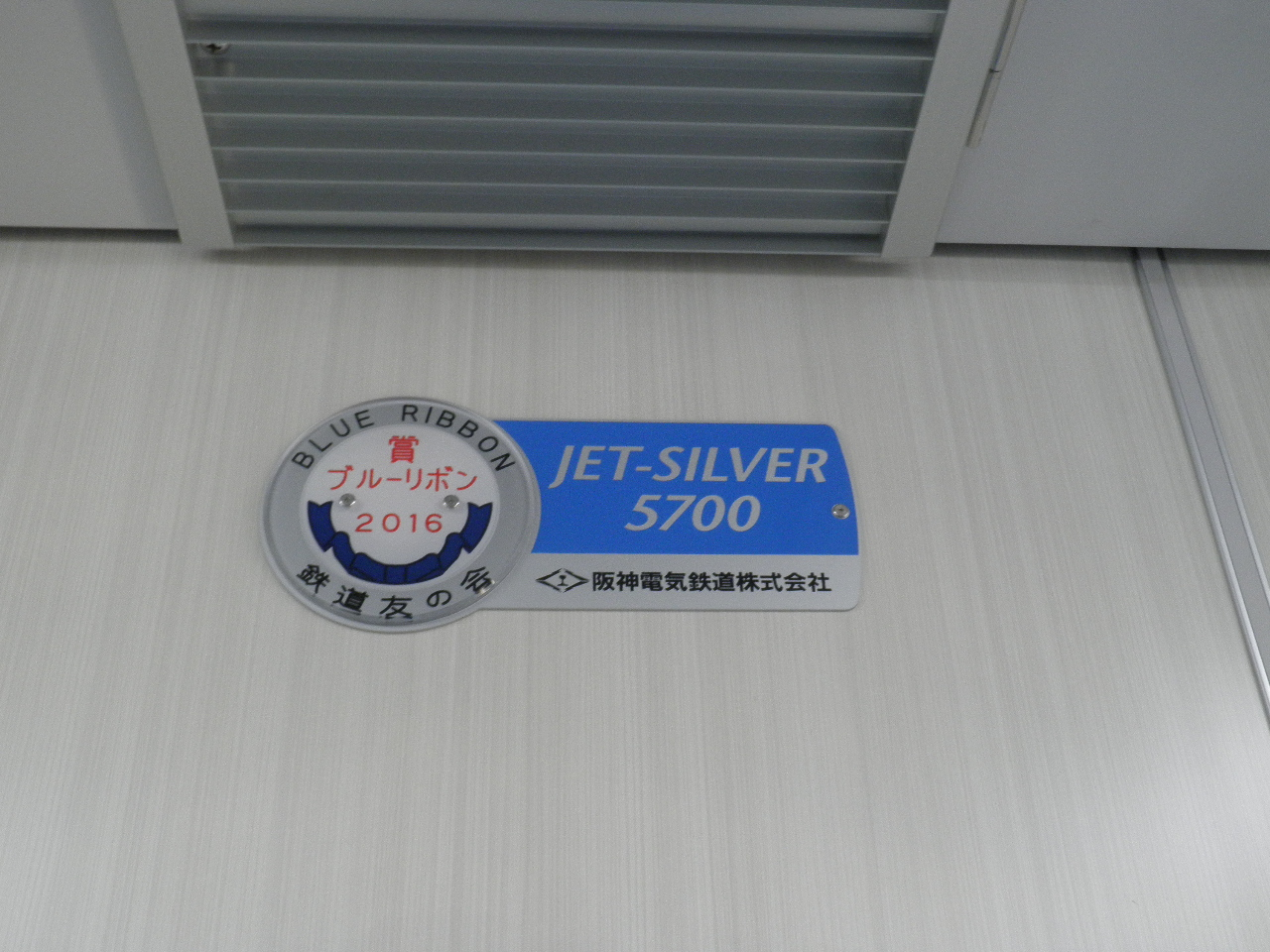
記念プレートに他の銘板を組み合わせた例 （第59回受賞車阪神5700系）

## 選定車両一覧
※鉄道事業者名は、選定当時の呼称。なお、各鉄道事業者のWikipediaページへのリンクは最初の1回（その事業者の初受賞）のみとする。

### 第1回-第30回
| 回（選定年）     | 鉄道事業者     | 選定車両               | 愛称                       | 選定当時に主に運用されていた列車               | 備考 |
| ---------------- | -------------- | ---------------------- | -------------------------- | ---------------------------------------------- | --- |
| 第1回（1958年）  | 小田急電鉄     | 3000形電車             | 「SE」                     | 新宿と箱根を結ぶ特急列車                       | 選考により無投票で選定 |
| 第2回（1959年）  | 日本国有鉄道   | 151系電車              | 「こだま形」               | 東京と大阪を結ぶ特急「こだま」                 | 総票数243票中150票を得票 次点は国鉄20系客車の37票                                                                                      |
| 第3回（1960年）  | 近畿日本鉄道   | 10100系電車            | 「ビスタカーII世」         | 大阪と名古屋を結ぶ特急列車                     | 総票数435票中214票を得票 次点は国鉄157系電車の99票                                                                                     |
| 第4回（1961年）  | 日本国有鉄道   | キハ81系気動車         | 「はつかり形」             | 上野と青森を結ぶ特急「はつかり」               | 総票数687票中381票を得票 次点は東武1720系電車の208票                                                                                   |
| 第5回（1962年）  | 名古屋鉄道     | 7000系電車             | 「パノラマカー」           | 名古屋本線の特急列車                           | 総票数1173票中762票を得票 次点は国鉄キハ82系気動車の128票                                                                              |
| 第6回（1963年）  | 近畿日本鉄道   | 20100系電車            | 「あおぞら」               | 修学旅行等の団体専用列車                       | 総票数不詳、888票を得票 次点は国鉄451系・471系電車の350票                                                                              |
| 第7回（1964年）  | 小田急電鉄     | 3100形電車             | 「NSE」                    | 新宿と箱根を結ぶ特急列車                       | 総票数1485票中684票を得票 次点は国鉄EF62・EF63形電気機関車の146票                                                                      |
| 第8回（1965年）  | 日本国有鉄道   | 0系新幹線電車          |                            | 東海道新幹線の全列車                           | 総票1521票中1069票を得票、最大の得票率 (70.3%) 次点は国鉄481系電車の119票                                                              |
| 第9回（1966年）  | 名古屋鉄道     | キハ8000系気動車       |                            | 名古屋と飛騨地方を結ぶ準急列車                 | 総票1175票中559票を得票 次点は国鉄EF65形電気機関車の110票                                                                              |
| 第10回（1967年） | 近畿日本鉄道   | 18200系電車            |                            | 京都と伊勢・志摩を結ぶ特急列車                 | 総票1397票中335票を得票 次点は長野電鉄0系電車の229票                                                                                   |
| 第11回（1968年） | 日本国有鉄道   | 581系電車              | 「月光形」                 | 大阪と九州を結ぶ特急「月光」「みどり」         | 総票1700票中1080票を得票 次点は近鉄12000系電車の295票                                                                                  |
| 第12回（1969年） | 日本国有鉄道   | EF66形電気機関車       |                            | 東海道・山陽本線を運行する高速貨物列車         | 総票数1357票中564票を得票 次点は国鉄キハ181系気動車の357票 ブルーリボン賞で同一鉄道事業者が複数年連続で受賞した最初の事例              |
| 第13回（1970年） | 西武鉄道       | 5000系電車             | 「レッドアロー」           | 池袋と秩父を結ぶ特急列車                       | 総票数不詳、518票を得票 次点は国鉄12系客車の297票                                                                                      |
| 第14回（1971年） | 該当車なし     | 該当車なし             | 該当車なし                 | 該当車なし                                     | 総票数197票 |
| 第15回（1972年） | 日本国有鉄道   | 14系客車（寝台車）     |                            | 東京発着の寝台特急列車                         | 総票数1226票中328票を得票 次点は札幌市営1000形・2000形電車の297票                                                                      |
| 第16回（1973年） | 日本国有鉄道   | 183系電車              |                            | 東京と房総半島各地を結ぶ特急列車               | 総票数1099票中301票を得票 次点は小田急9000形電車の146票                                                                                |
| 第17回（1974年） | 京成電鉄       | AE車（初代）           | 「スカイライナー」         | 上野と成田を結ぶ特急列車                       | 総票数1284票中684票を得票 次点は国鉄381系電車の417票                                                                                   |
| 第18回（1975年） | 該当車なし     | 該当車なし             | 該当車なし                 | 該当車なし                                     | 総票数1006票 |
| 第19回（1976年） | 阪急電鉄       | 6300系電車             |                            | 大阪と京都を結ぶ特急列車                       | 総票数1776票中584票を得票 次点は国鉄キハ66・67形気動車の338票                                                                          |
| 第20回（1977年） | 名古屋鉄道     | 6000系電車             |                            | 名古屋本線・犬山線等の通勤時の列車             | 総票数2318票中793票を得票 次点は上信電鉄1000形電車の471票                                                                              |
| 第21回（1978年） | 近畿日本鉄道   | 12400系電車            | 「サニーカー」             | 近鉄各線の特急列車                             | 総票数2255票中467票を得票 次点は都電新7000形電車の381票                                                                                |
| 第22回（1979年） | 近畿日本鉄道   | 30000系電車            | 「ビスタカーIII世」        | 名古屋・京都・大阪から伊勢・志摩を結ぶ特急列車 | 総票数2677票中1013票を得票 次点は京急800形電車の489票 現在の愛称は「ビスタEX」                                                         |
| 第23回（1980年） | 江ノ島鎌倉観光 | 1000形電車             |                            | 江ノ島電鉄線の列車                             | 総票数3919票中916票を得票 次点は名鉄100系電車の758票                                                                                   |
| 第24回（1981年） | 小田急電鉄     | 7000形電車             | 「LSE」                    | 新宿と箱根を結ぶ特急列車                       | 総票数9822票中2233票を得票 次点は国鉄117系電車の1446票 この年から1人2形式連記投票となる                                                |
| 第25回（1982年） | 箱根登山鉄道   | 1000形電車             | 「ベルニナ」               | 鉄道線の列車                                   | 総票数7824票中2153票を得票 次点は国鉄185系電車の1334票                                                                                 |
| 第26回（1983年） | 京浜急行電鉄   | 2000形電車             |                            | 品川と三浦半島を結ぶ快速特急                   | 総票数6884票中1700票を得票 次点は国鉄200系新幹線電車の965票                                                                            |
| 第27回（1984年） | 日本国有鉄道   | 14系700番台客車        | 「サロンエクスプレス東京」 | 団体専用列車                                   | 総票数6190票中1233票を得票 次点は南海30000系電車の1080票 後にお座敷客車「ゆとり」へ改装                                                |
| 第28回（1985年） | 名古屋鉄道     | 8800系電車             | 「パノラマDX」             | 犬山と知多半島を結ぶ特急列車                   | 総票数7924票中2658票を得票 次点は営団01系電車の777票                                                                                   |
| 第29回（1986年） | 伊豆急行       | 2100系電車             | 「リゾート21」             | 伊豆急行線の普通列車                           | 総票数5322票中1525票を得票 次点は国鉄100系新幹線電車の1186票                                                                           |
| 第30回（1987年） | 北海道旅客鉄道 | キハ83・キハ84形気動車 | 「フラノエクスプレス」     | 団体専用列車                                   | 営業運転開始当時の事業者は日本国有鉄道 総票数4614票中585票を得票 次点はJR北海道（営業運転開始当時は国鉄）キハ183系500番台気動車の555票 |

### 第31回-第60回
| 回（選定年）     | 鉄道事業者                    | 選定車両                      | 愛称                           | 選定当時に主に運用されていた列車                                   | 備考 |
| ---------------- | ----------------------------- | ----------------------------- | ------------------------------ | ------------------------------------------------------------------ | --- |
| 第31回（1988年） | 小田急電鉄                    | 10000形電車                   | 「HiSE」                       | 新宿と箱根を結ぶ特急列車                                           | 有効投票総数5352票中1570票を得票 次点はJR東日本（営業運転開始当時は国鉄）165系電車「パノラマエクスプレスアルプス」の480票                                                             |
| 第32回（1989年） | 近畿日本鉄道                  | 21000系電車                   | 「アーバンライナー」           | 大阪と名古屋を結ぶ特急列車                                         | 現在の愛称は「アーバンライナーplus」 |
| 第33回（1990年） | 東日本旅客鉄道                | 651系電車                     |                                | 常磐線を上野発着で運行する特急「スーパーひたち」                   | 有効投票総数5464票中1126票を得票 次点はJR東海キハ85系気動車 |
| 第34回（1991年） | 東武鉄道                      | 100系電車                     | 「スペーシア」                 | 浅草と日光・鬼怒川を結ぶ特急列車                                   | 有効投票総数6568票中2位の998票を得票 審議の結果選定 1位はJR東日本251系電車の1005票 |
| 第35回（1992年） | 小田急電鉄                    | 20000形電車                   | 「RSE」                        | 新宿と沼津を結ぶ特急「あさぎり」                                   | |
| 第36回（1993年） | 九州旅客鉄道                  | 787系電車                     |                                | 鹿児島本線を運行する特急「つばめ」                                 | |
| 第37回（1994年） | 該当車なし                    | 該当車なし                    | 該当車なし                     | 該当車なし                                                         | |
| 第38回（1995年） | 南海電気鉄道                  | 50000系電車                   | 「ラピート」                   | 難波と関西国際空港を結ぶ特急列車                                   | |
| 第39回（1996年） | 九州旅客鉄道                  | 883系電車                     | 「ソニック」                   | 日豊本線を運行する特急「ソニックにちりん」                         | |
| 第40回（1997年） | 該当車なし                    | 該当車なし                    | 該当車なし                     | 該当車なし                                                         | 2014年に選定の見送りが原則禁止となったことにより、該当車なしとなったのはこの回が最後となる                                                                                            |
| 第41回（1998年） | 西日本旅客鉄道                | 500系新幹線電車               |                                | 東海道・山陽新幹線「のぞみ」                                       | |
| 第42回（1999年） | 西日本旅客鉄道 東海旅客鉄道   | 285系電車                     | 「サンライズエクスプレス」     | 東京と山陰・四国を結ぶ寝台特急「サンライズ出雲」「サンライズ瀬戸」 | |
| 第43回（2000年） | 東日本旅客鉄道                | E26系客車                     | 「カシオペア」                 | 上野と札幌を結ぶ寝台特急「カシオペア」                             | 有効投票総数4570票中1101票を獲得 |
| 第44回（2001年） | 九州旅客鉄道                  | 885系電車                     | 「白いかもめ」「白いソニック」 | 博多と長崎を結ぶ特急「かもめ」                                     | 有効投票総数4524票中1085票を獲得 |
| 第45回（2002年） | 東日本旅客鉄道                | E257系電車                    |                                | 中央東線を新宿発着で運行する特急「あずさ」「かいじ」               | 有効投票総数4016票中662票を得票 次点は伊予鉄道D1形ディーゼル機関車・ハ1形、ハ31形客車「坊っちゃん列車」の497票                                                                        |
| 第46回（2003年） | 近畿日本鉄道                  | 21020系電車                   | 「アーバンライナーnext」       | 大阪と名古屋を結ぶ特急列車                                         | 有効投票総数4130票中603票を得票 次点はJR北海道789系電車の566票 |
| 第47回（2004年） | 四国旅客鉄道                  | 5100形電車                    | 「マリンライナー」             | 岡山と高松を結ぶ快速列車                                           | 有効投票総数3000票中650票を得票 次点は阪急9300系電車の601票 ただし、該当車なしとする票が620票                                                                                         |
| 第48回（2005年） | 日本貨物鉄道                  | M250系電車                    | 「スーパーレールカーゴ」       | 東京と大阪を結ぶ貨物列車                                           | 有効投票総数3870票中1138票を得票 次点はJR九州800系新幹線電車の1090票 |
| 第49回（2006年） | 小田急電鉄                    | 50000形電車                   | 「VSE」                        | 新宿と箱根を結ぶ特急列車                                           | 有効投票総数3420票中1005票を得票 次点は広島電鉄5100形電車の489票 |
| 第50回（2007年） | 富山ライトレール              | 0600形電車                    | 「ポートラム」                 | 富山港線の全列車                                                   | 有効投票総数3012票中780票を得票 次点はJR東日本E233系電車の480票 |
| 第51回（2008年） | 東海旅客鉄道 西日本旅客鉄道   | N700系新幹線電車              |                                | 東海道・山陽新幹線「のぞみ」                                       | 有効投票総数2484票中629票を得票 次点はJR東日本E655系電車の439票 |
| 第52回（2009年） | 小田急電鉄                    | 60000形電車                   | 「MSE」                        | 小田急線と地下鉄千代田線を直通する特急列車                         | 有効投票総数2668票中797票を得票 次点は京阪3000系電車の433票 |
| 第53回（2010年） | 東日本旅客鉄道                | E259系電車                    | 「成田エクスプレス」           | 東京と成田国際空港を結ぶ特急「成田エクスプレス」                   | 有効投票総数3450票中859票を得票 次点は都電8800形電車の640票 |
| 第54回（2011年） | 京成電鉄                      | AE形電車（2代目）             | 「スカイライナー」             | 上野と成田国際空港を結ぶ「スカイライナー」                         | 有効投票総数2864票中1022票を得票 次点はJR東日本HB-E300系気動車の545票 |
| 第55回（2012年） | 東日本旅客鉄道                | E5系新幹線電車                |                                | 東北新幹線「はやぶさ」                                             | 有効投票総数3176票中1080票を得票 次点はJR貨物HD300形900番台ハイブリッド機関車の539票                                                                                                  |
| 第56回（2013年） | 東京地下鉄                    | 1000系電車                    |                                | 銀座線の列車                                                       | 有効投票総数2932票中697票を得票 次点はJR東日本E657系電車の629票 |
| 第57回（2014年） | 近畿日本鉄道                  | 50000系電車                   | 「しまかぜ」                   | 大阪・名古屋・京都と賢島を結ぶ観光特急列車                         | 有効投票総数3134票中823票を得票 次点はJR九州DF200形7000番台ディーゼル機関車・77系客車「ななつ星 in 九州」の775票 この年から選定の見送りが原則禁止となり、該当車なしの投票も廃止となる |
| 第58回（2015年） | 東日本旅客鉄道 西日本旅客鉄道 | E7系新幹線電車 W7系新幹線電車 |                                | 北陸新幹線の列車                                                   | 共通設計の同型車両 有効投票総数3126票中900票を得票 次点は箱根登山鉄道3000形電車の541票                                                                                                |
| 第59回（2016年） | 阪神電気鉄道                  | 5700系電車                    | 「ジェット・シルバー5700」     | 本線・神戸高速線の各駅停車                                         | 有効投票総数2936票中2位の394票を得票 審議の結果選定 1位はJR東日本HB-E210系気動車の434票                                                                                               |
| 第60回（2017年） | 九州旅客鉄道                  | BEC819系電車                  | 「DENCHA」                     | 筑豊本線を若松発着で運行する普通列車                               | 有効投票総数3208票中419票を得票 次点はJR貨物EH800形電気機関車の407票 |

### 第61回-
| 回（選定年）     | 鉄道事業者     | 選定車両           | 愛称             | 選定当時に主に運用されていた列車                 | 備考 |
| ---------------- | -------------- | ------------------ | ---------------- | ------------------------------------------------ | --- |
| 第61回（2018年） | 西日本旅客鉄道 | 35系客車           |                  | 山口線のSL列車「SLやまぐち号」                   | 有効投票総数3210票中2位の401票を得票 審議の結果選定 1位のJR西日本87系気動車は402票、3位のJR東日本E001形電車は400票と、1位から3位の間にわずか2票差の大接戦 |
| 第62回（2019年） | 小田急電鉄     | 70000形電車        | 「GSE」          | 新宿と箱根を結ぶ特急列車                         | 有効投票総数3096票中992票を得票 次点は相鉄20000系電車の521票                                                                                              |
| 第63回（2020年） | 西武鉄道       | 001系電車          | 「Laview」       | 池袋と秩父を結ぶ特急列車                         | 有効投票総数3150票中756票を得票 次点は相鉄12000系電車の346票                                                                                              |
| 第64回（2021年） | 近畿日本鉄道   | 80000系電車        | 「ひのとり」     | 大阪と名古屋を結ぶ特急列車                       | 有効投票総数3508票中1056票を得票 次点はJR東日本E261系電車の626票 近鉄はこの車両の受賞によりブルーリボン賞の受賞数最多鉄道事業者となった。                 |
| 第65回（2022年） | 京浜急行電鉄   | 1000形1890番台電車 | 「Le Ciel」      | 朝ラッシュ時に品川方面へ運行する有料座席指定列車 | 有効投票総数2854票中736票を得票 次点は東京地下鉄17000系・18000系電車の640票 ノミネート車両は史上最少の5形式                                               |
| 第66回（2023年） | 東海旅客鉄道   | HC85系気動車       |                  | 高山本線を運行する特急「ひだ」                   | 有効投票総数3372票中1043票を得票 次点は近鉄19200系電車の365票                                                                                             |
| 第67回（2024年） | 東武鉄道       | N100系電車         | 「スペーシア X」 | 浅草と日光・鬼怒川を結ぶ特急列車                 | 有効投票総数3272票中1040票を得票 次点は宇都宮ライトレールHU300形電車の1008票                                                                              |
| 第68回（2025年） | 西日本旅客鉄道 | 273系電車          |                  | 岡山と出雲市を結ぶ特急「やくも」                 | 有効投票総数3154票中795票を得票 次点は近鉄8A系電車の561票                                                                                                 |

### 選定車両の写真

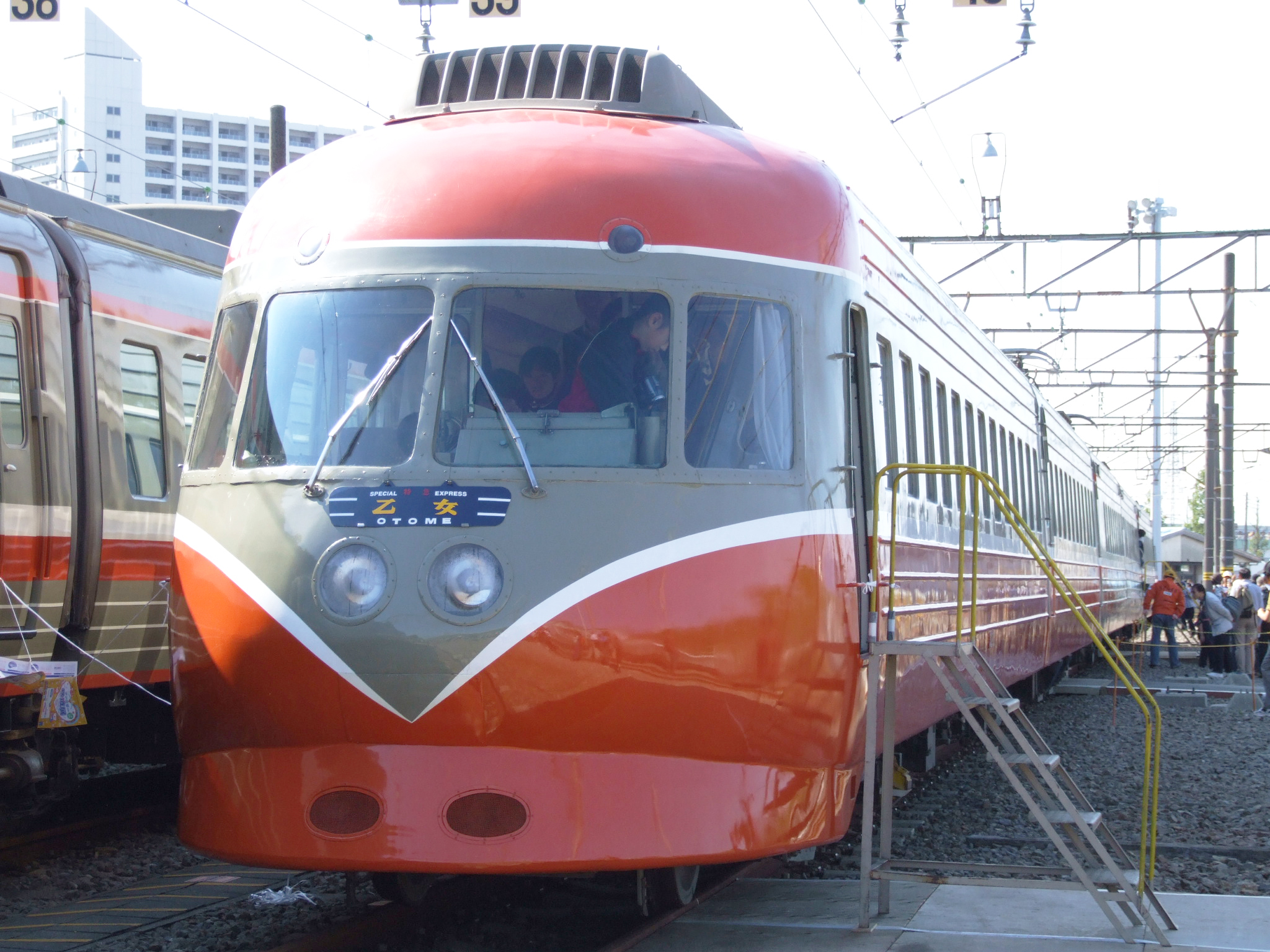
第1回ブルーリボン賞 小田急電鉄3000形電車
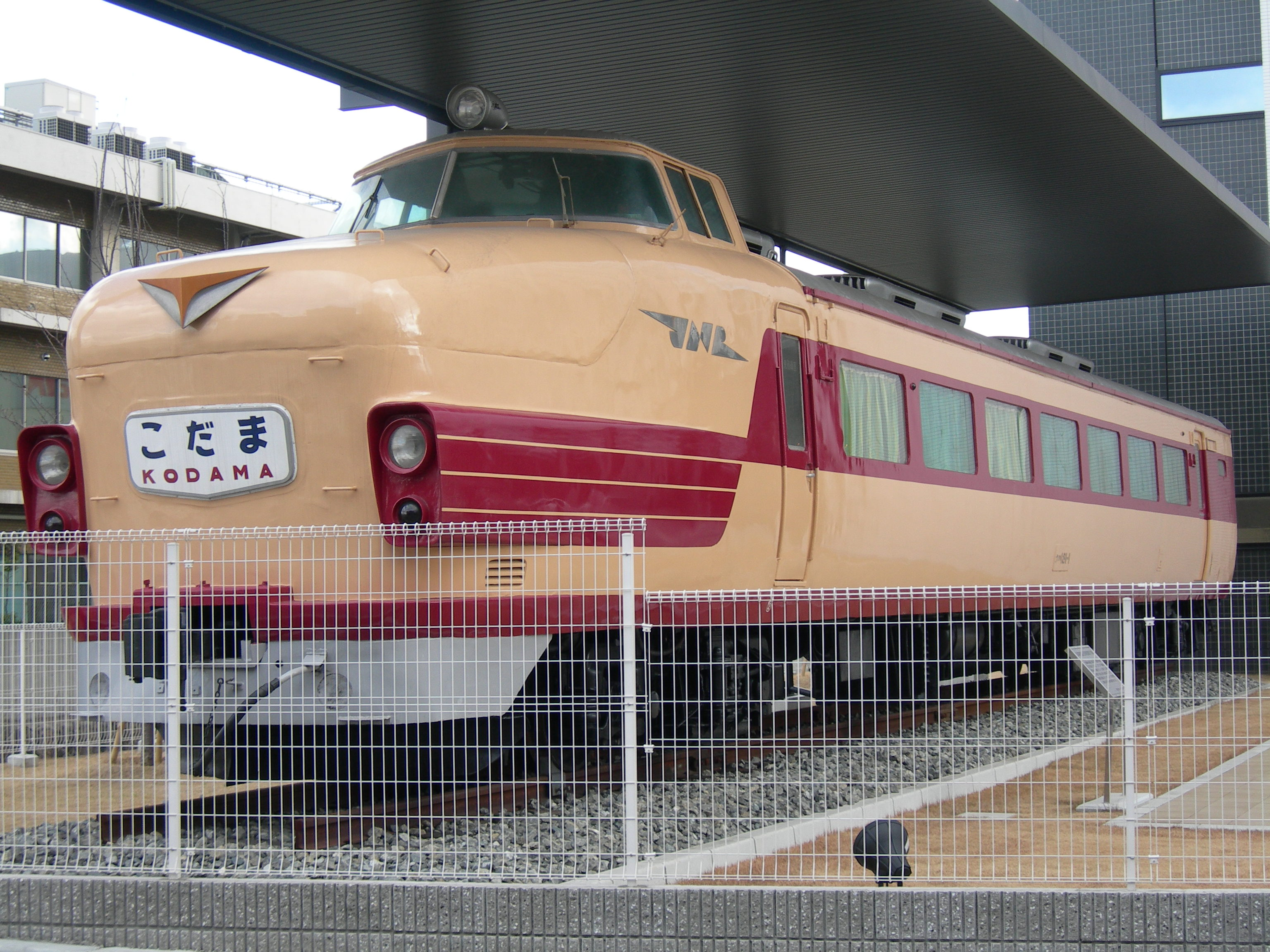
第2回ブルーリボン賞 日本国有鉄道151系電車
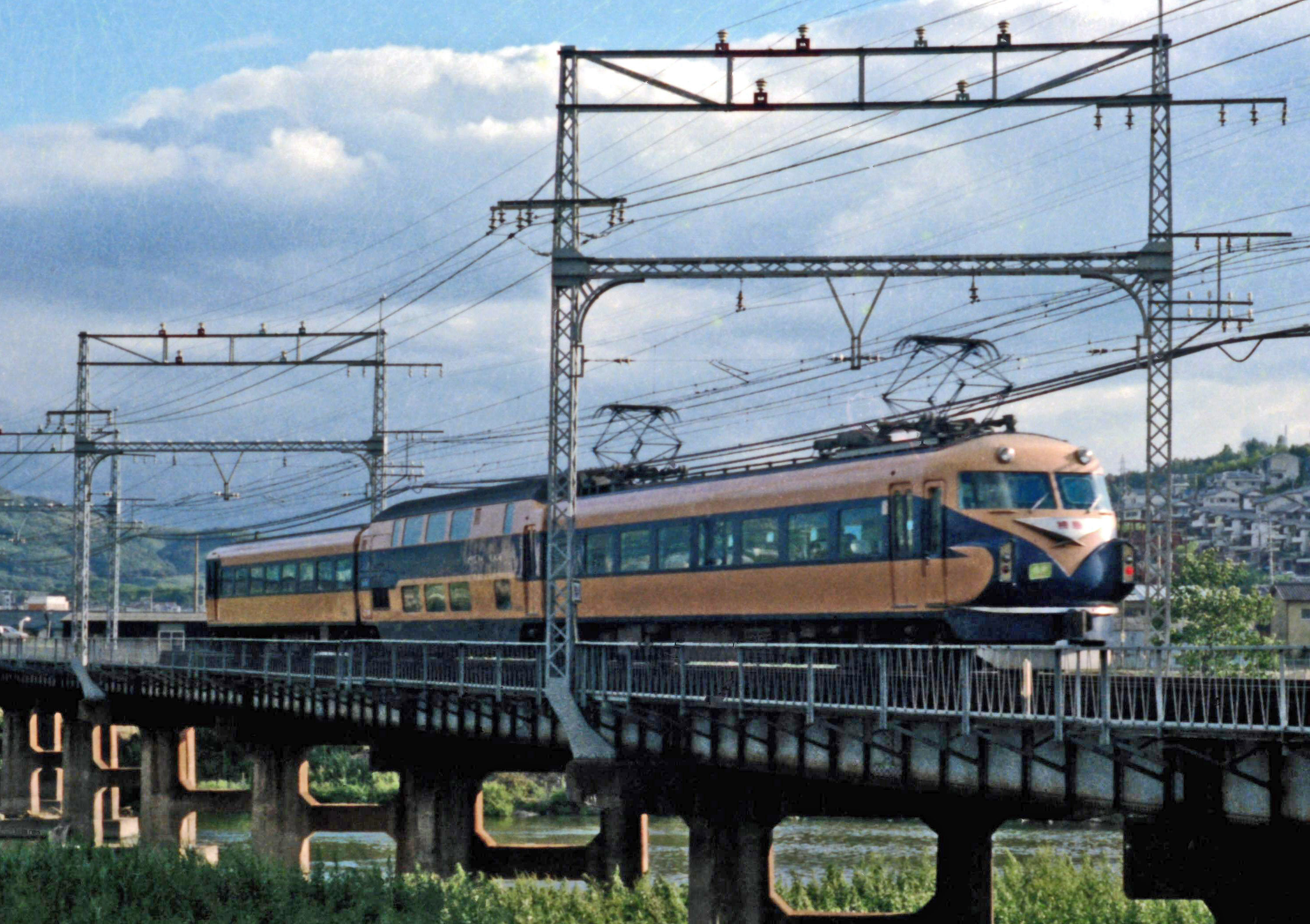
第3回ブルーリボン賞 近畿日本鉄道10100系電車
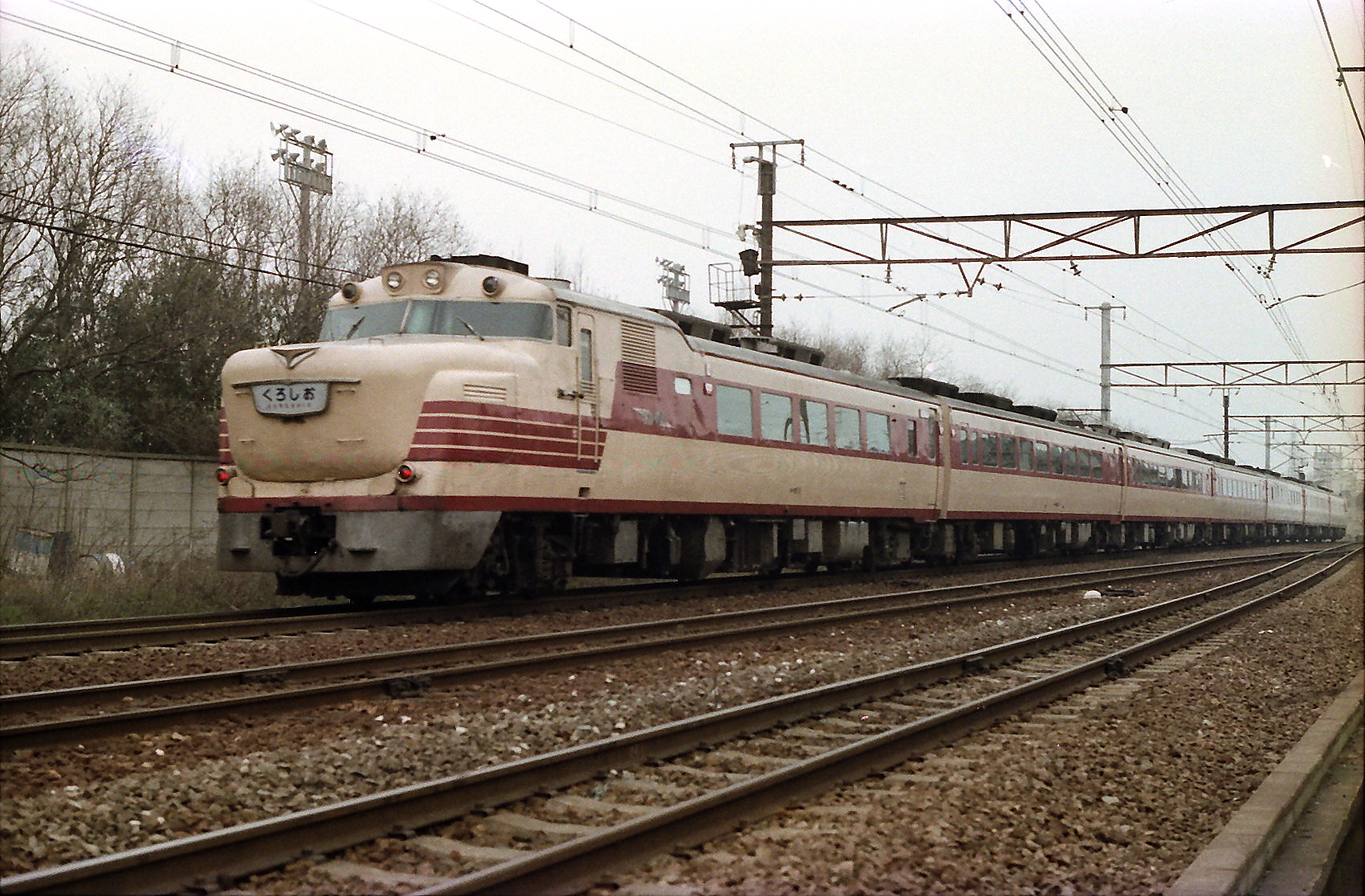
第4回ブルーリボン賞 日本国有鉄道キハ81系気動車
第5回ブルーリボン賞 名古屋鉄道7000系電車
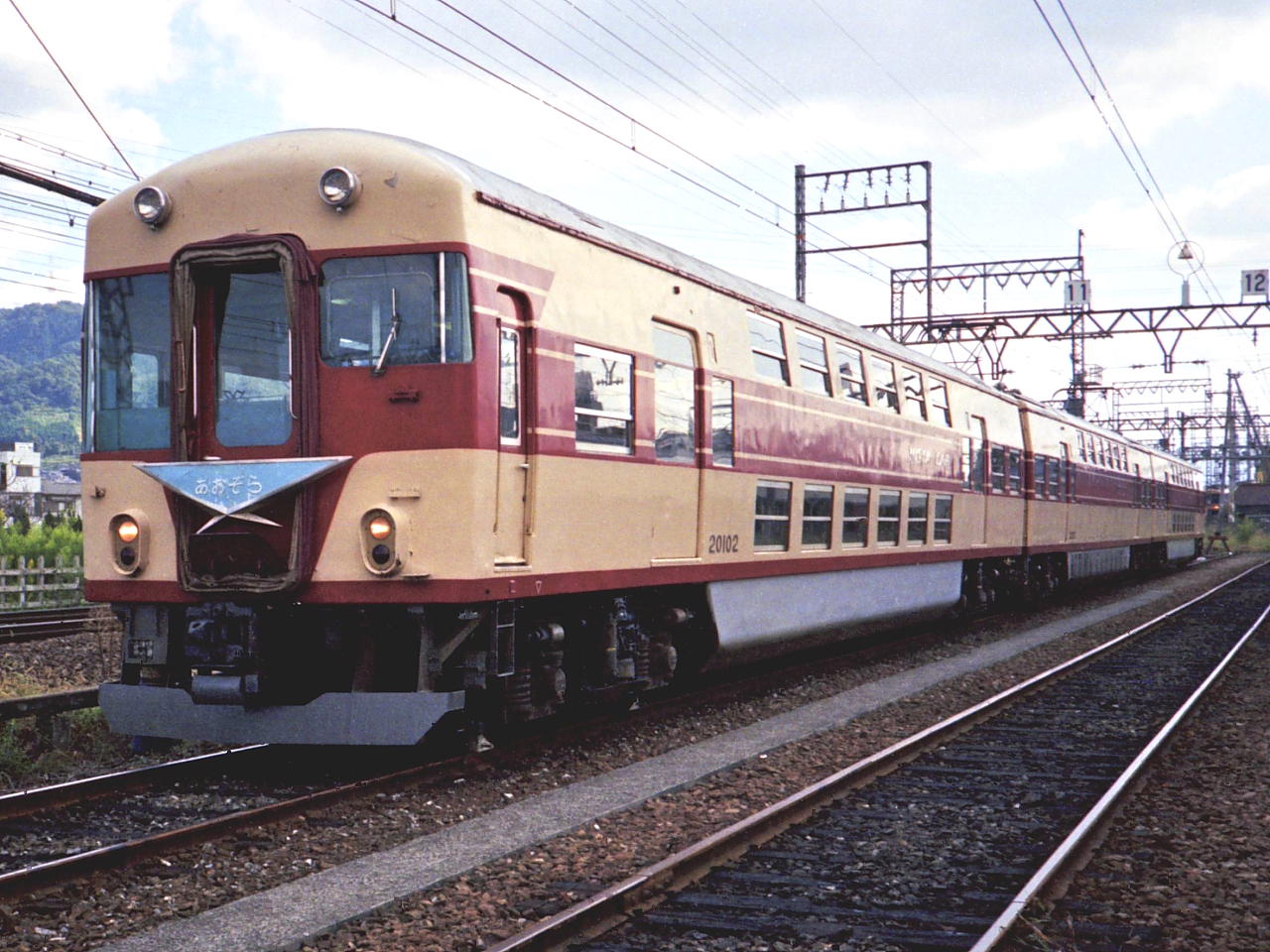
第6回ブルーリボン賞 近畿日本鉄道20100系電車
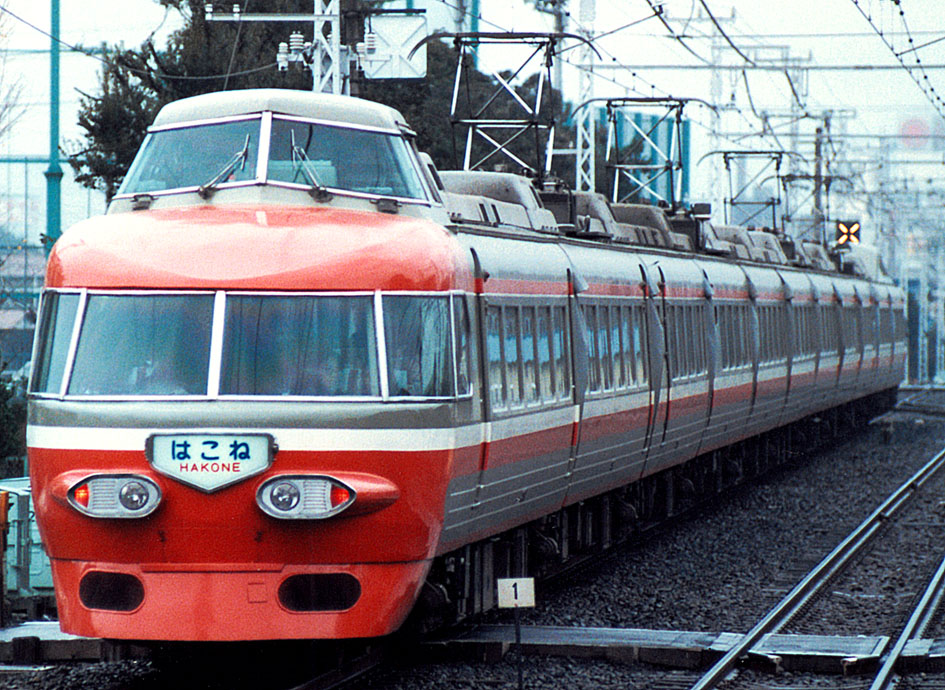
第7回ブルーリボン賞 小田急電鉄3100形電車
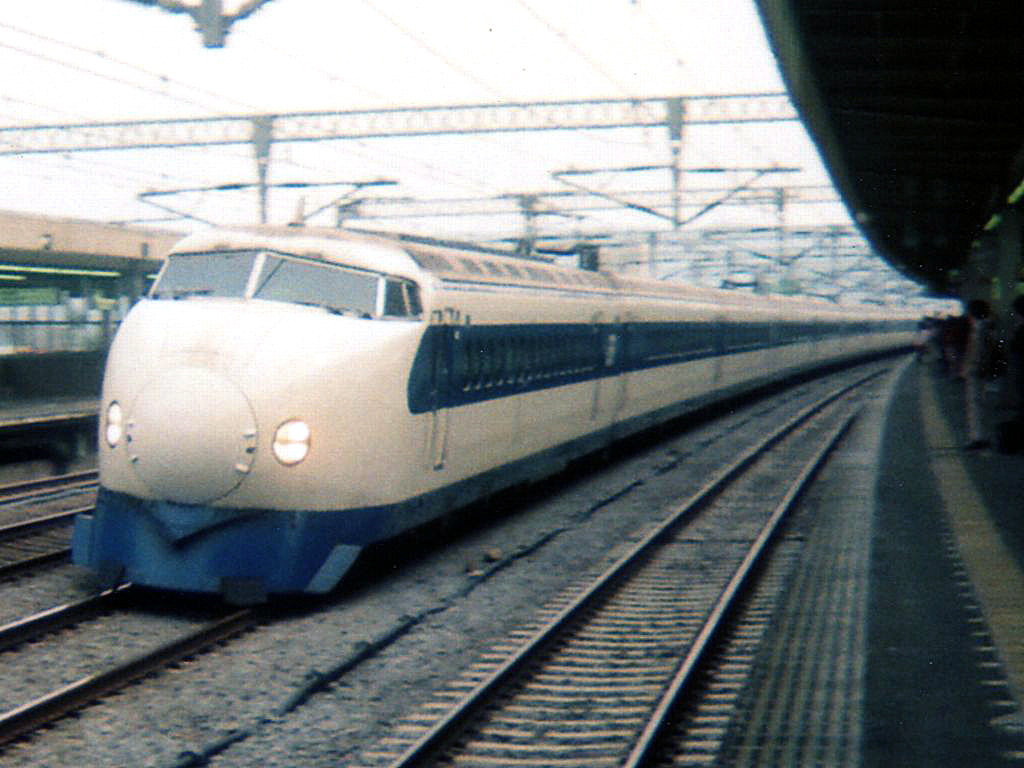
第8回ブルーリボン賞 日本国有鉄道0系新幹線電車
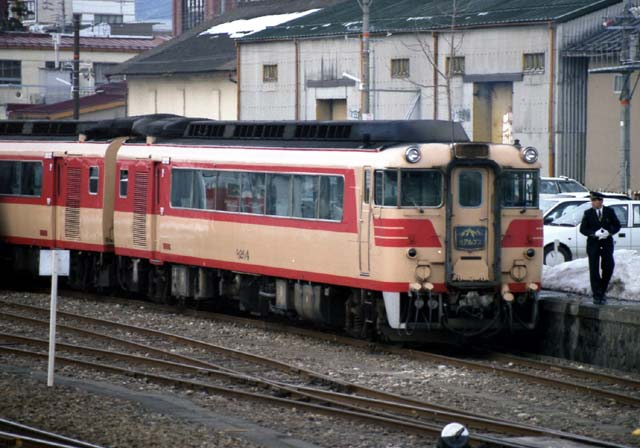
第9回ブルーリボン賞 名古屋鉄道キハ8000系気動車
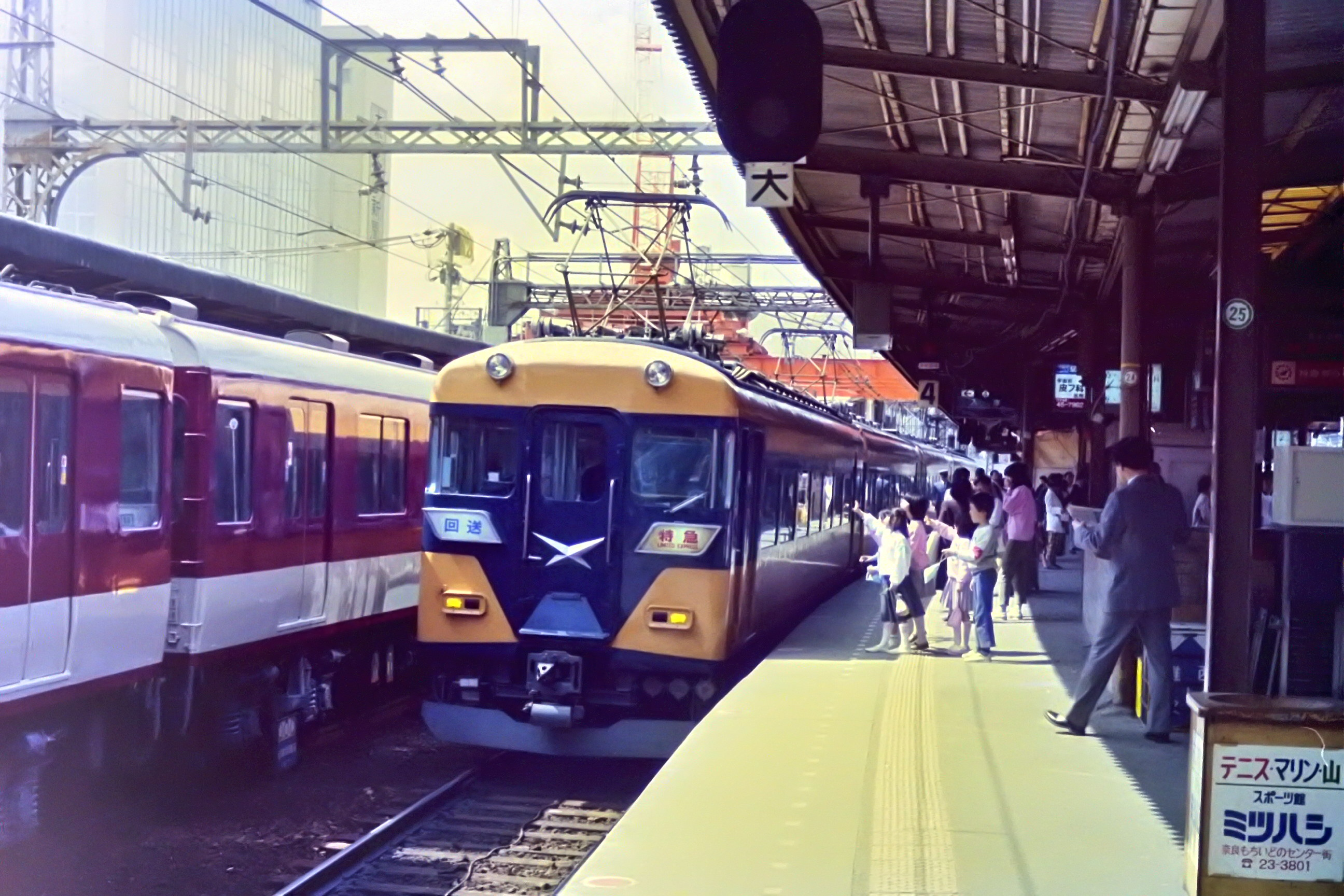
第10回ブルーリボン賞 近畿日本鉄道18200系電車
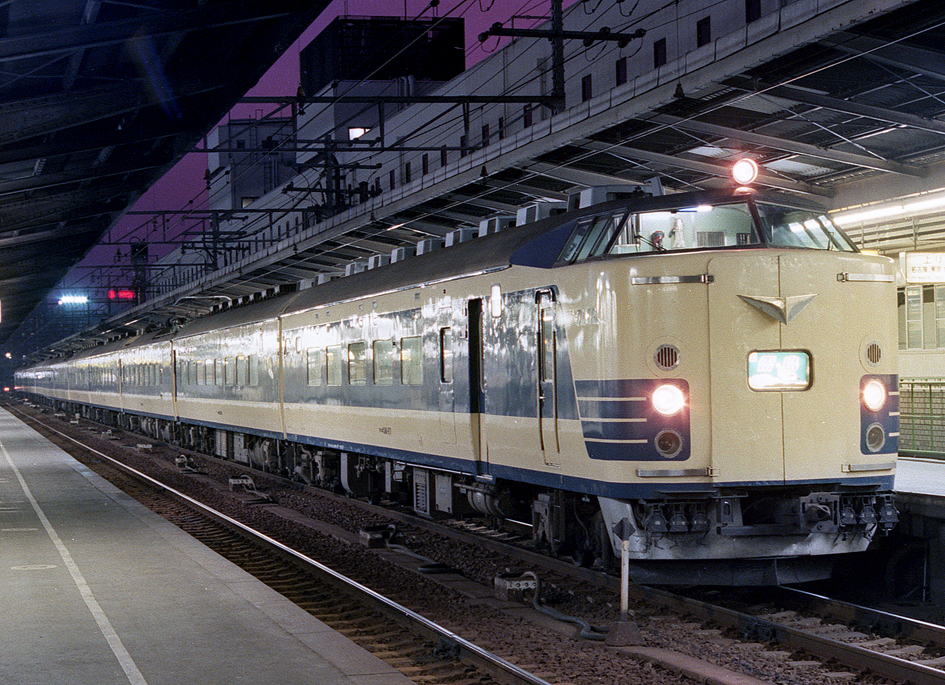
第11回ブルーリボン賞 日本国有鉄道581系電車
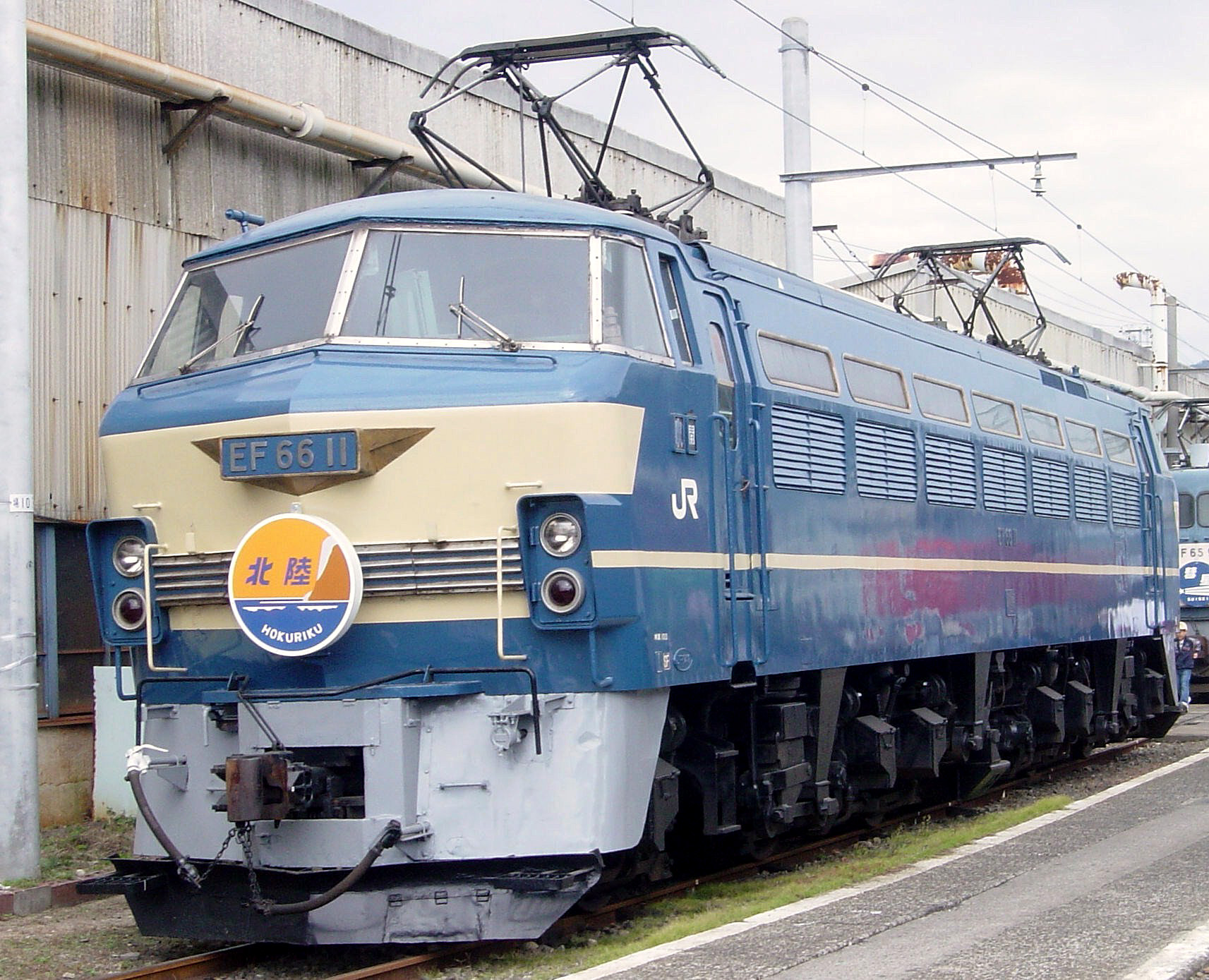
第12回ブルーリボン賞 日本国有鉄道EF66形電気機関車
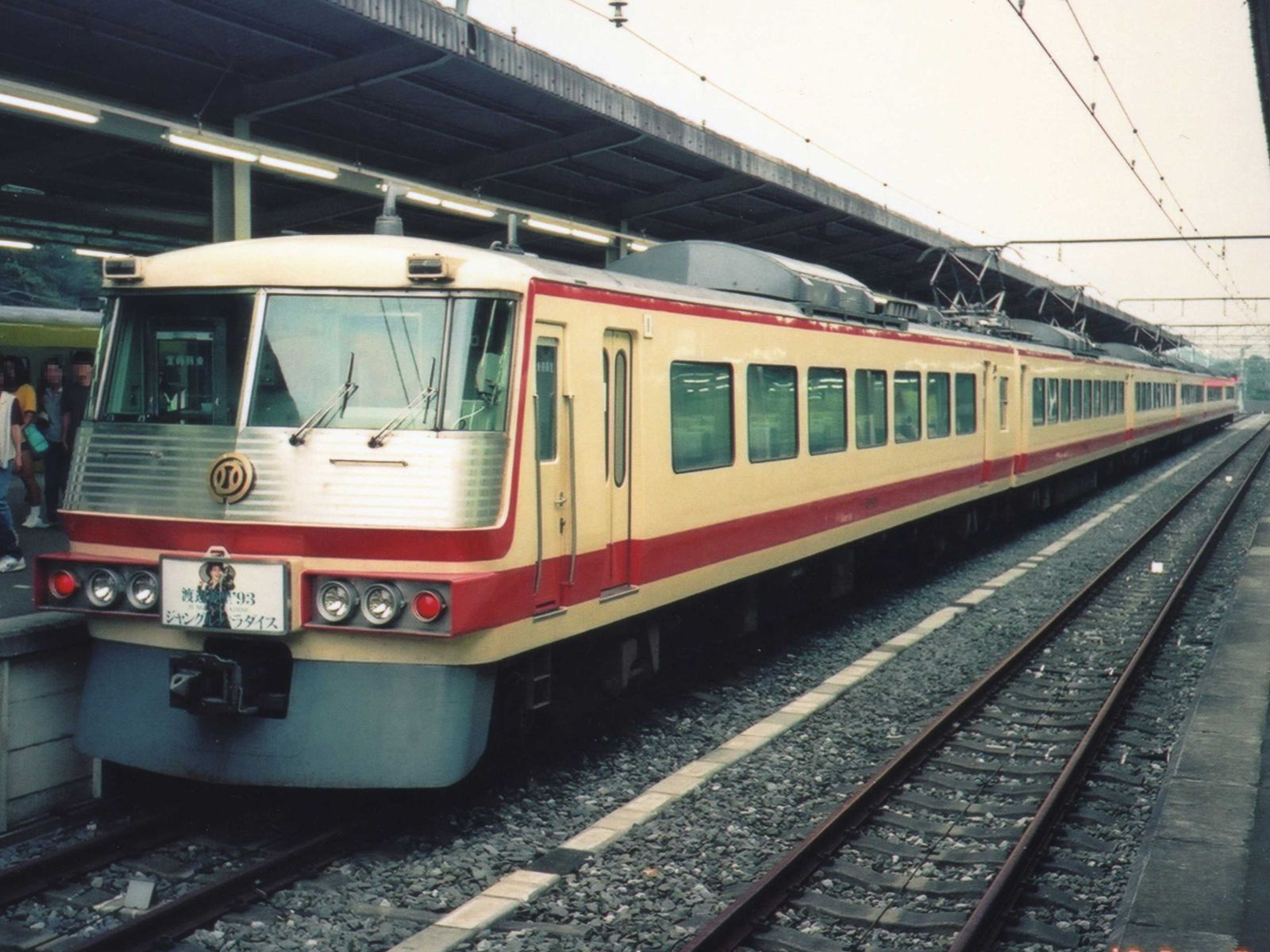
第13回ブルーリボン賞 西武鉄道5000系電車
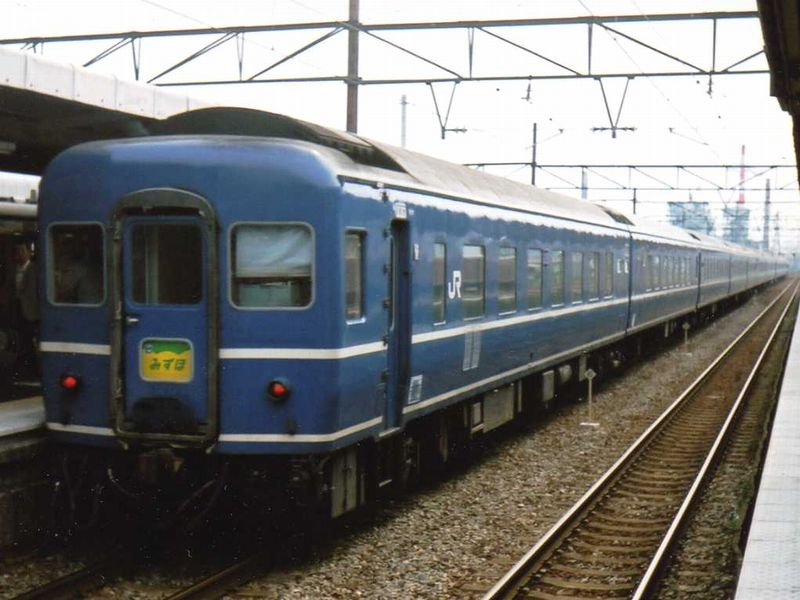
第15回ブルーリボン賞 日本国有鉄道14系客車（寝台車）
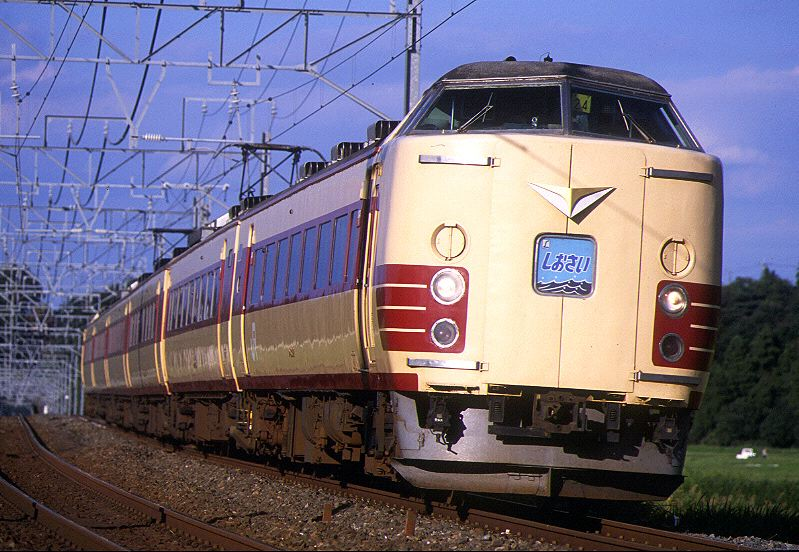
第16回ブルーリボン賞 日本国有鉄道183系電車
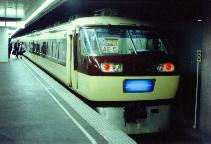
第17回ブルーリボン賞 京成電鉄AE車（初代）
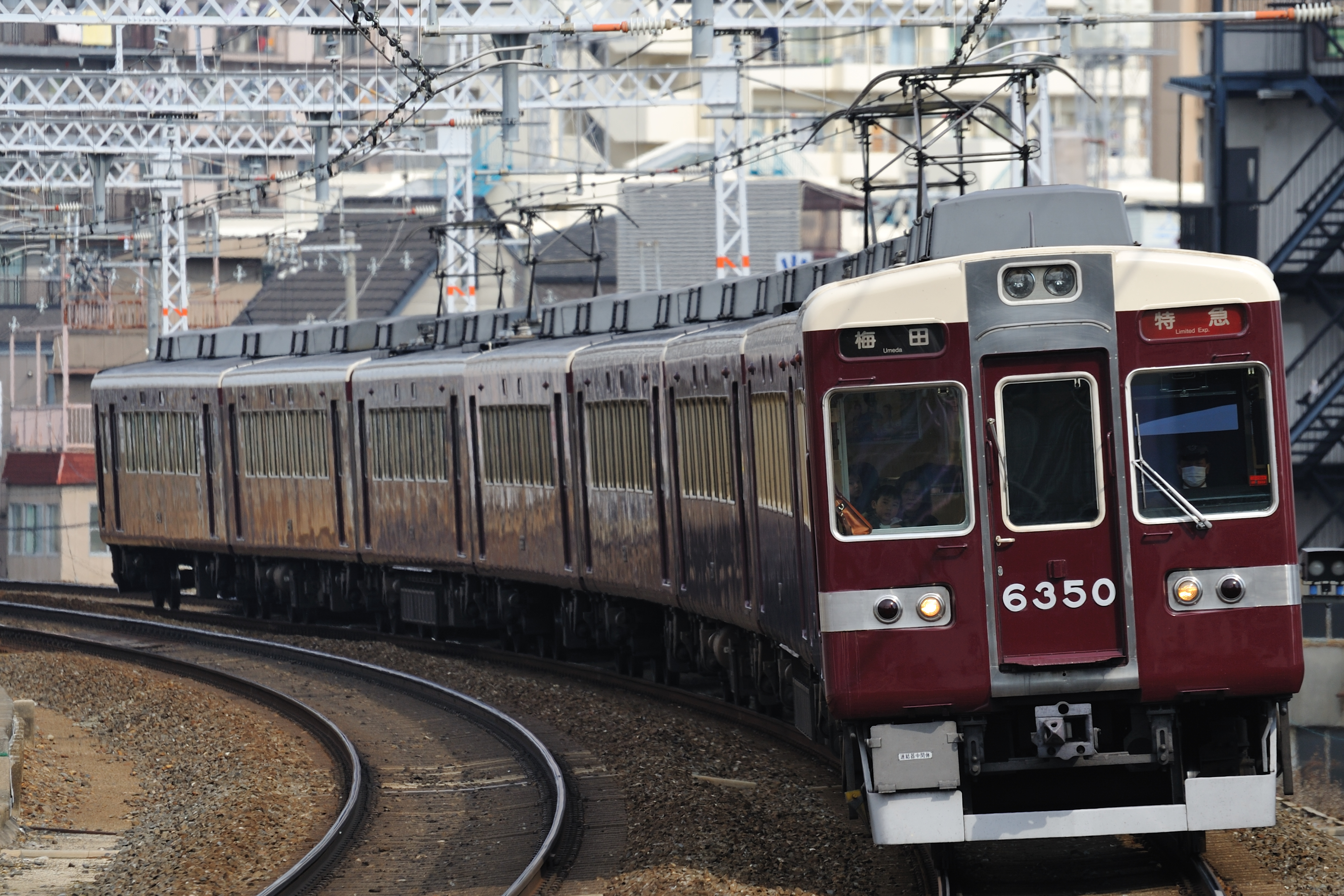
第19回ブルーリボン賞 阪急電鉄6300系電車
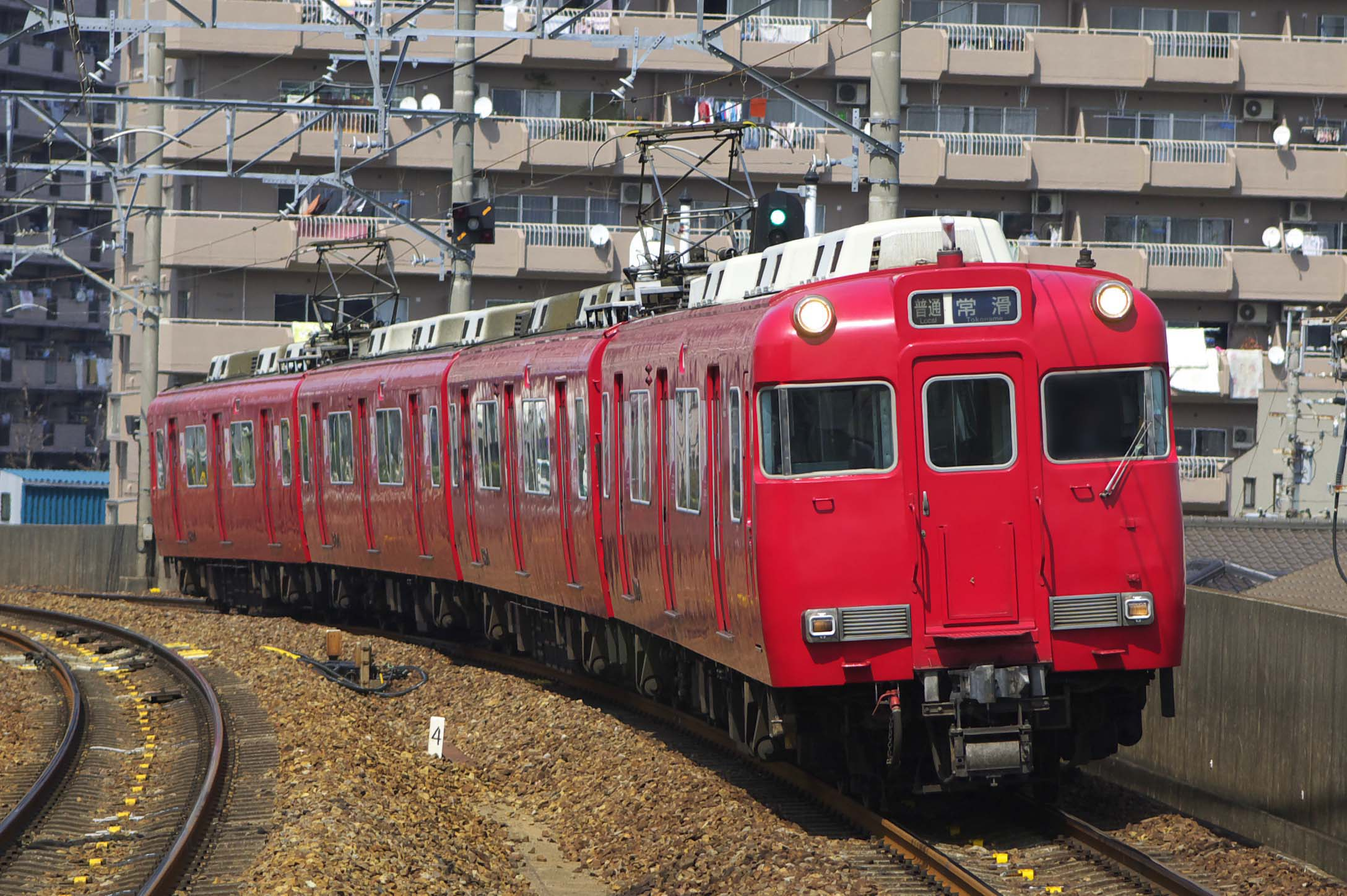
第20回ブルーリボン賞 名古屋鉄道6000系電車
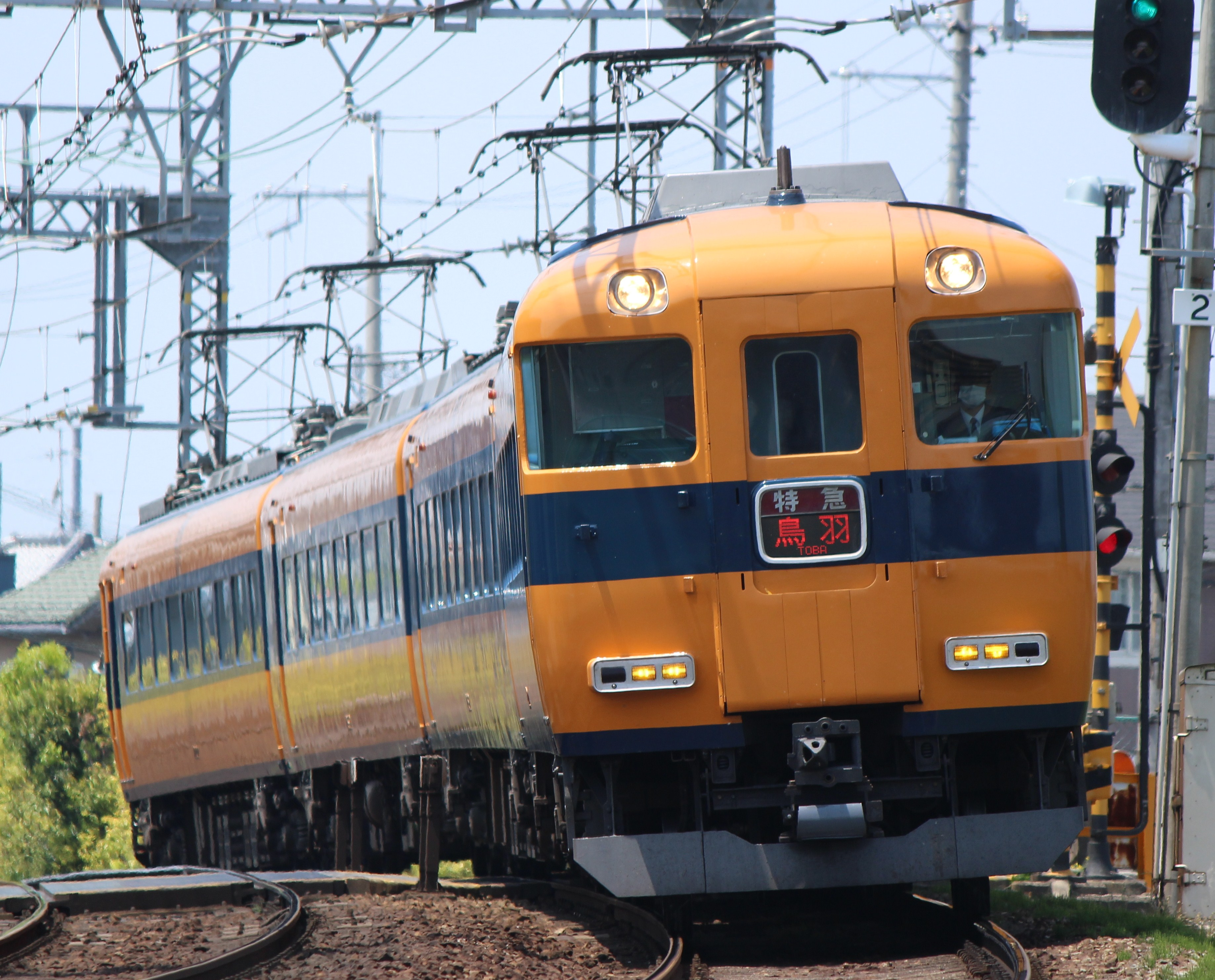
第21回ブルーリボン賞 近畿日本鉄道12400系電車
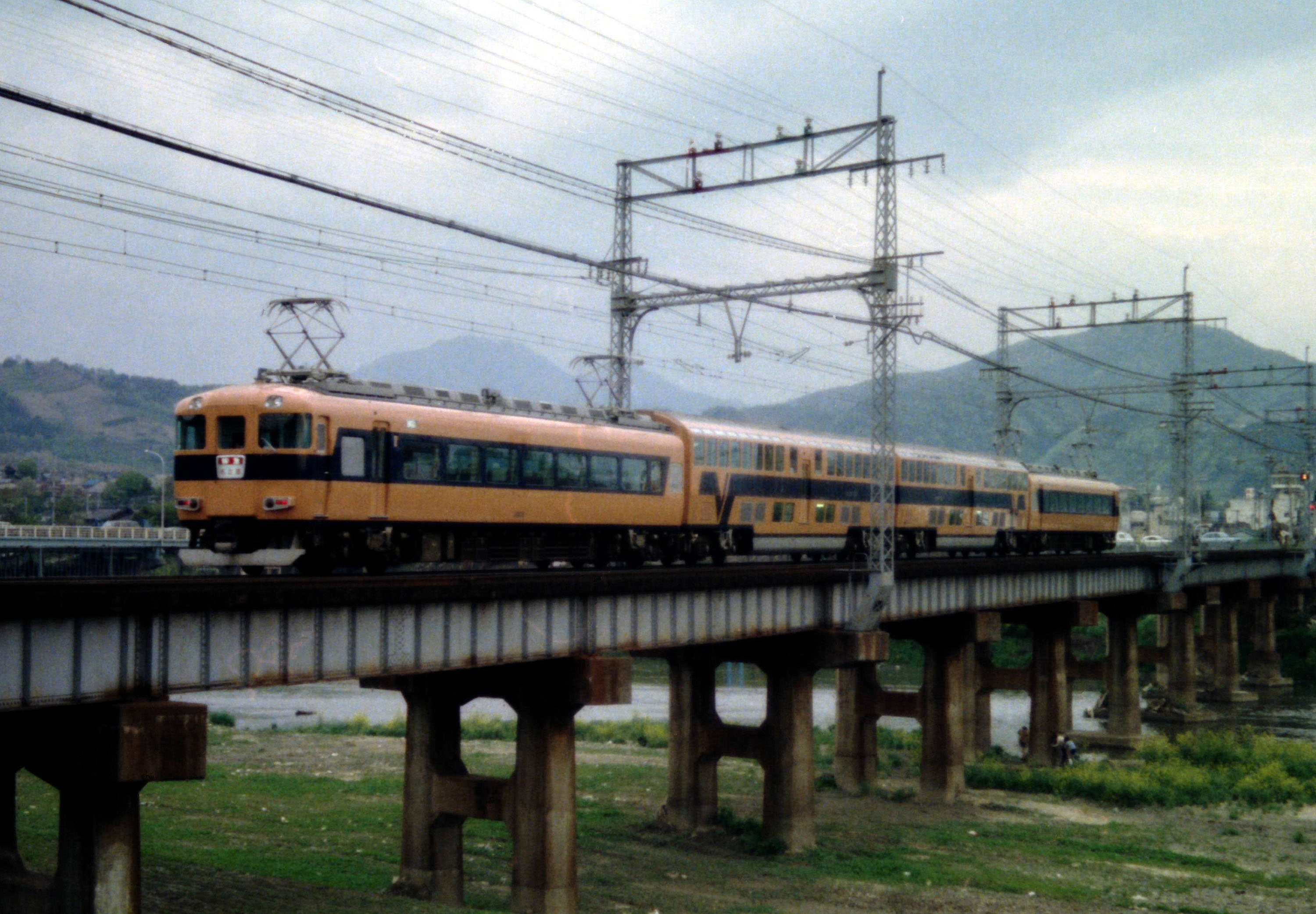
第22回ブルーリボン賞 近畿日本鉄道30000系電車
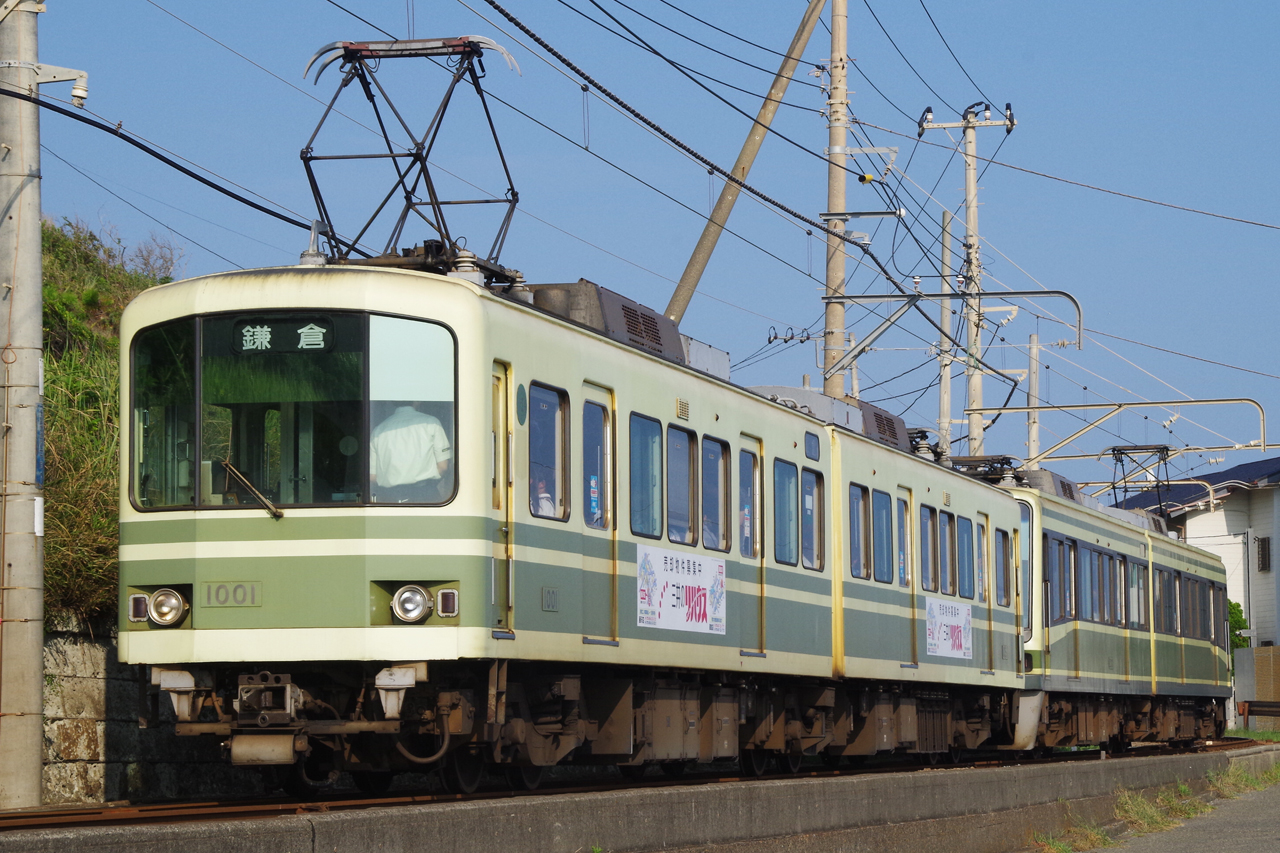
第23回ブルーリボン賞 江ノ島鎌倉観光1000形電車
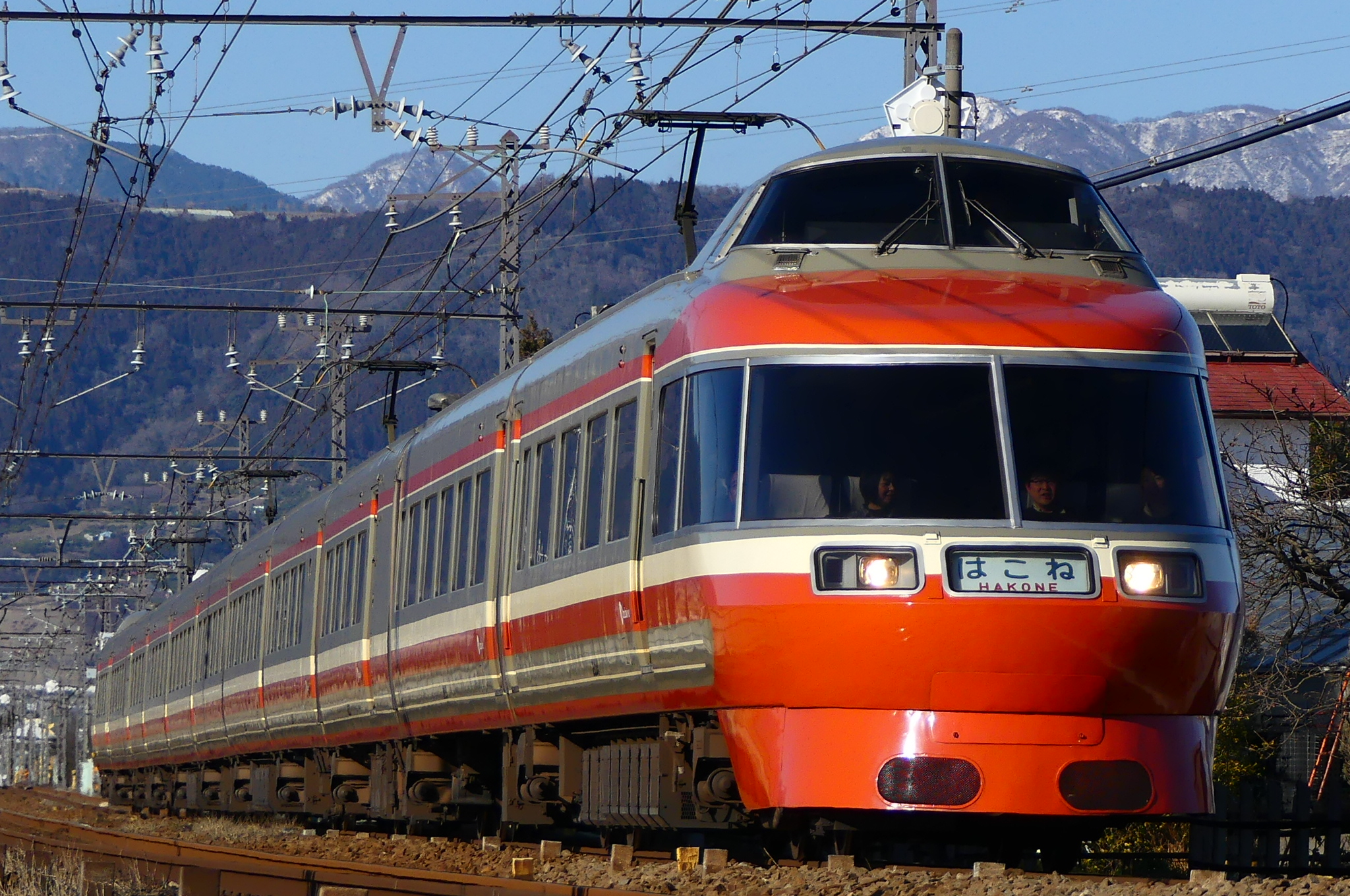
第24回ブルーリボン賞 小田急電鉄7000形電車
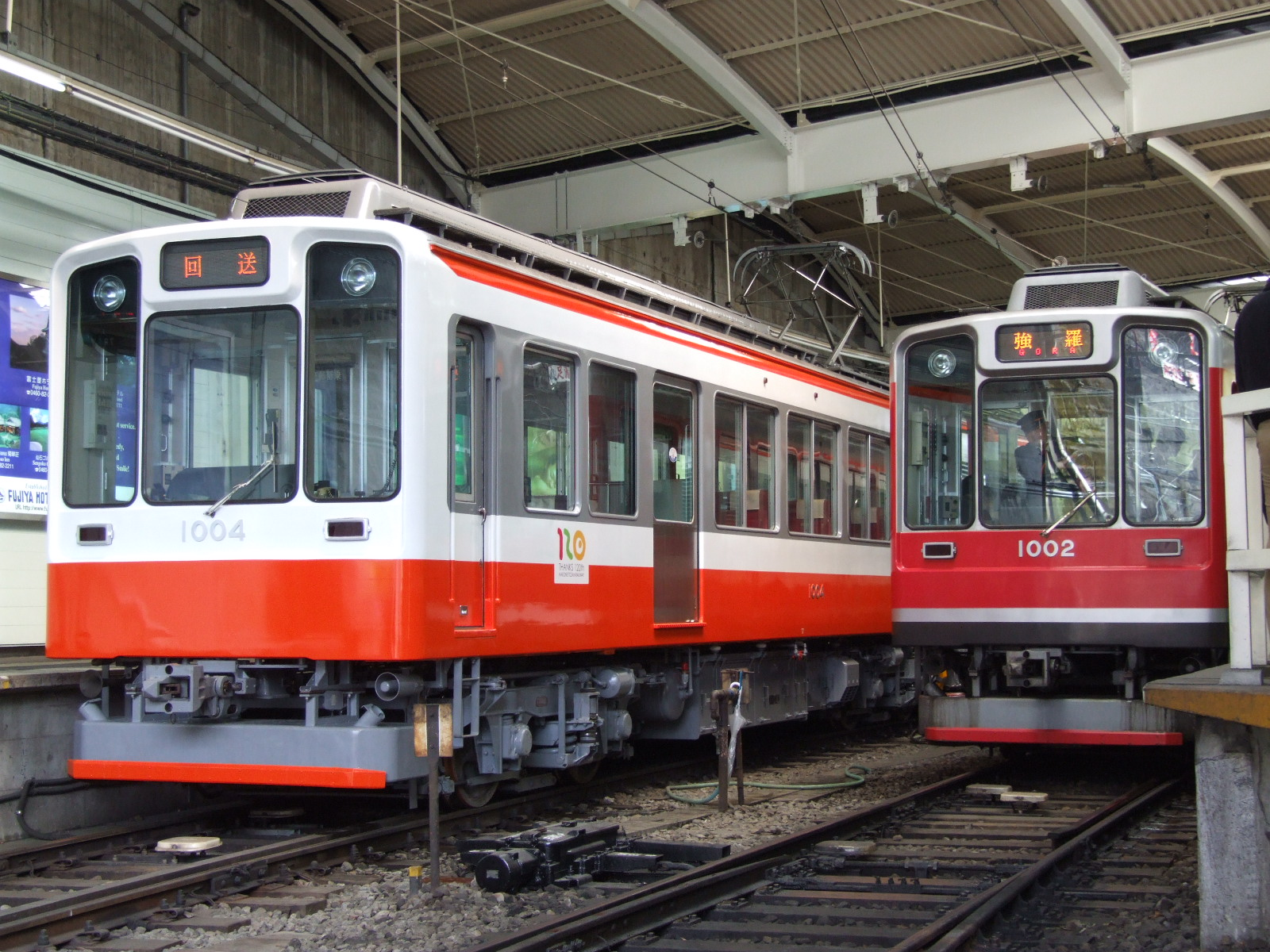
第25回ブルーリボン賞 箱根登山鉄道1000形電車
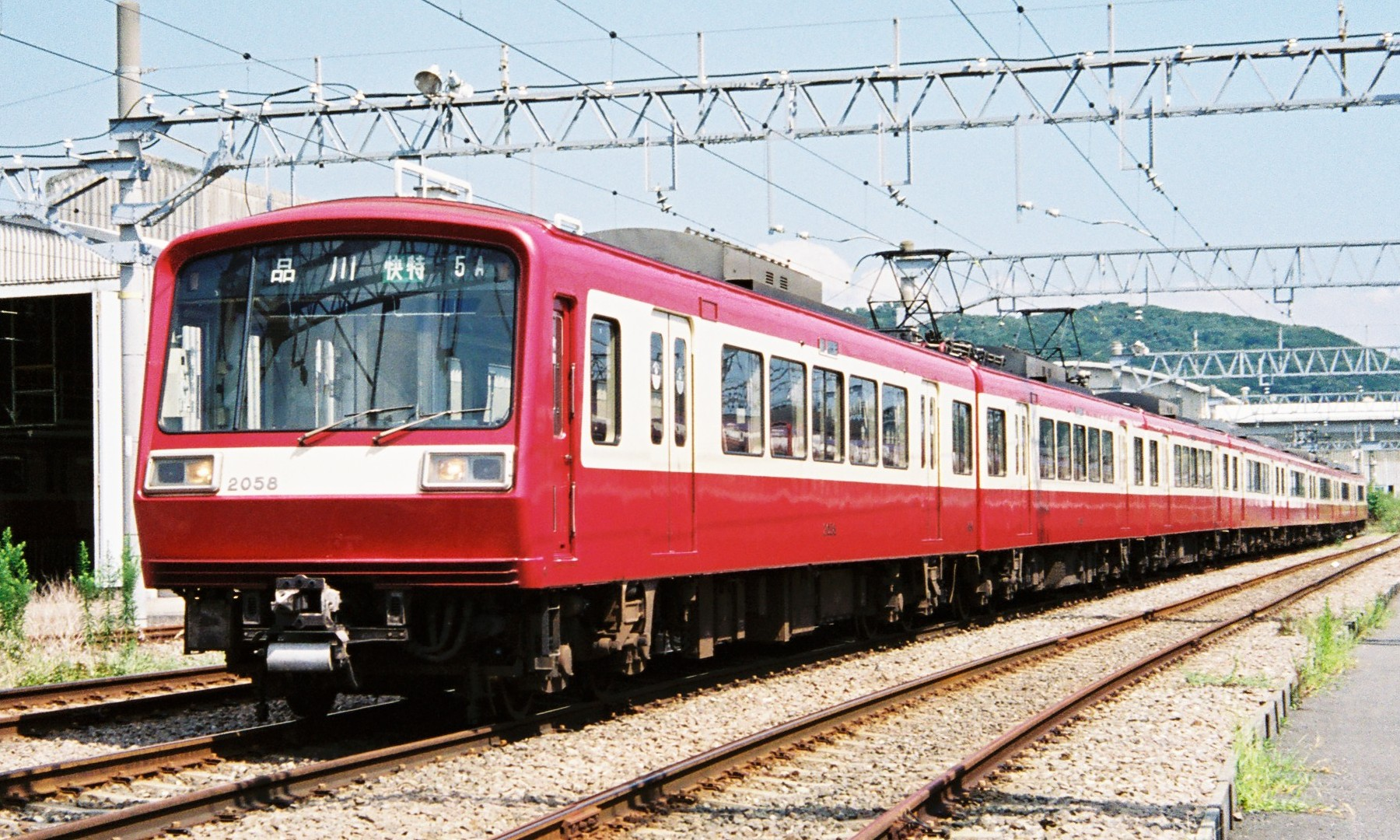
第26回ブルーリボン賞 京浜急行電鉄2000形電車
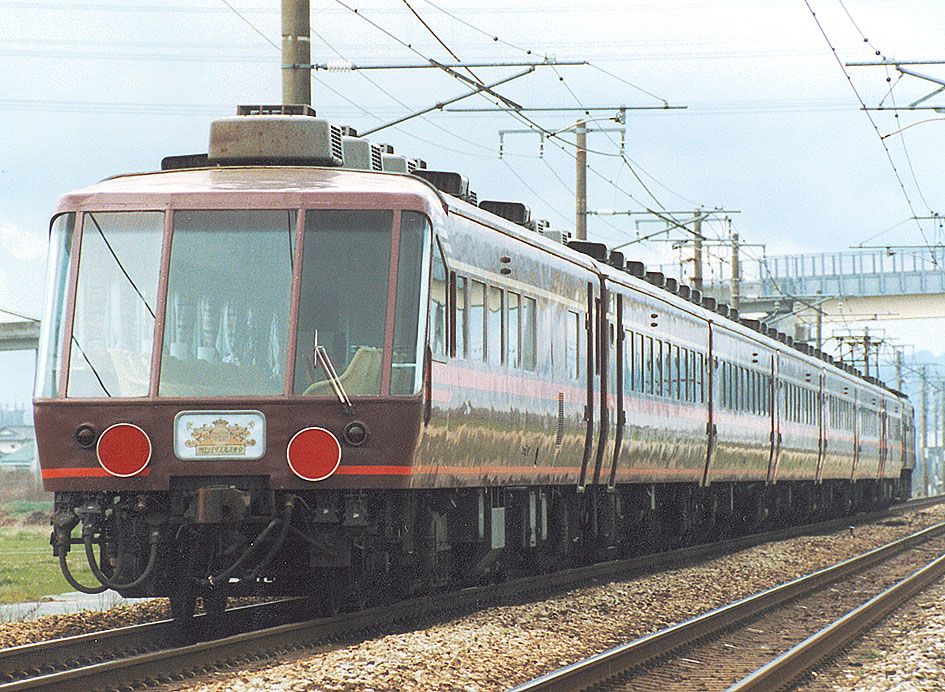
第27回ブルーリボン賞 日本国有鉄道14系700番台客車
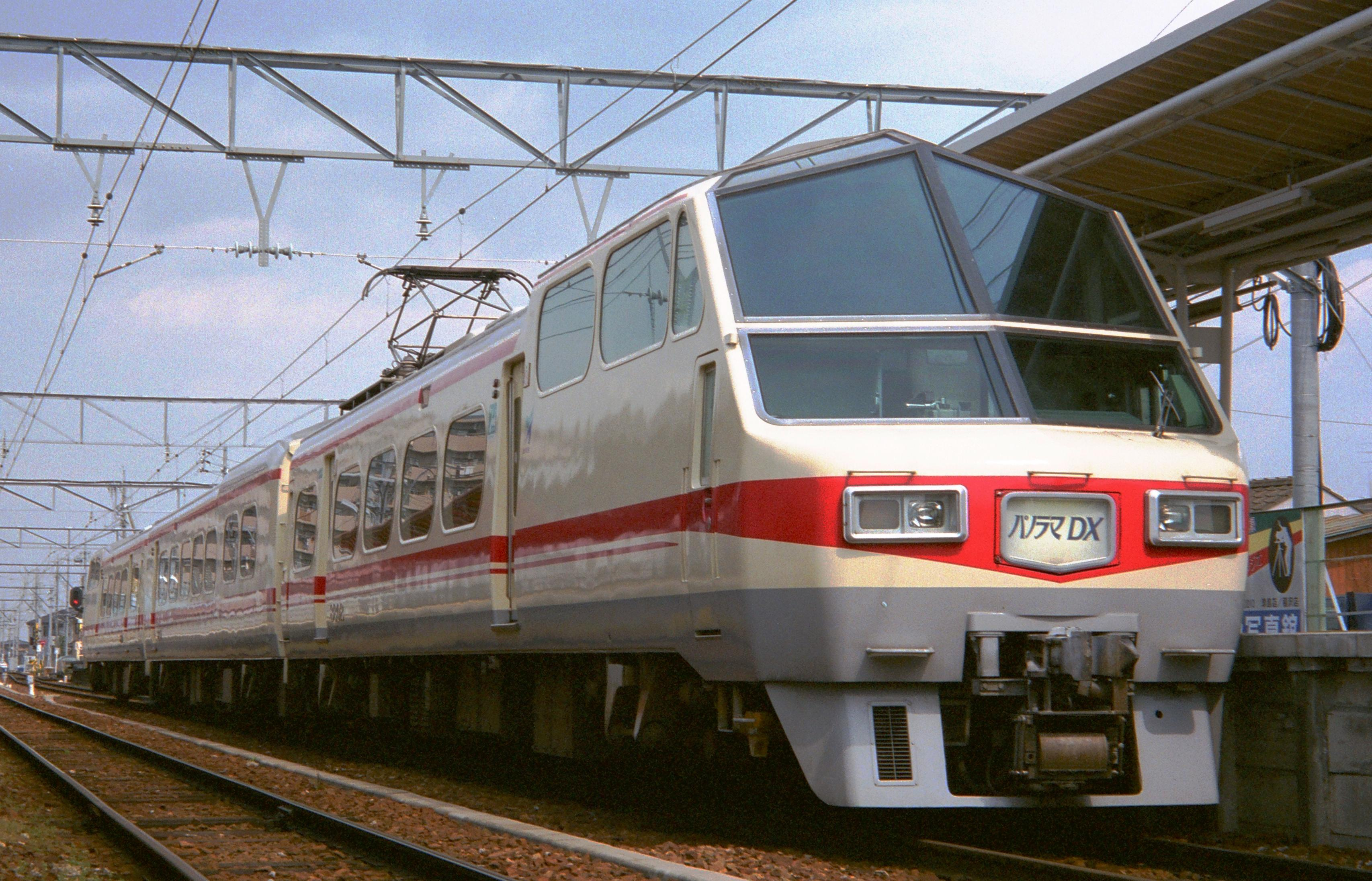
第28回ブルーリボン賞 名古屋鉄道8800系電車
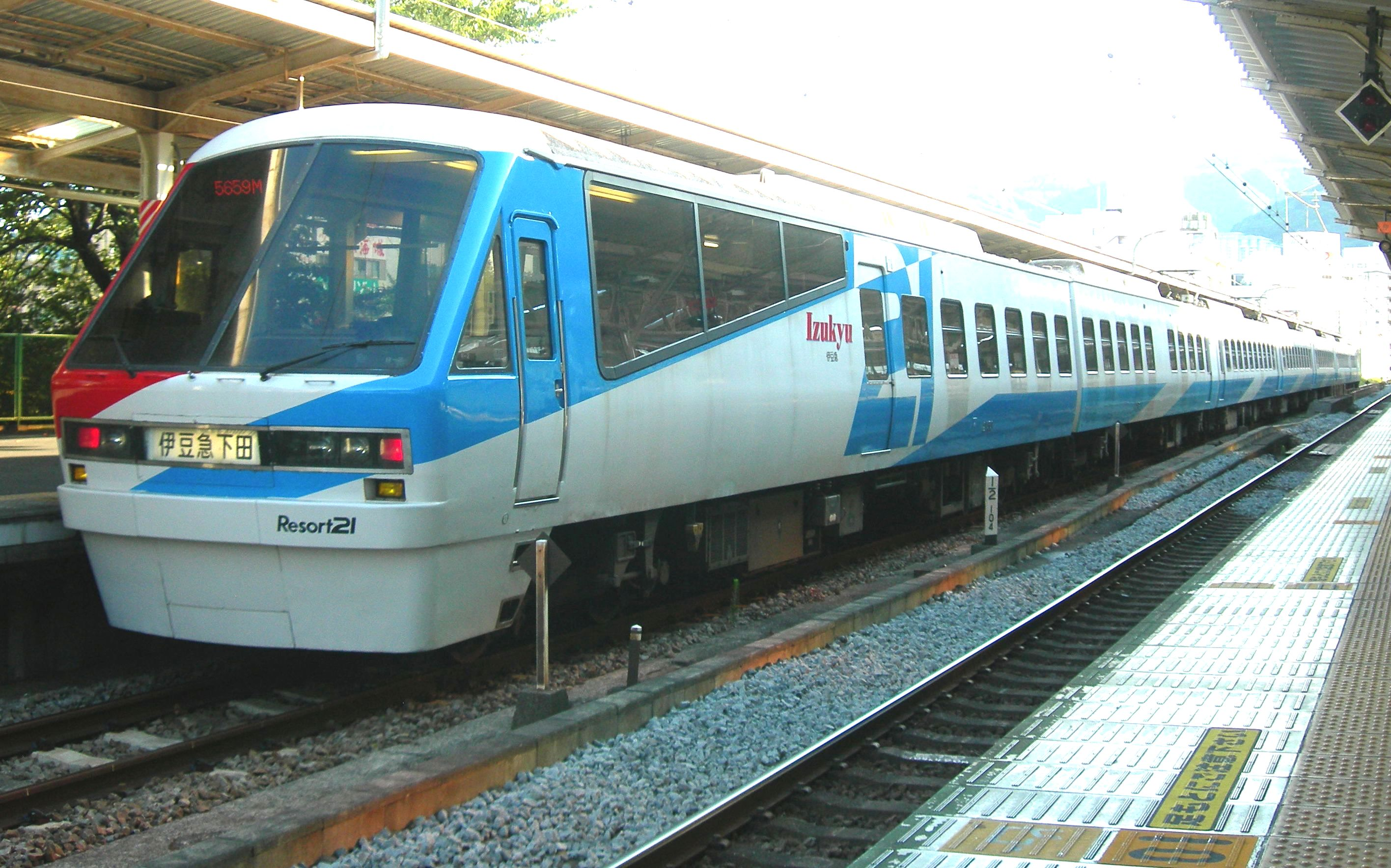
第29回ブルーリボン賞 伊豆急行2100系電車
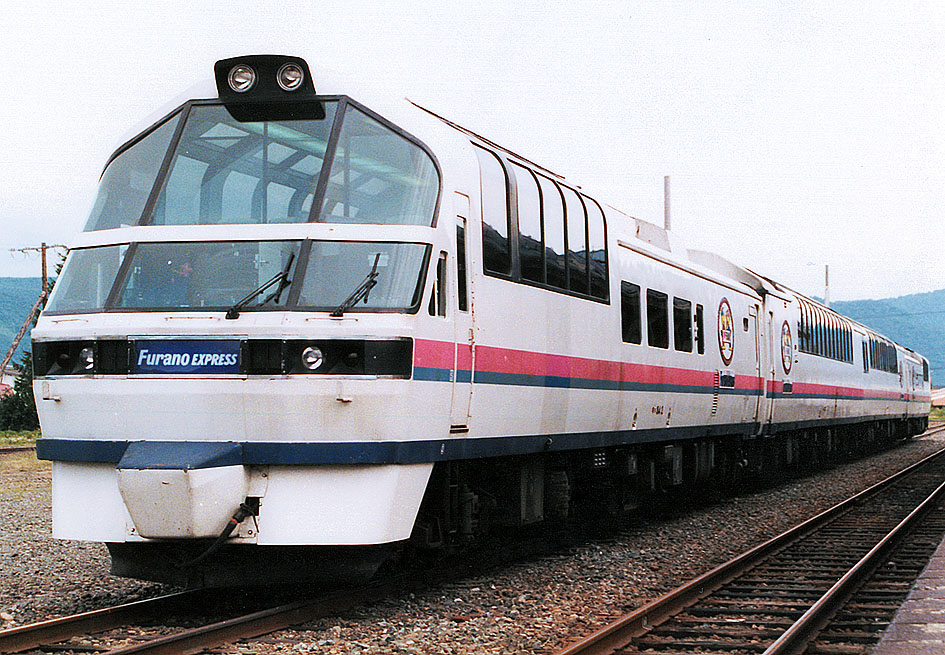
第30回ブルーリボン賞 北海道旅客鉄道キハ83・キハ84形気動車
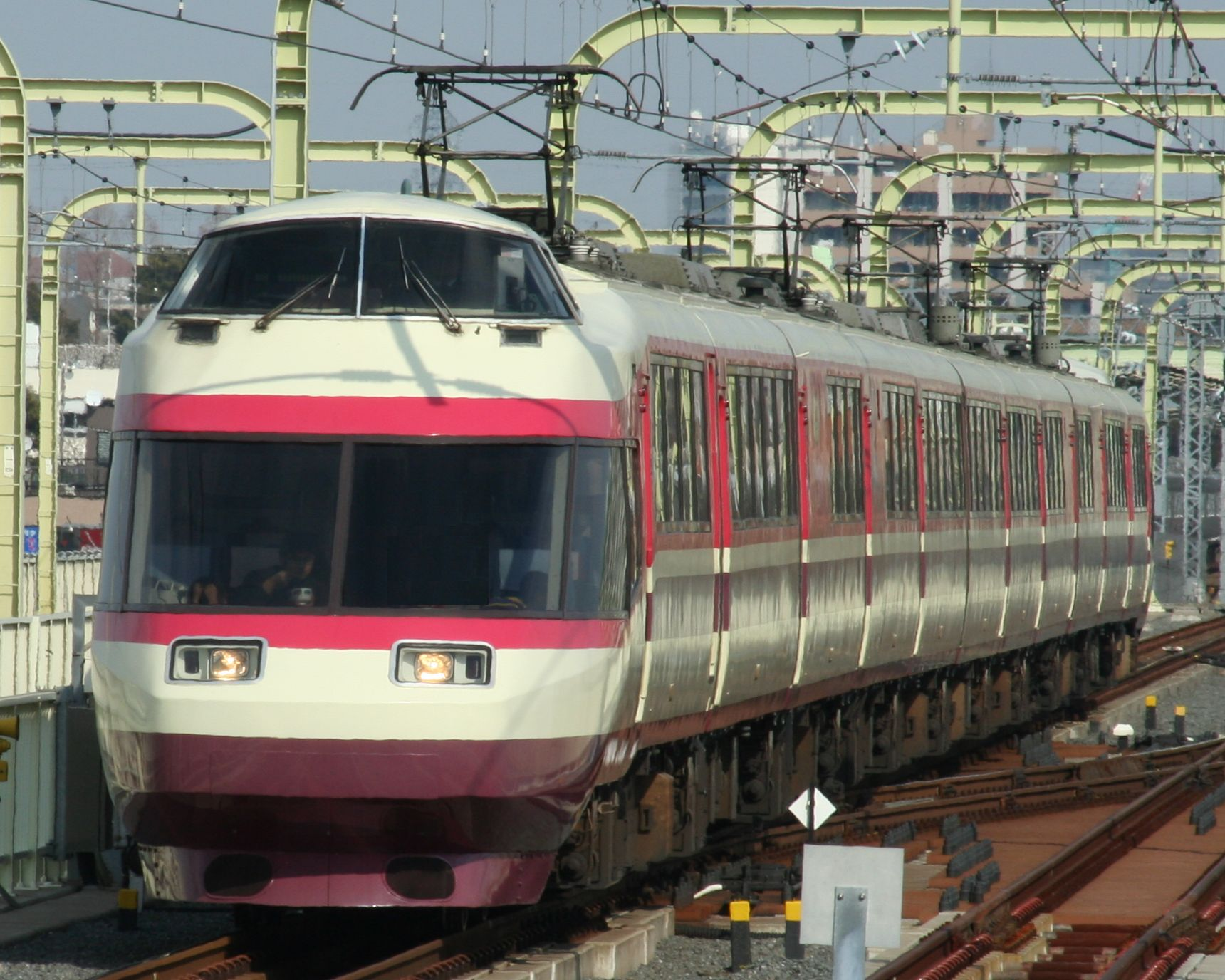
第31回ブルーリボン賞 小田急電鉄10000形電車
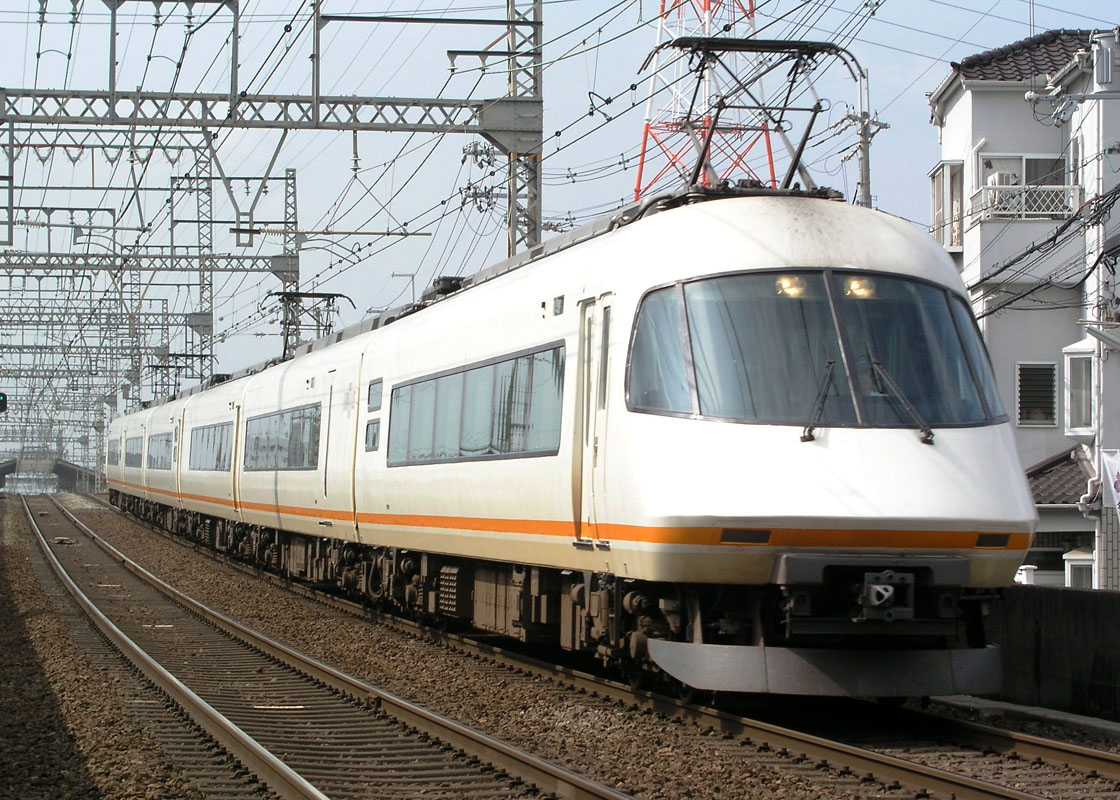
第32回ブルーリボン賞 近畿日本鉄道21000系電車
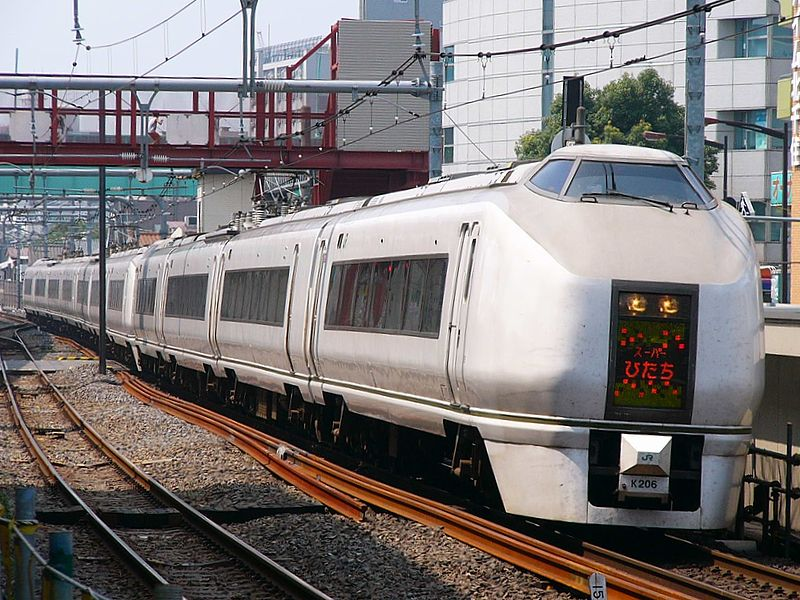
第33回ブルーリボン賞 東日本旅客鉄道651系電車
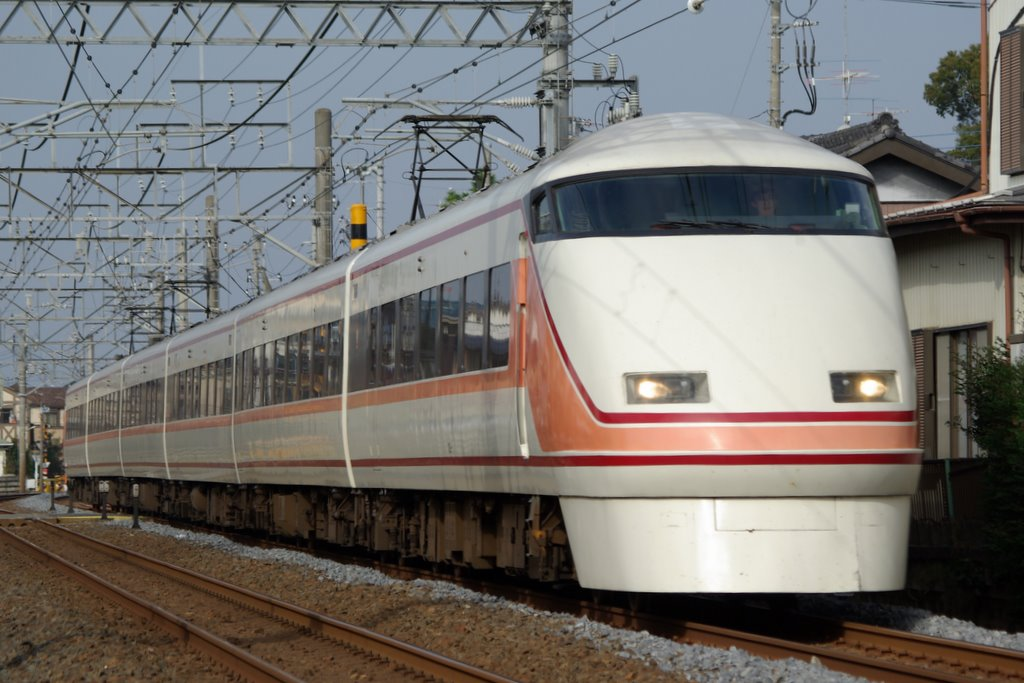
第34回ブルーリボン賞 東武鉄道100系電車
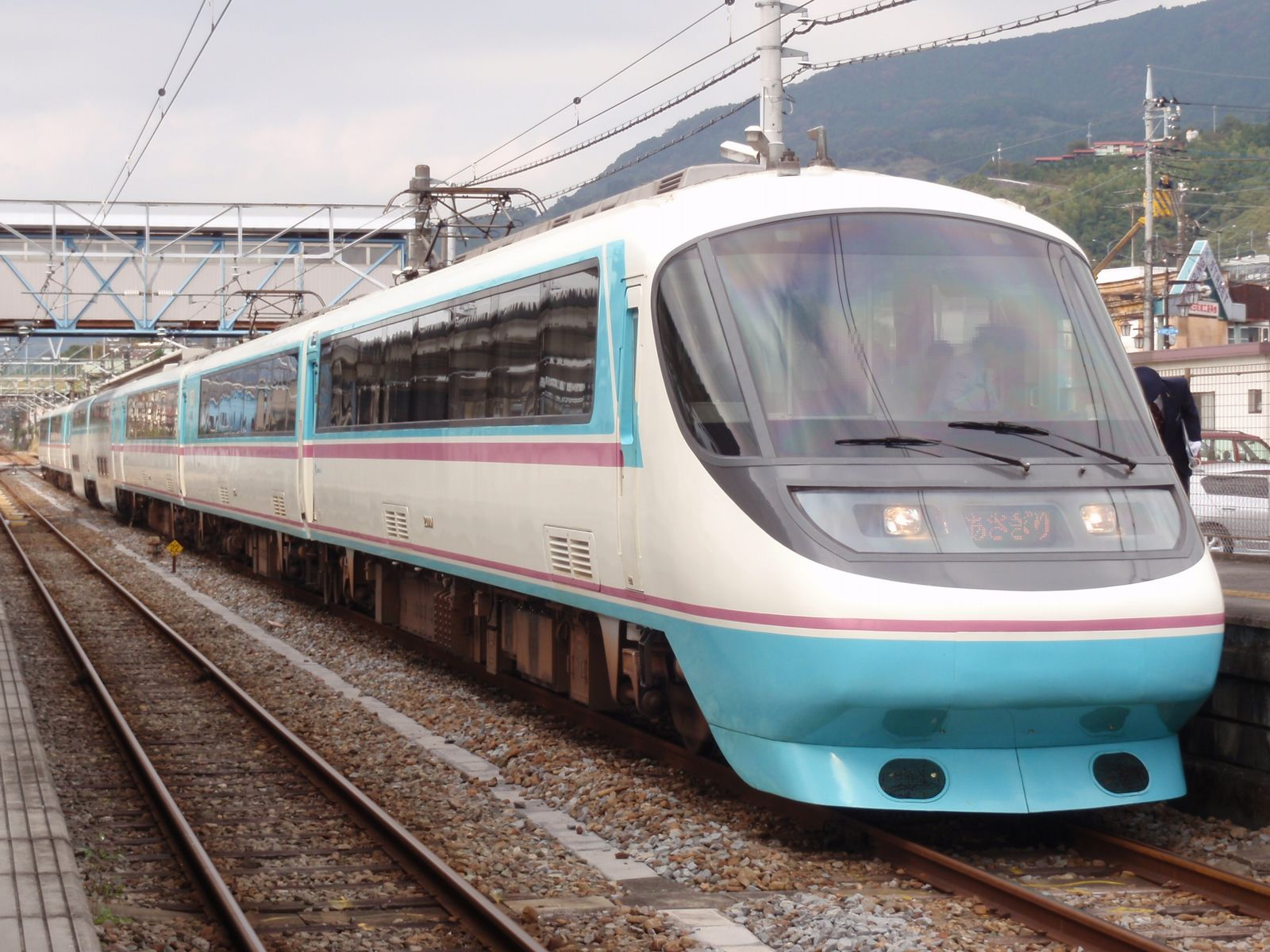
第35回ブルーリボン賞 小田急電鉄20000形電車
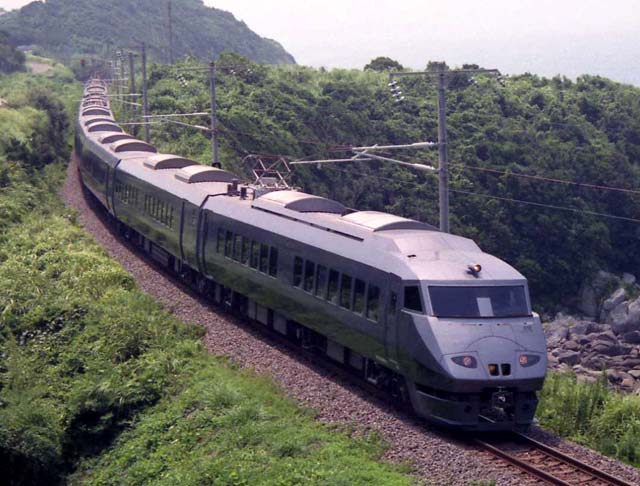
第36回ブルーリボン賞 九州旅客鉄道787系電車
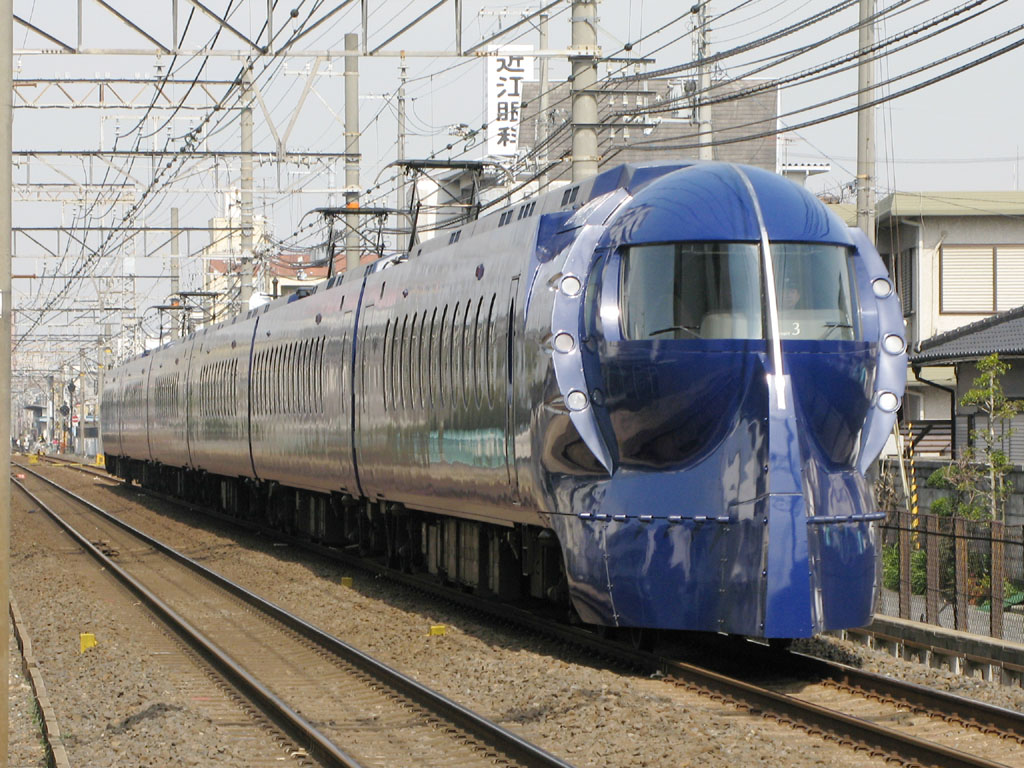
第38回ブルーリボン賞 南海電気鉄道50000系電車
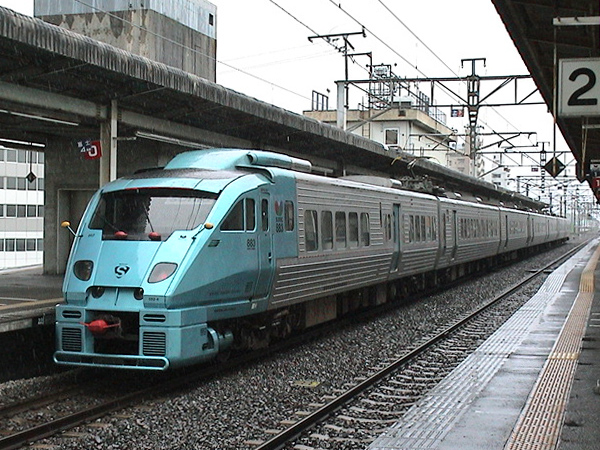
第39回ブルーリボン賞 九州旅客鉄道883系電車
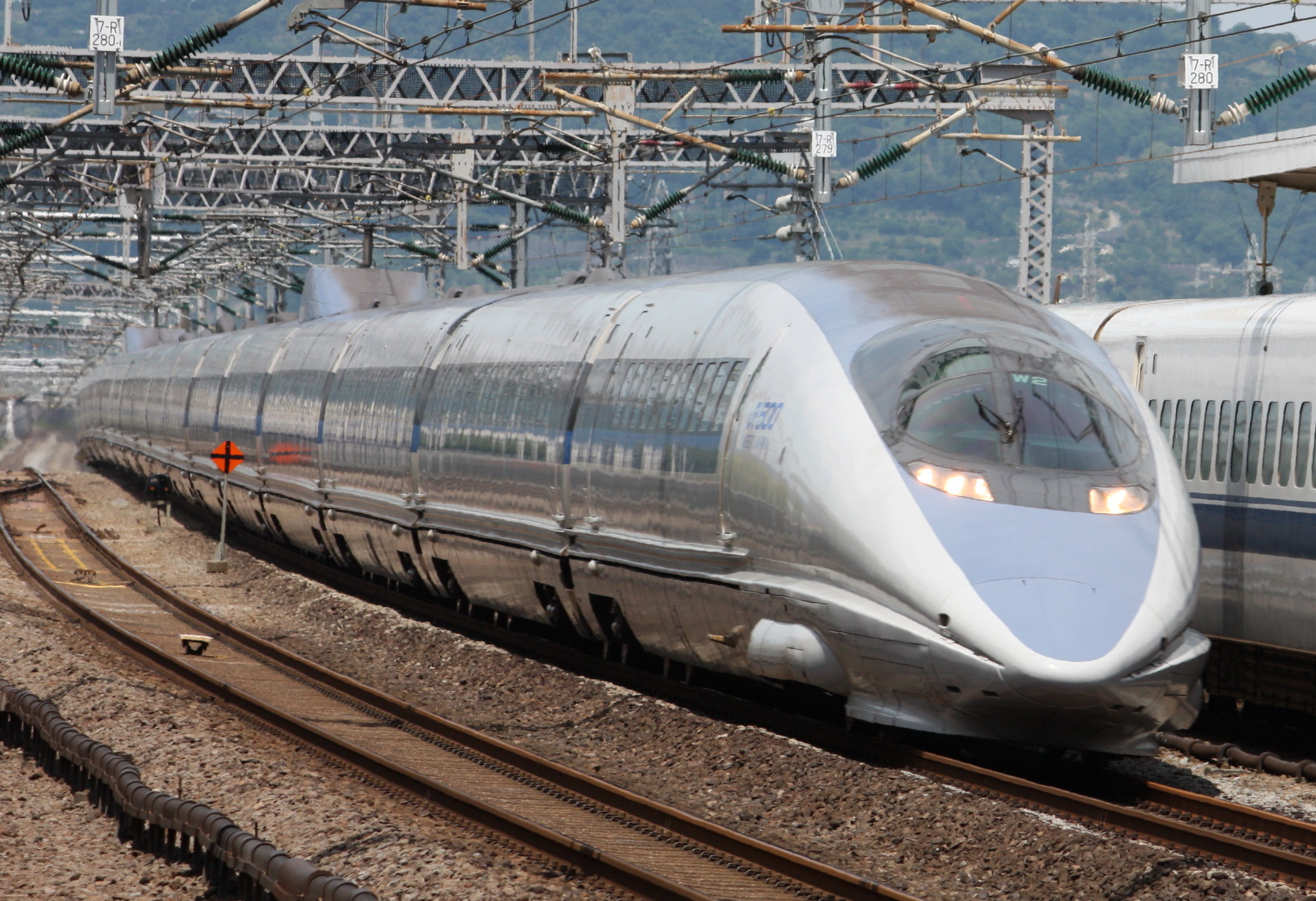
第41回ブルーリボン賞 西日本旅客鉄道500系新幹線電車
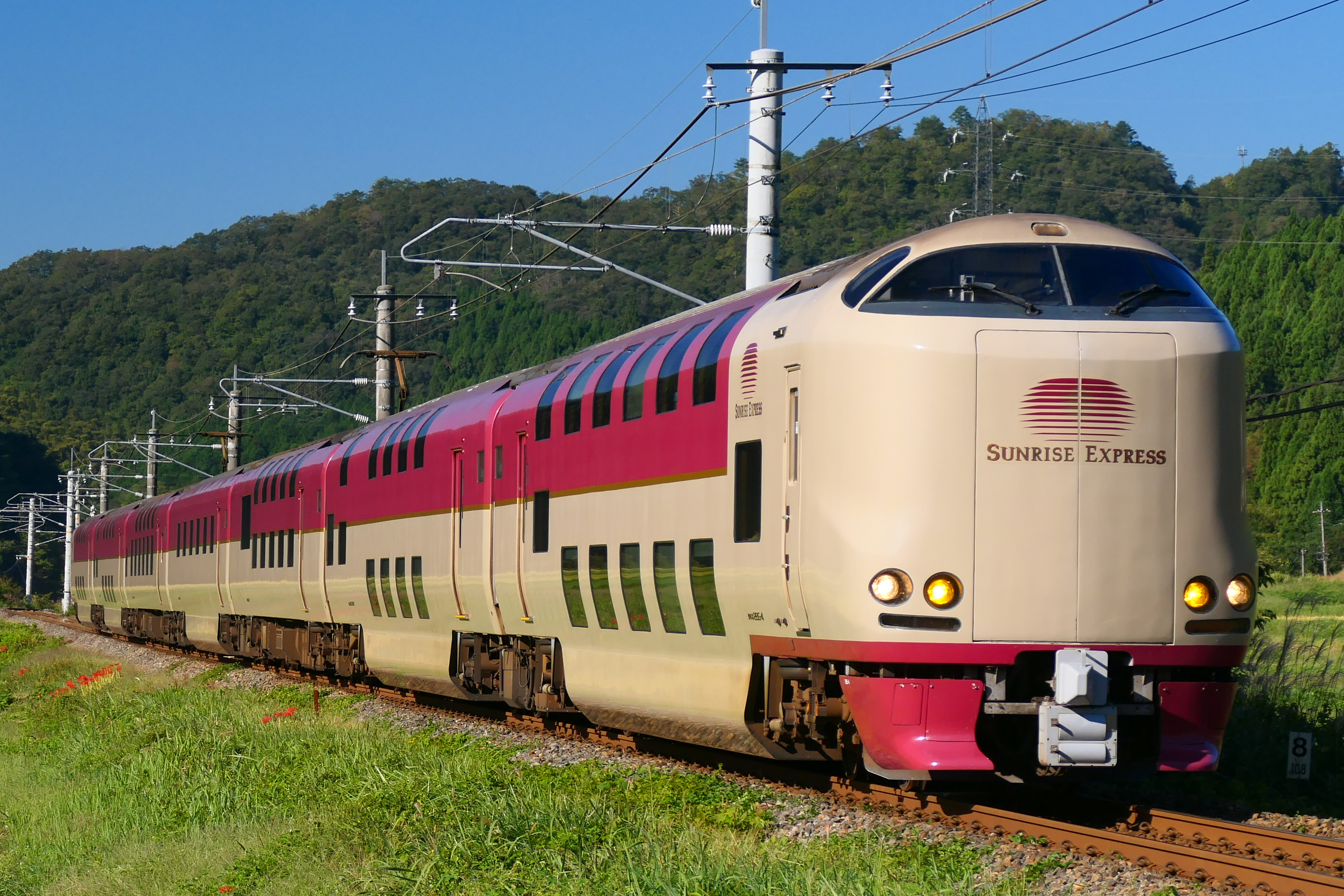
第42回ブルーリボン賞 東海旅客鉄道・西日本旅客鉄道285系電車
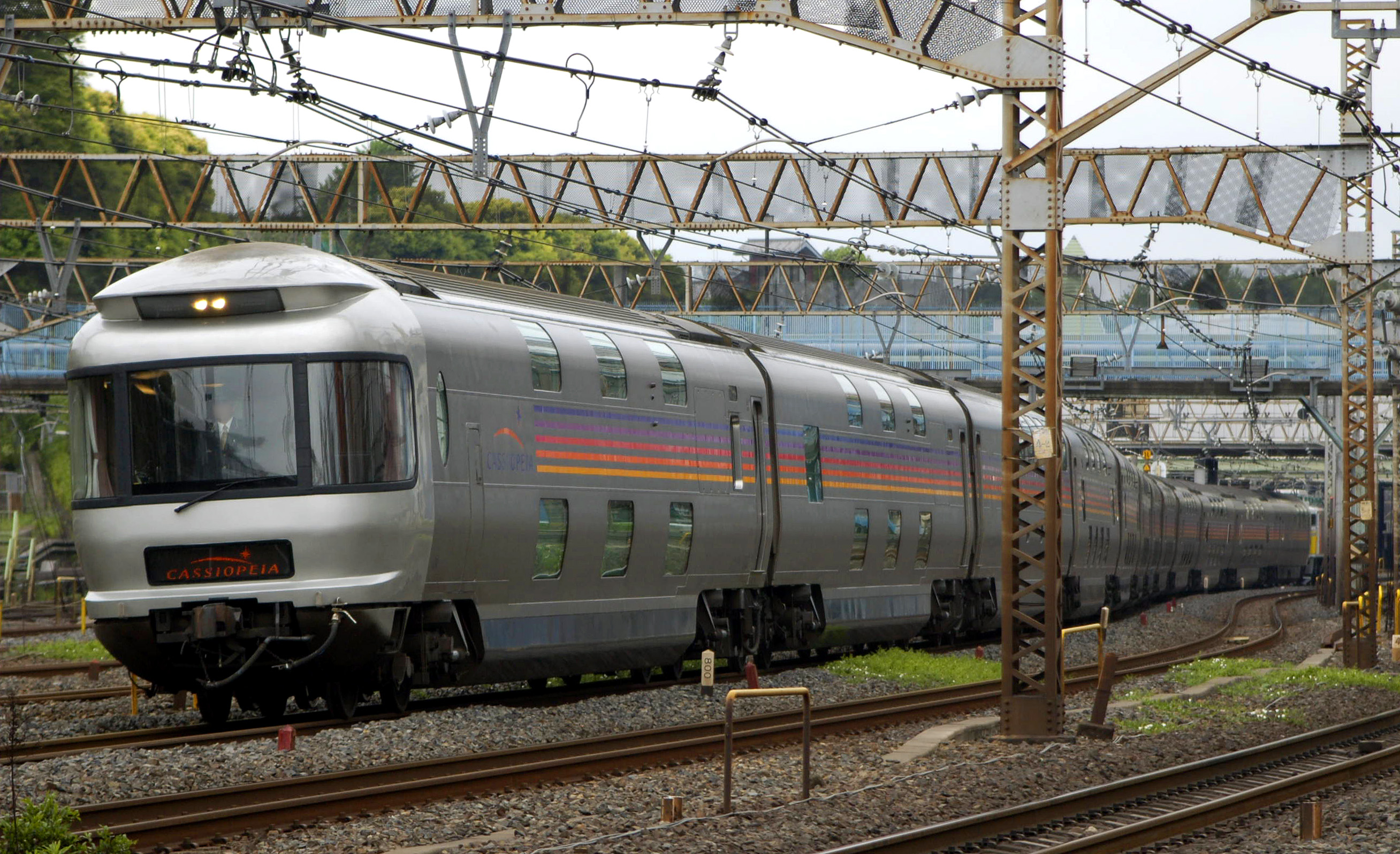
第43回ブルーリボン賞 東日本旅客鉄道E26系客車
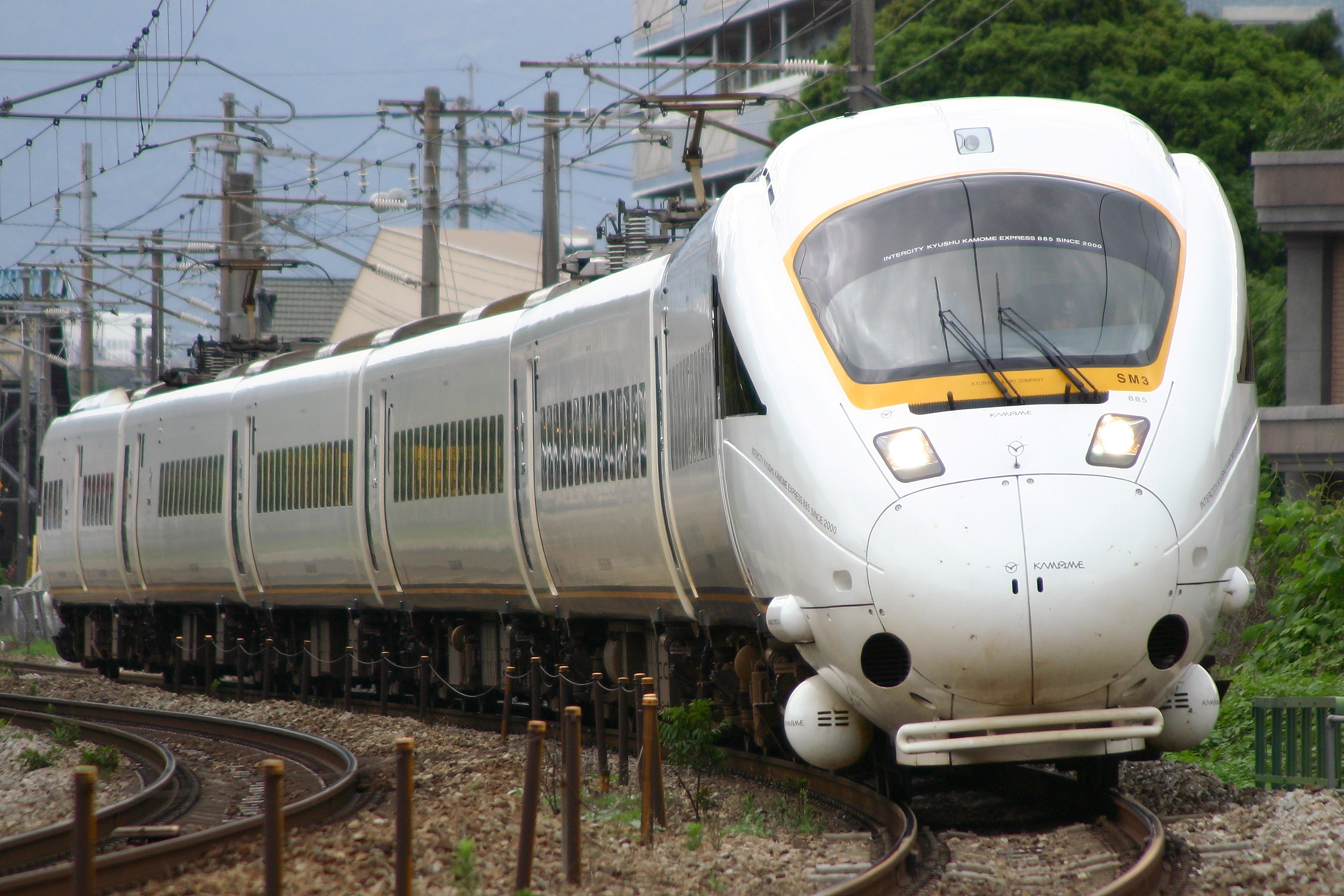
第44回ブルーリボン賞 九州旅客鉄道885系電車
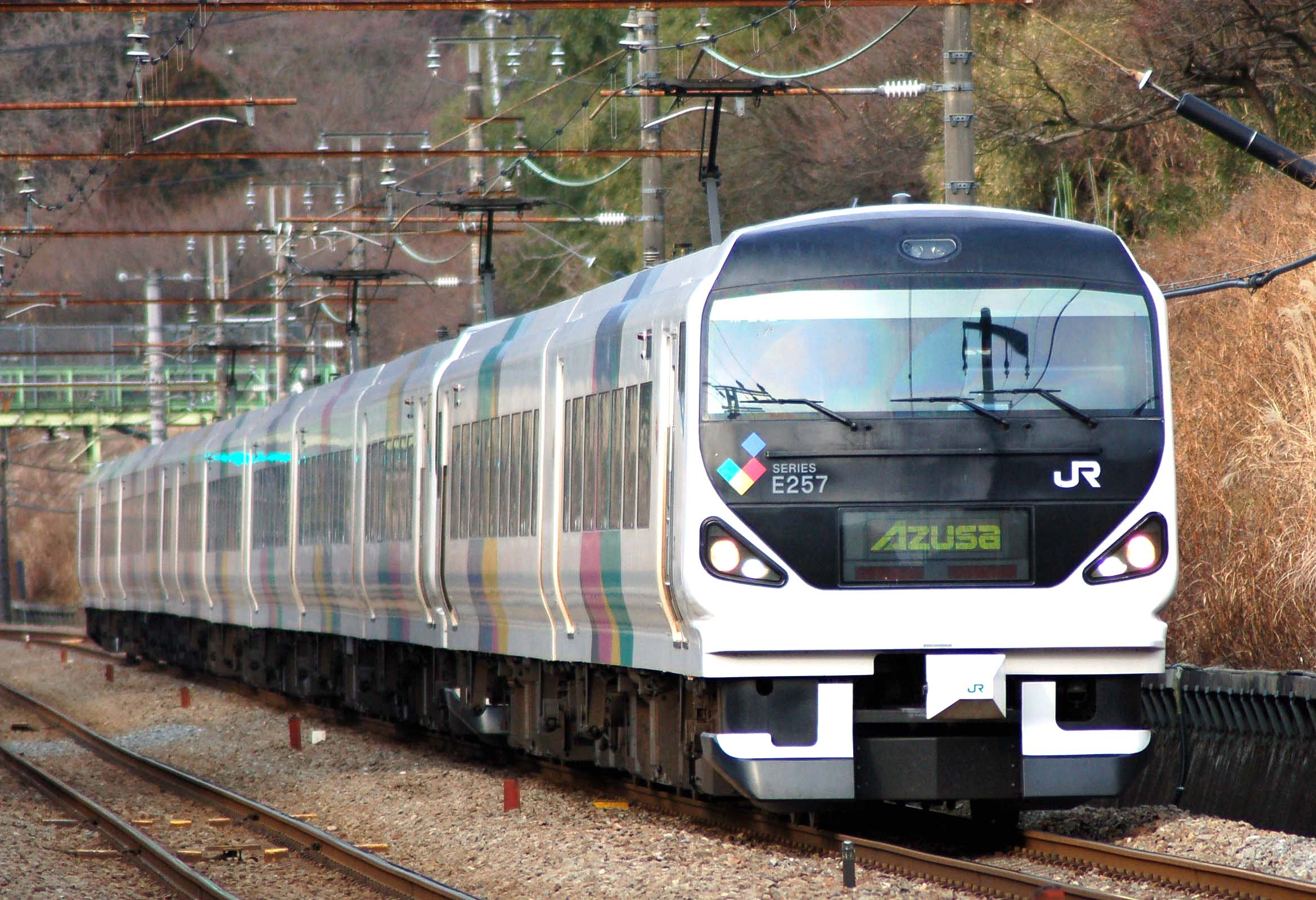
第45回ブルーリボン賞 東日本旅客鉄道E257系電車
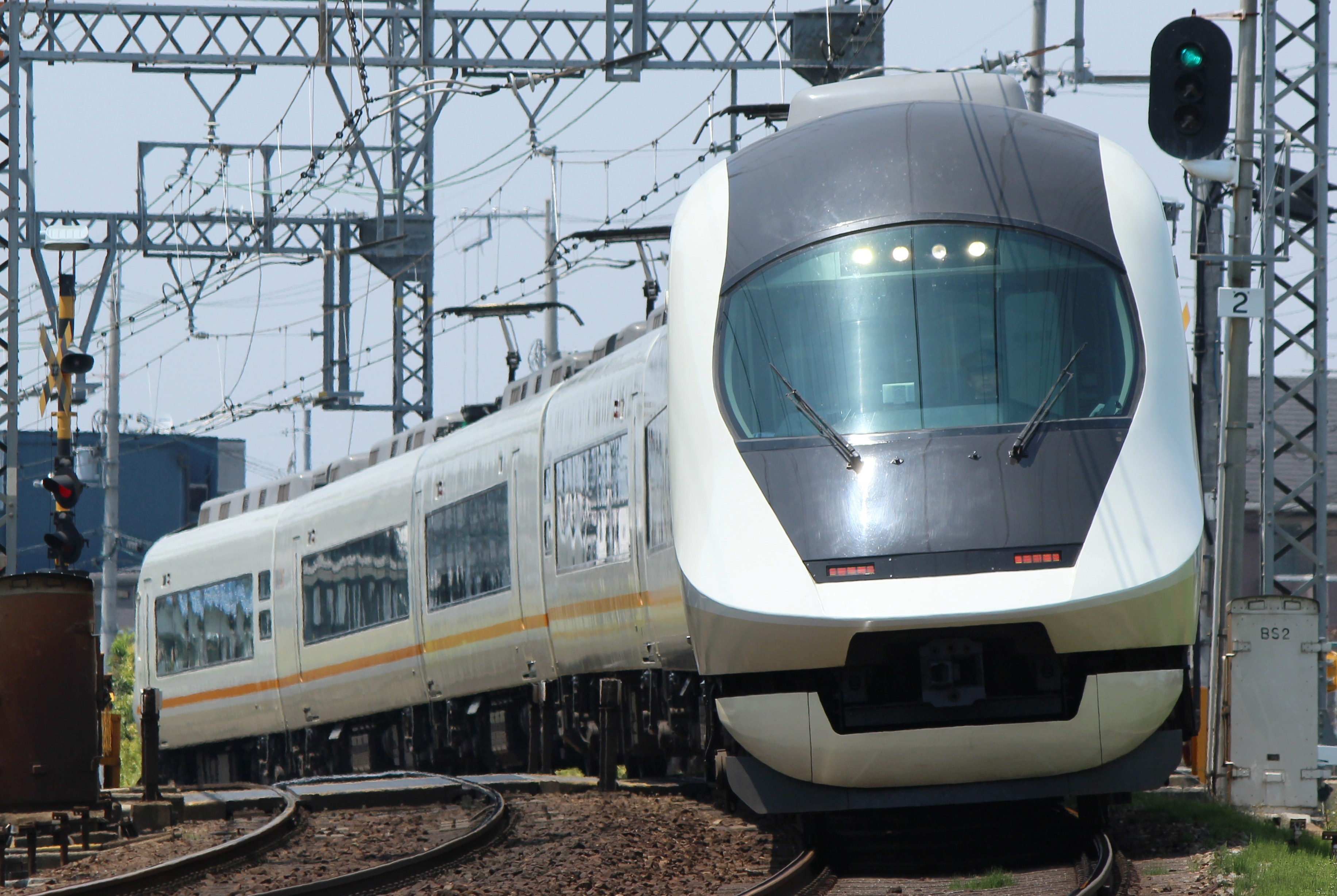
第46回ブルーリボン賞 近畿日本鉄道21020系電車
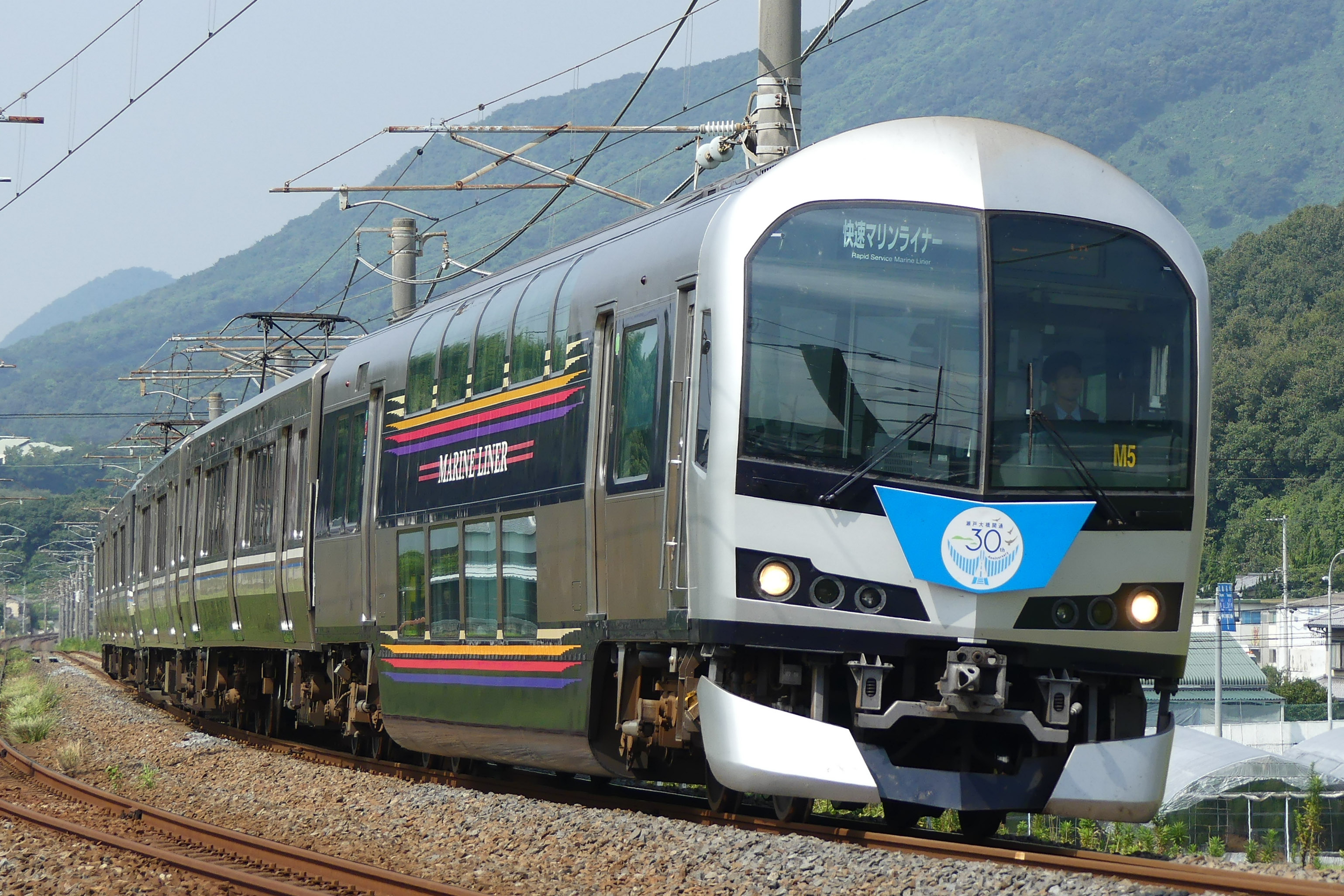
第47回ブルーリボン賞 四国旅客鉄道5100形電車
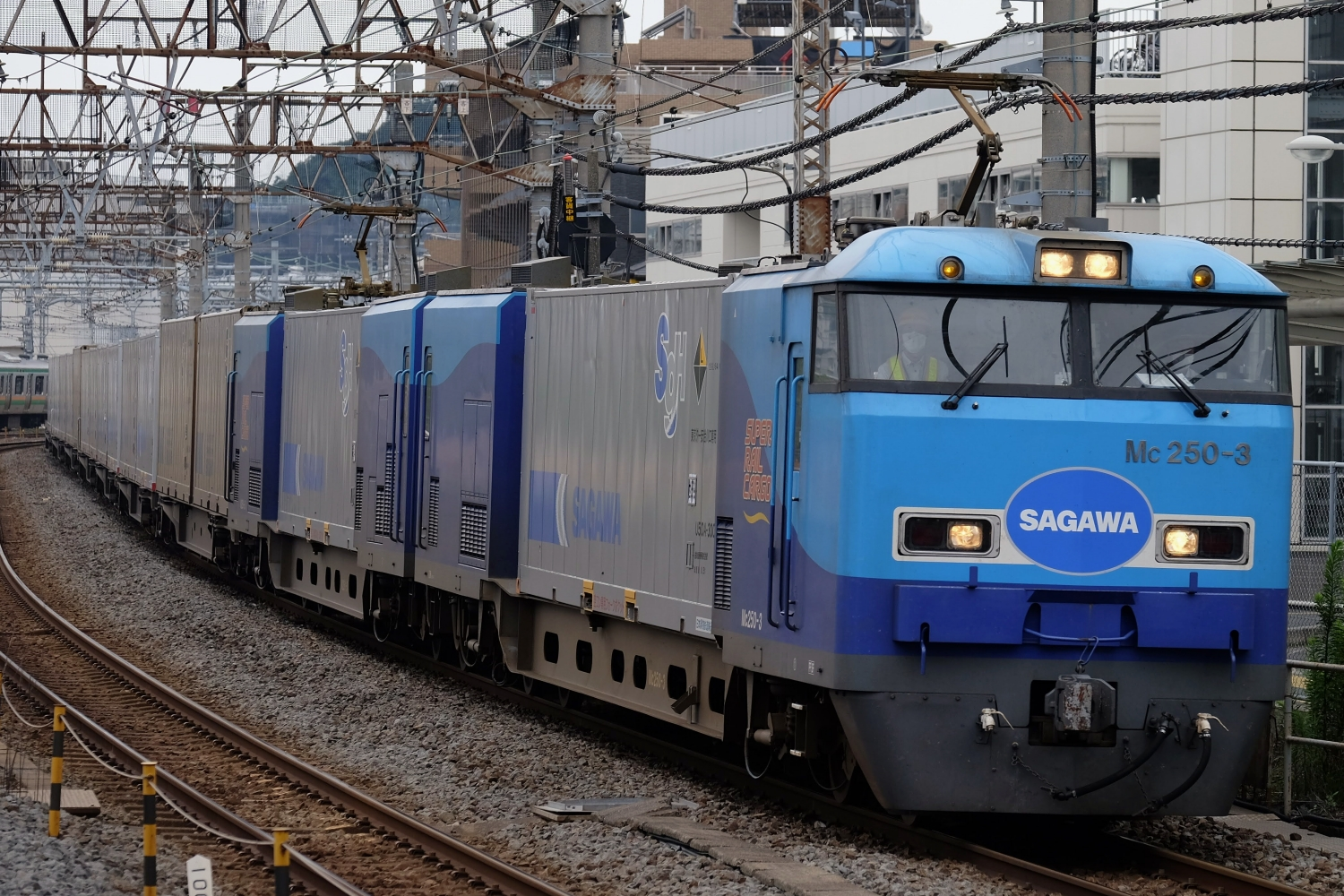
第48回ブルーリボン賞 日本貨物鉄道M250系電車
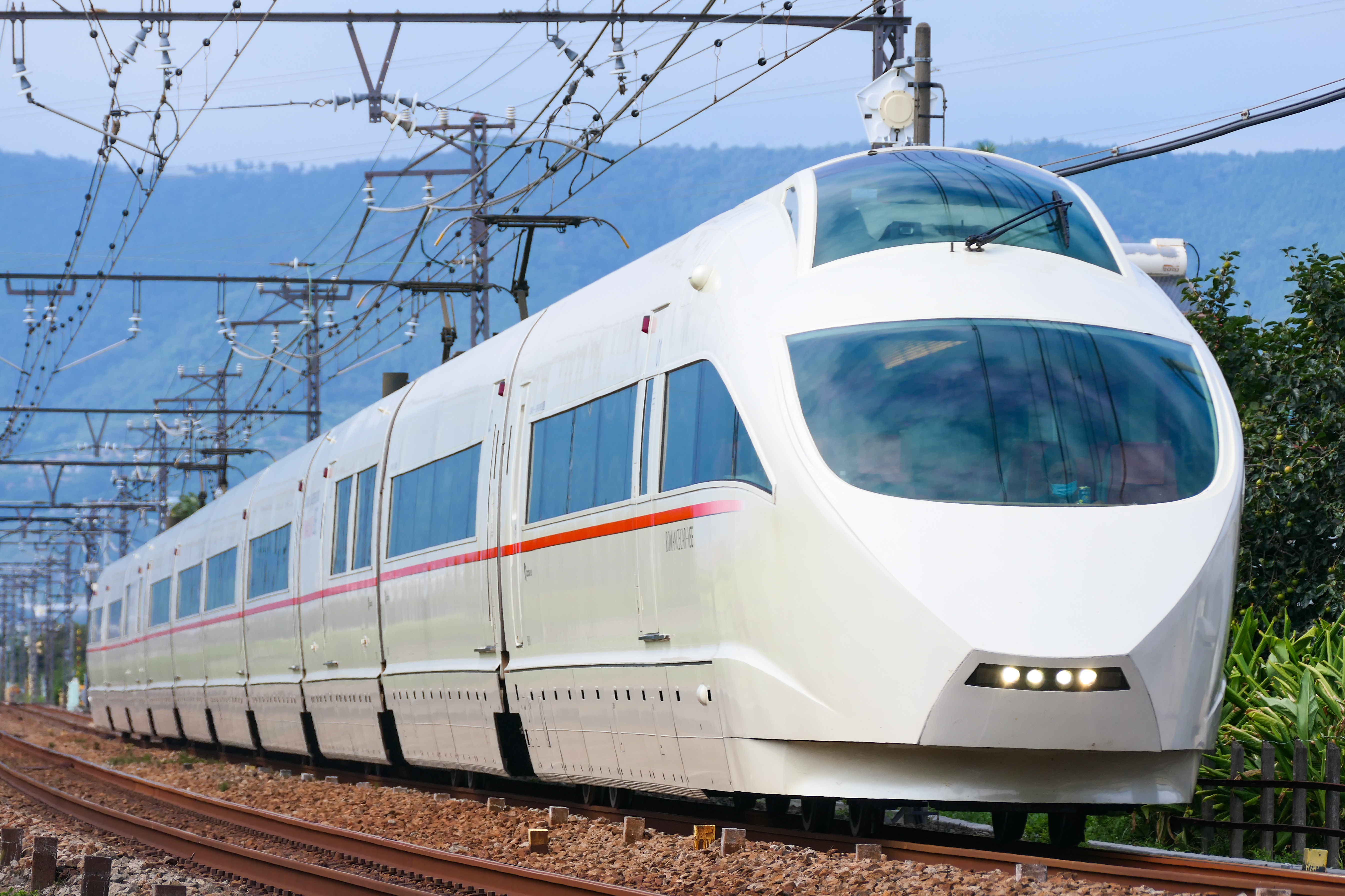
第49回ブルーリボン賞 小田急電鉄50000形電車
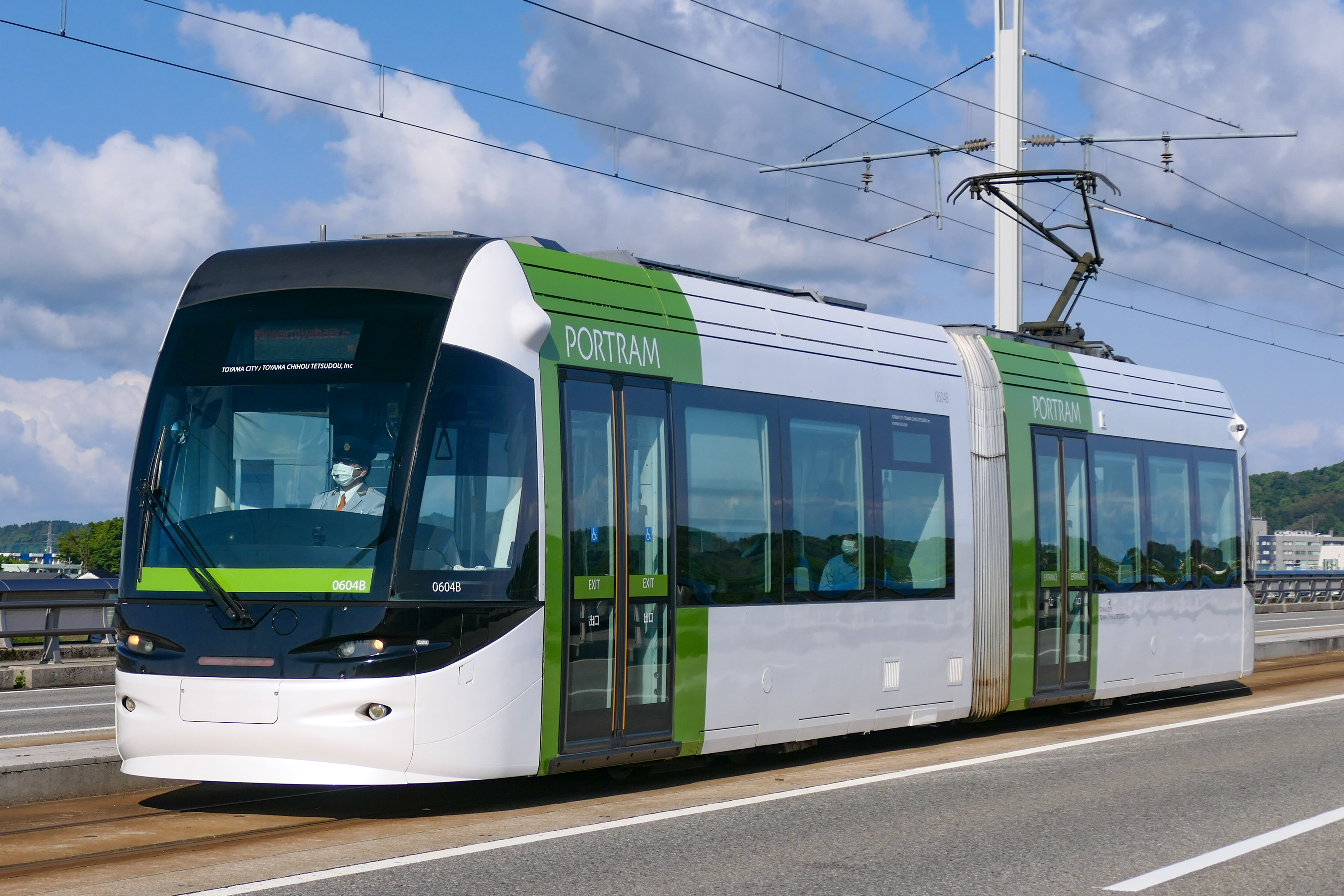
第50回ブルーリボン賞 富山ライトレール0600形電車
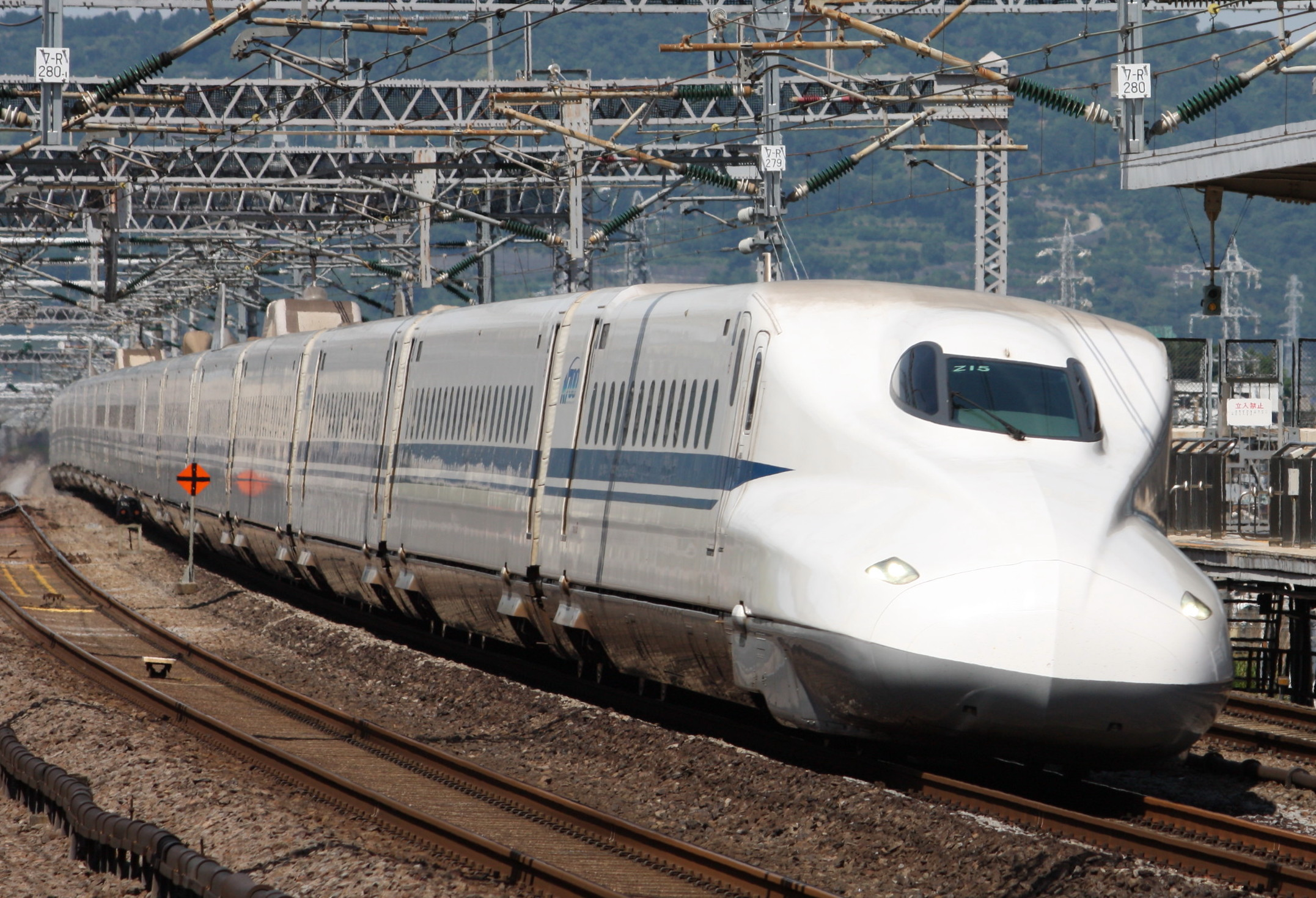
第51回ブルーリボン賞 東海旅客鉄道・西日本旅客鉄道N700系新幹線電車
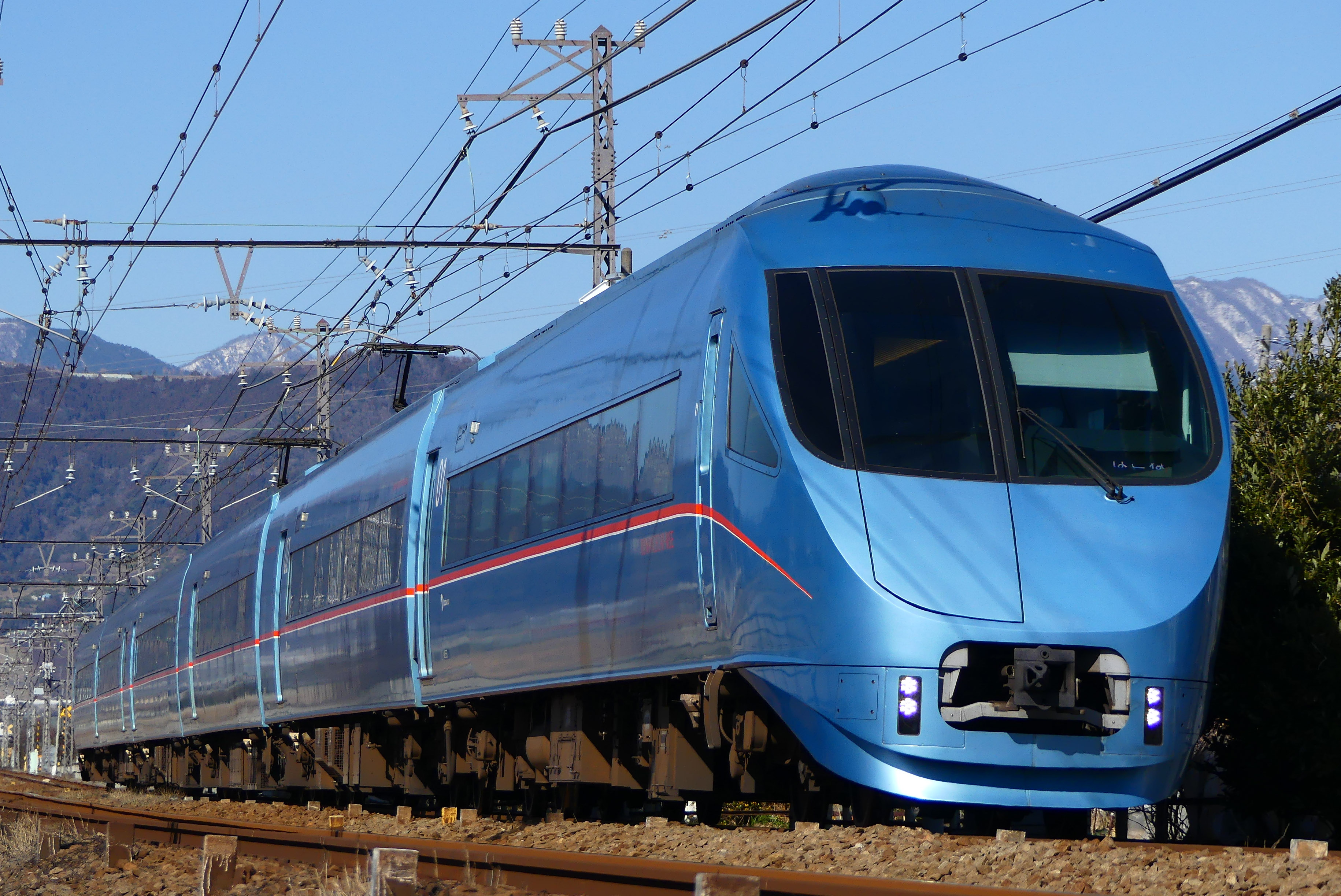
第52回ブルーリボン賞 小田急電鉄60000形電車
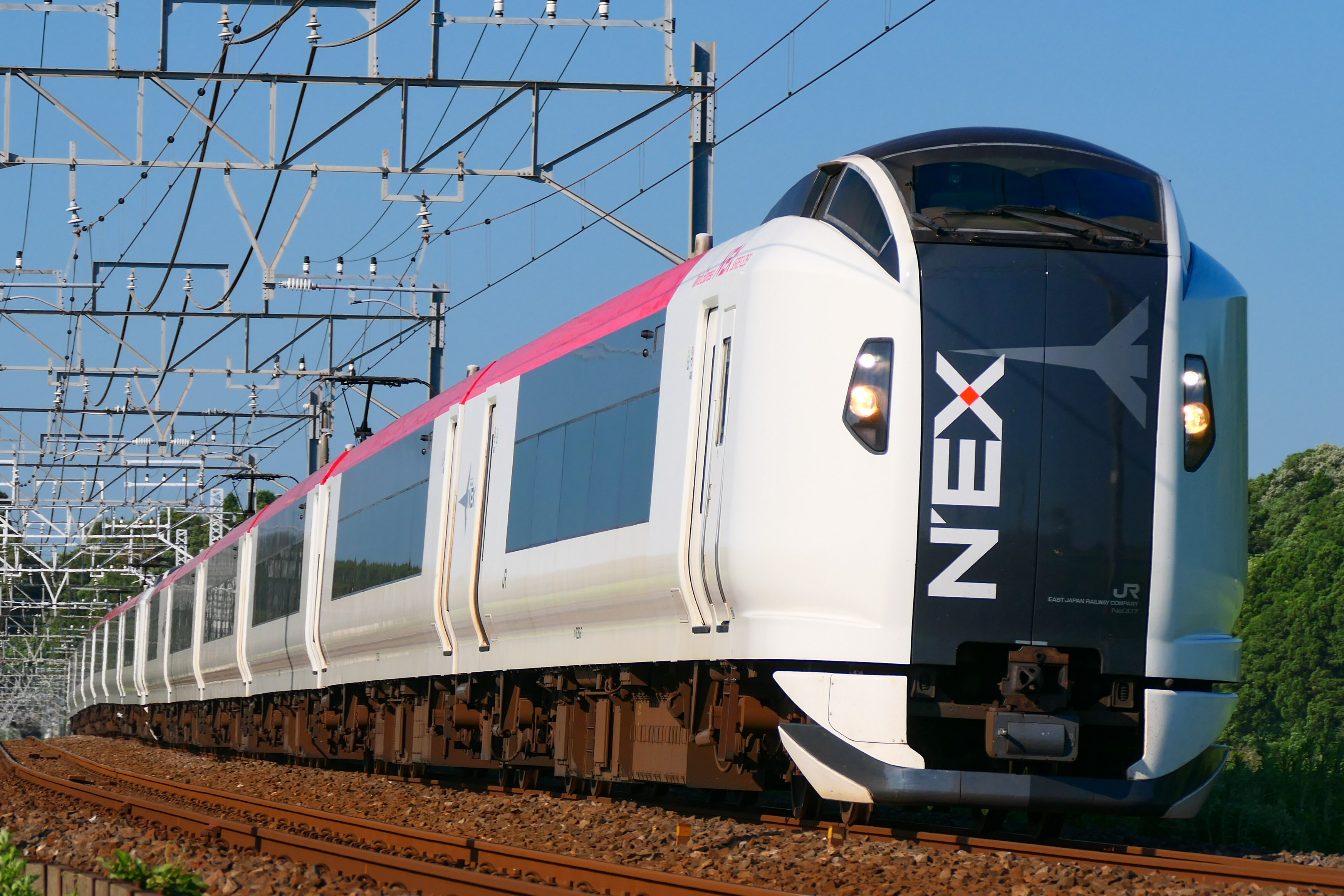
第53回ブルーリボン賞 東日本旅客鉄道E259系電車
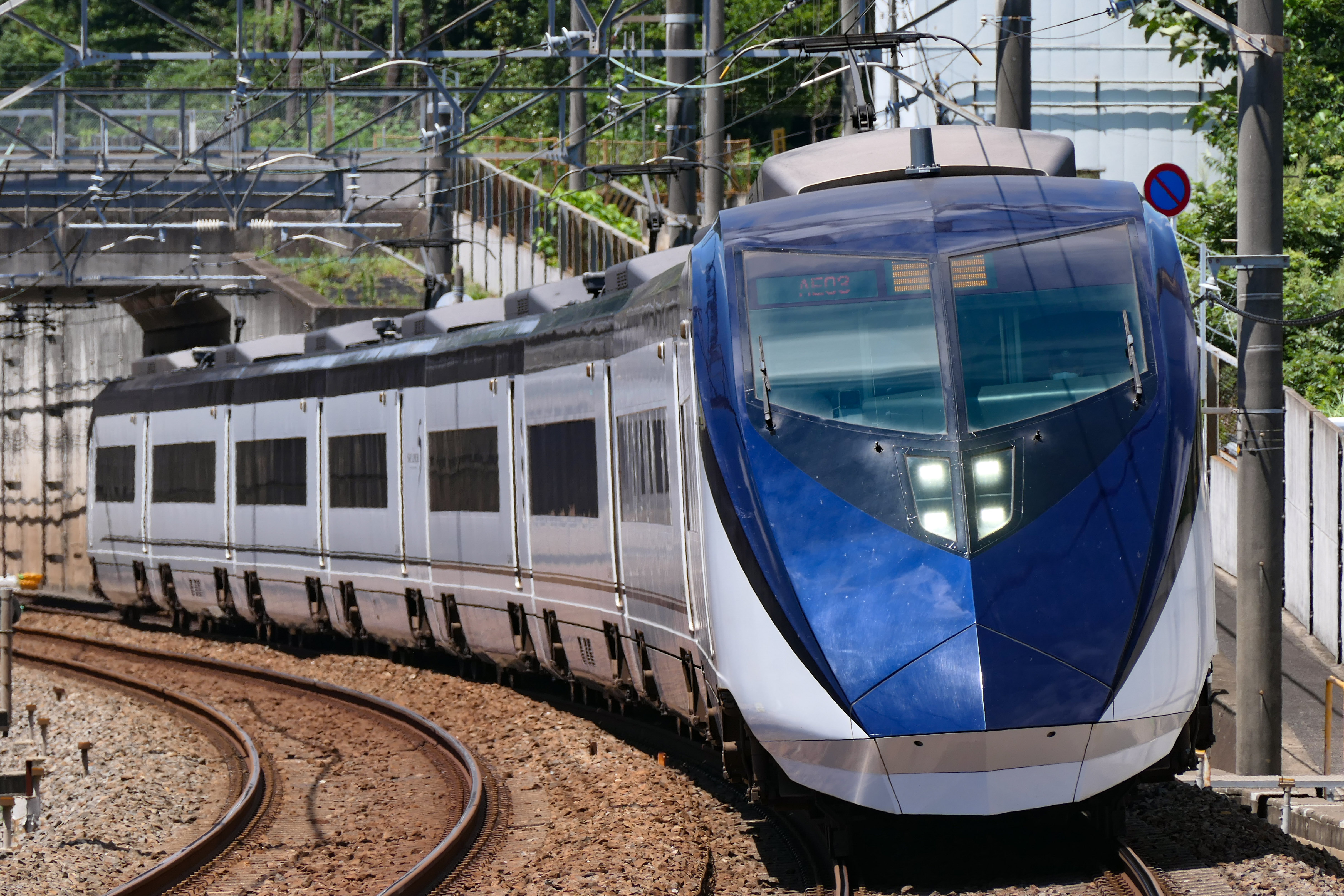
第54回ブルーリボン賞 京成電鉄AE形電車（2代目）
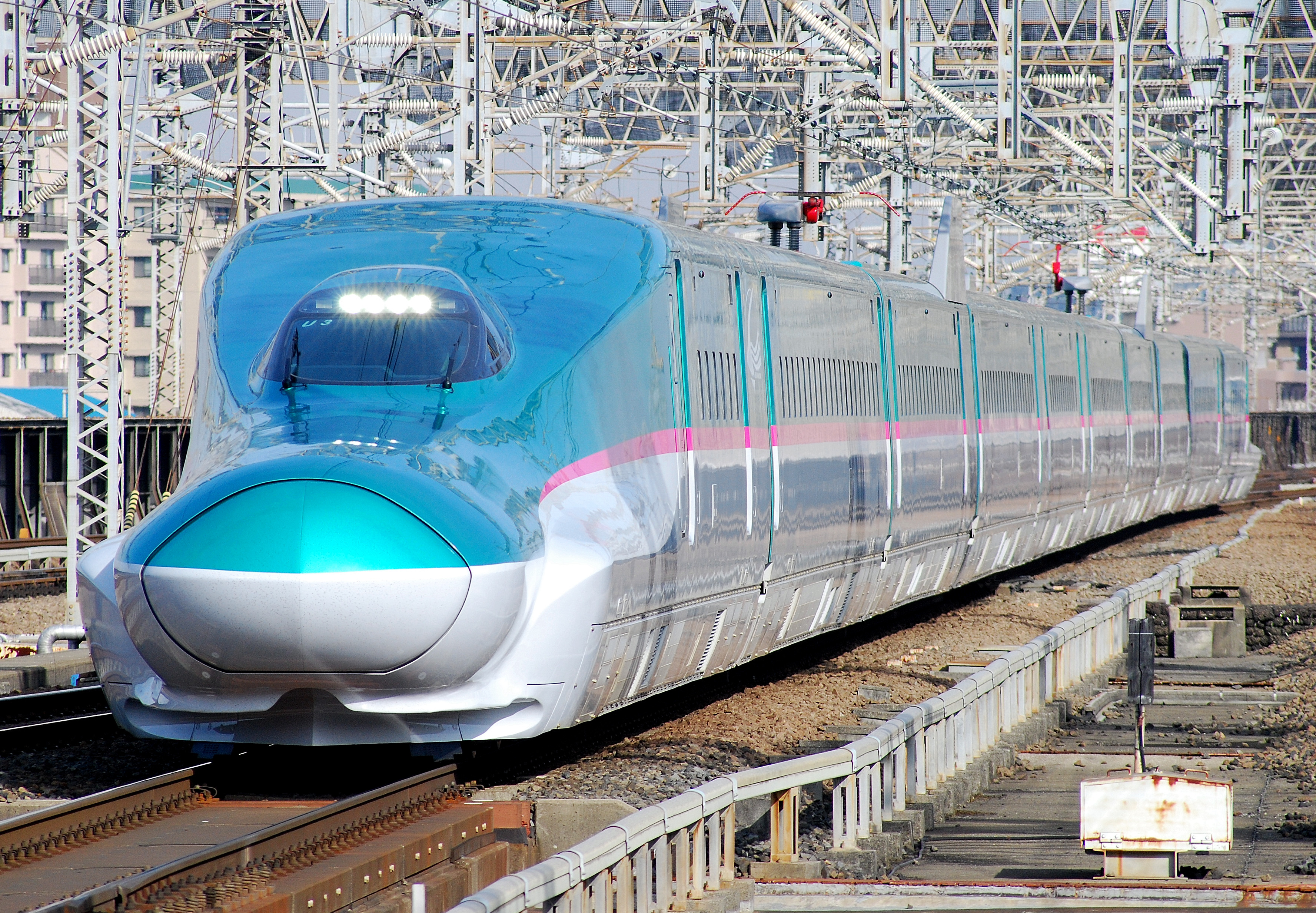
第55回ブルーリボン賞 東日本旅客鉄道E5系新幹線電車
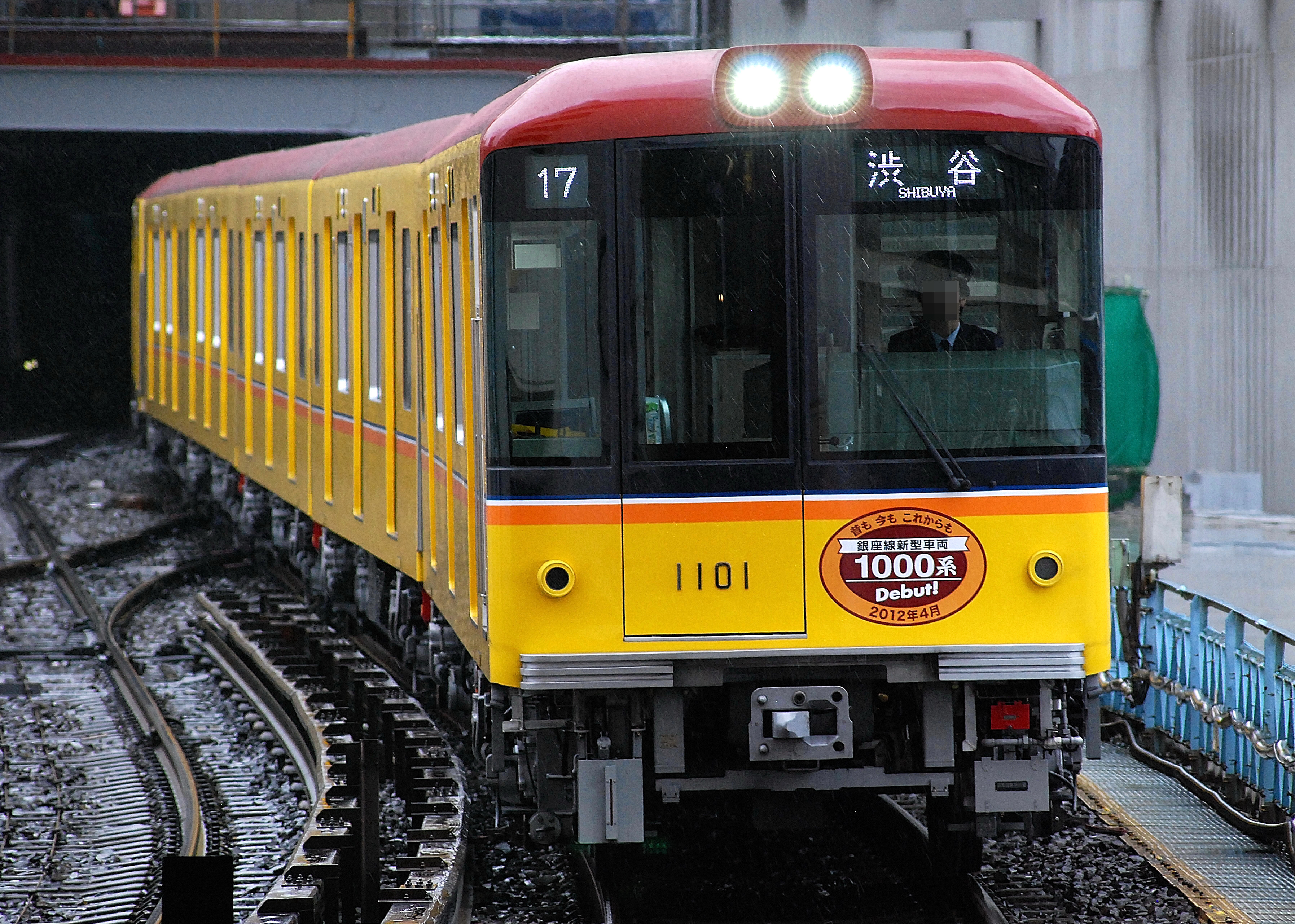
第56回ブルーリボン賞 東京地下鉄1000系電車
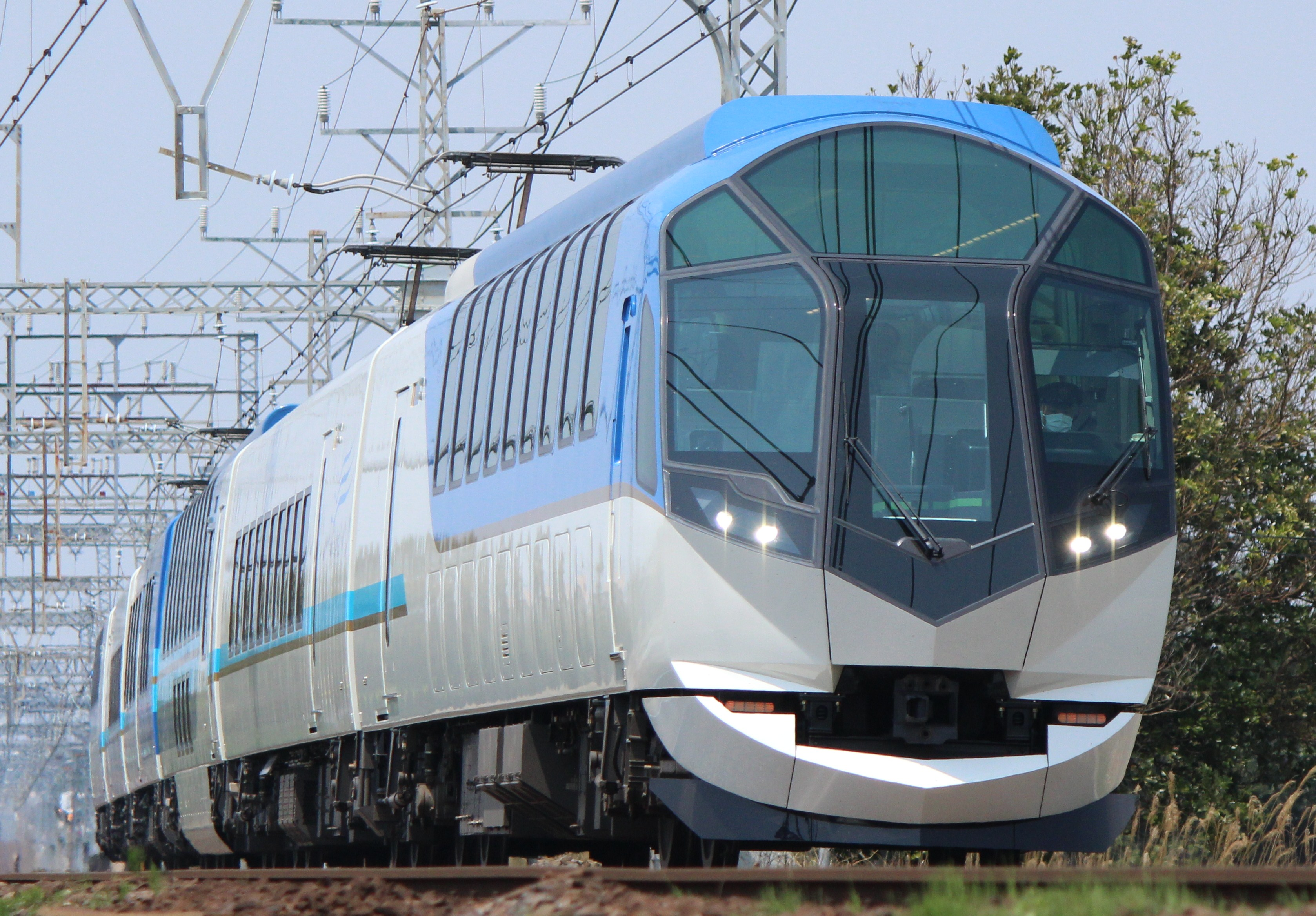
第57回ブルーリボン賞 近畿日本鉄道50000系電車
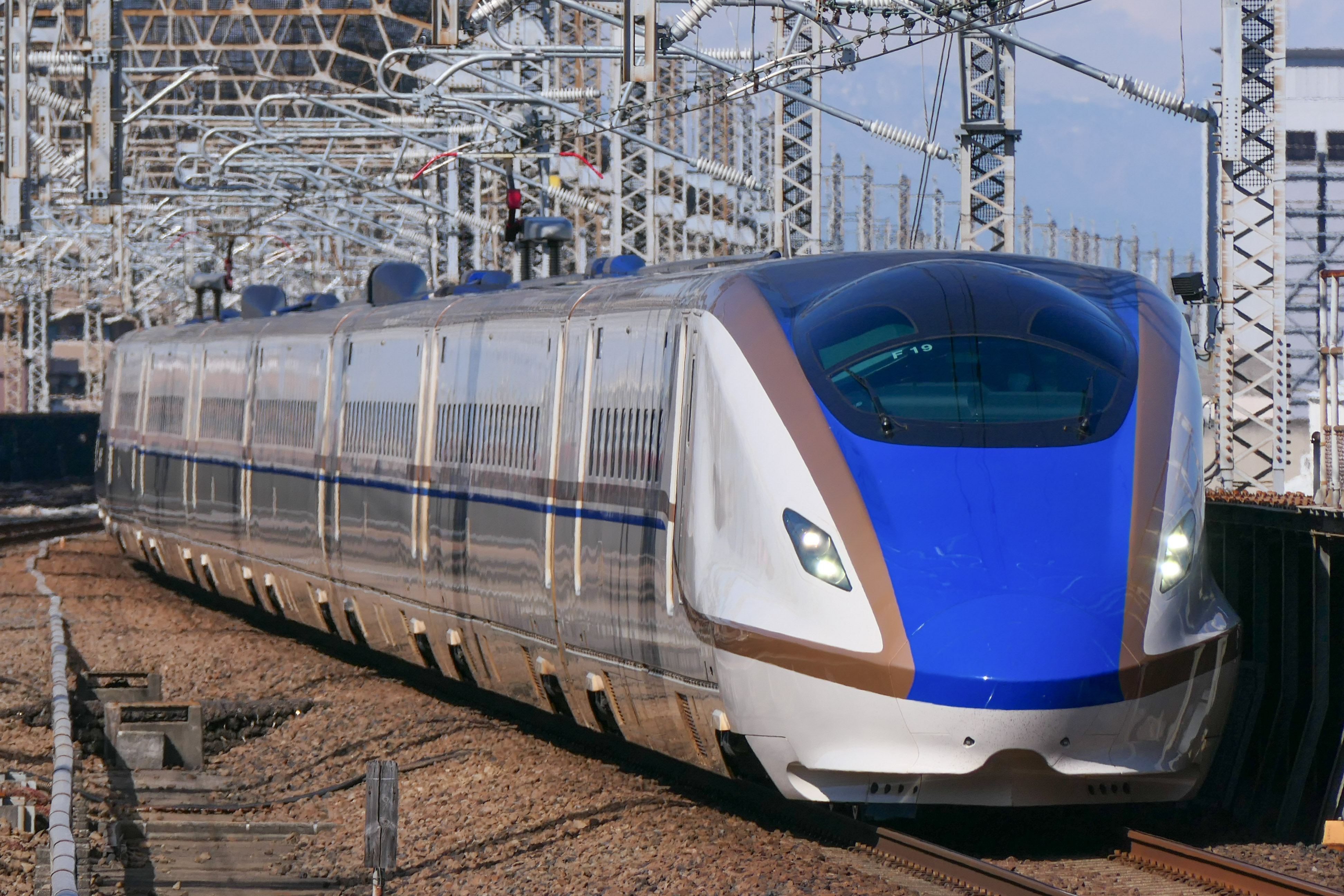
第58回ブルーリボン賞 東日本旅客鉄道E7系新幹線電車・西日本旅客鉄道W7系新幹線電車
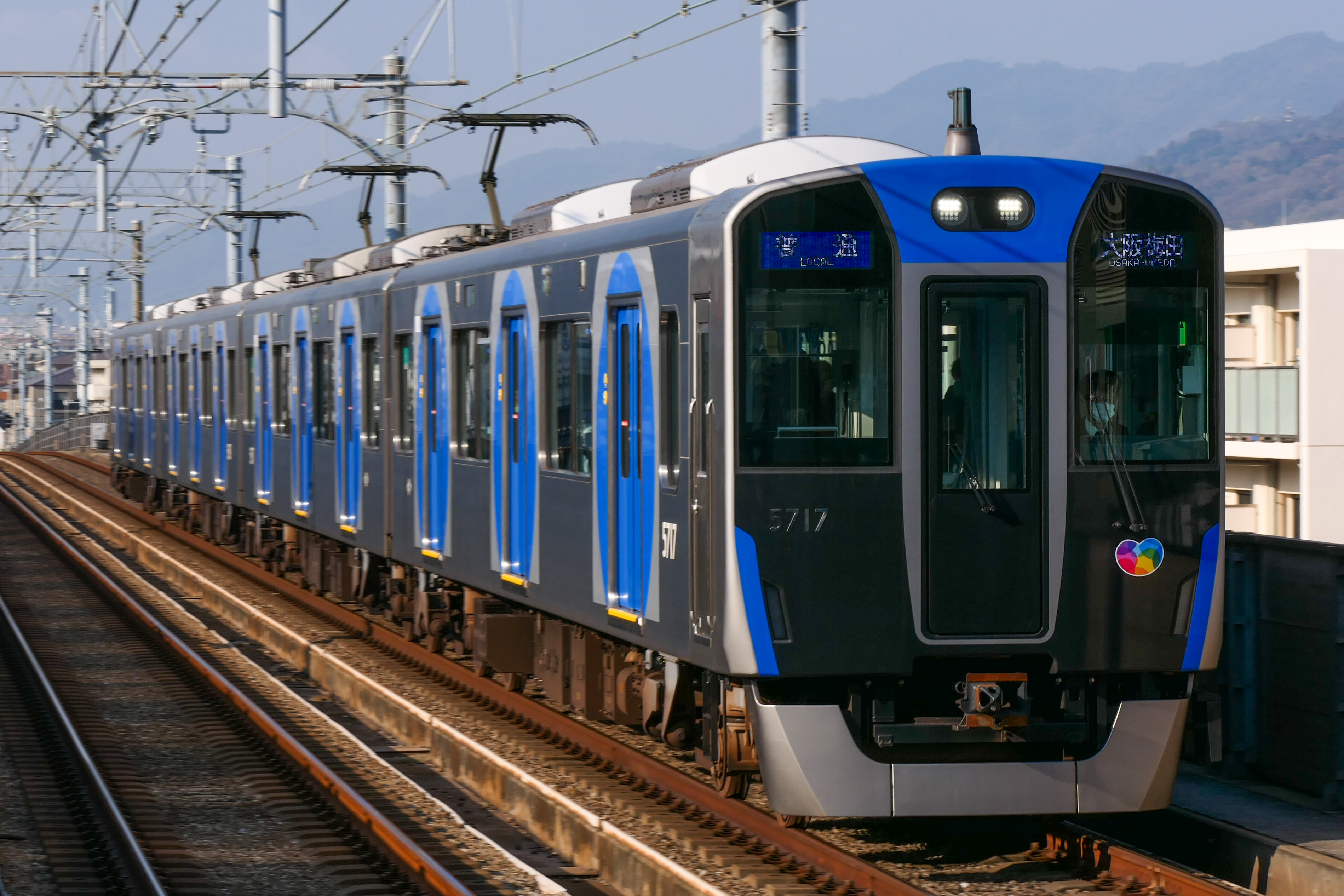
第59回ブルーリボン賞 阪神電気鉄道5700系電車
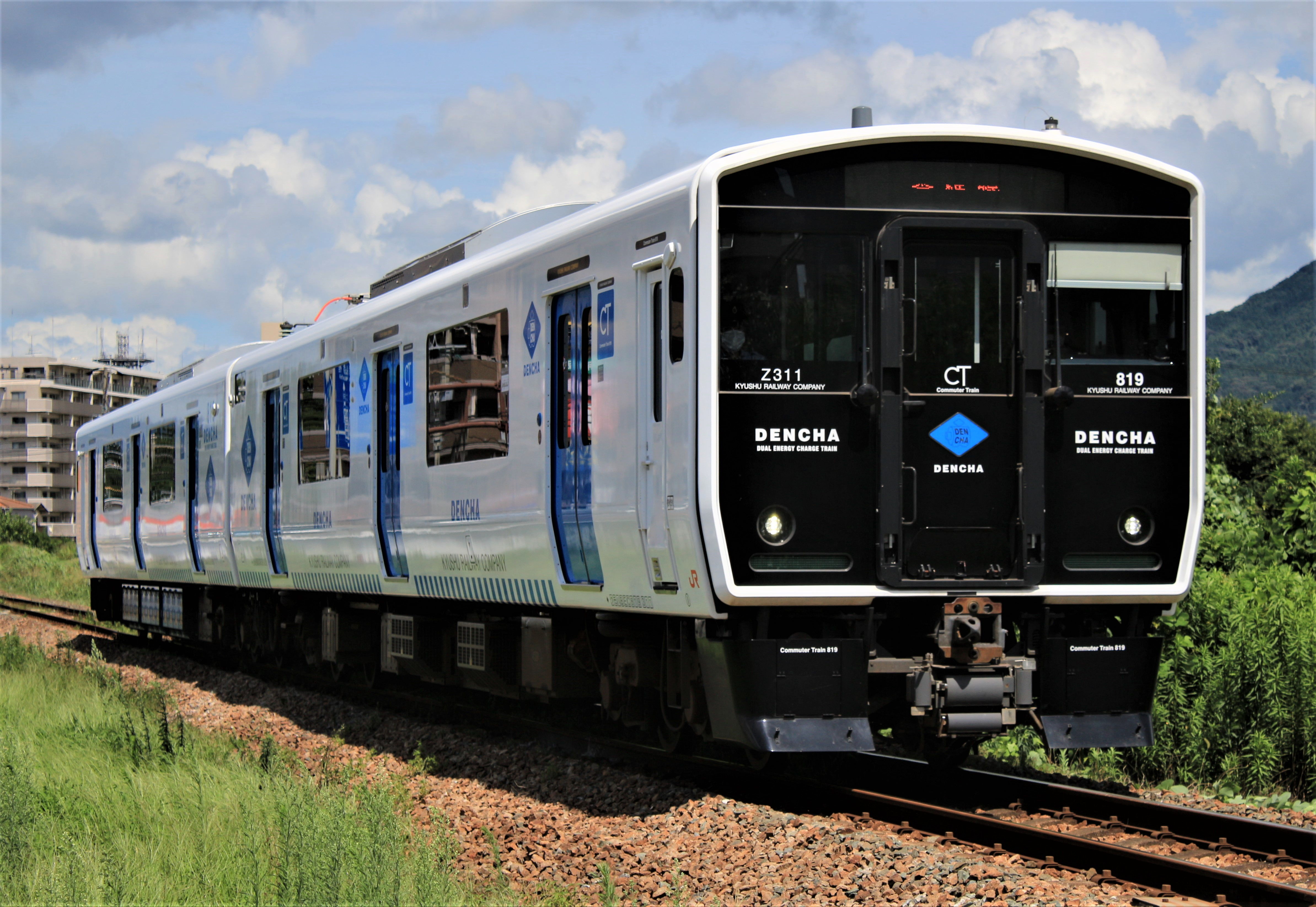
第60回ブルーリボン賞 九州旅客鉄道BEC819系電車
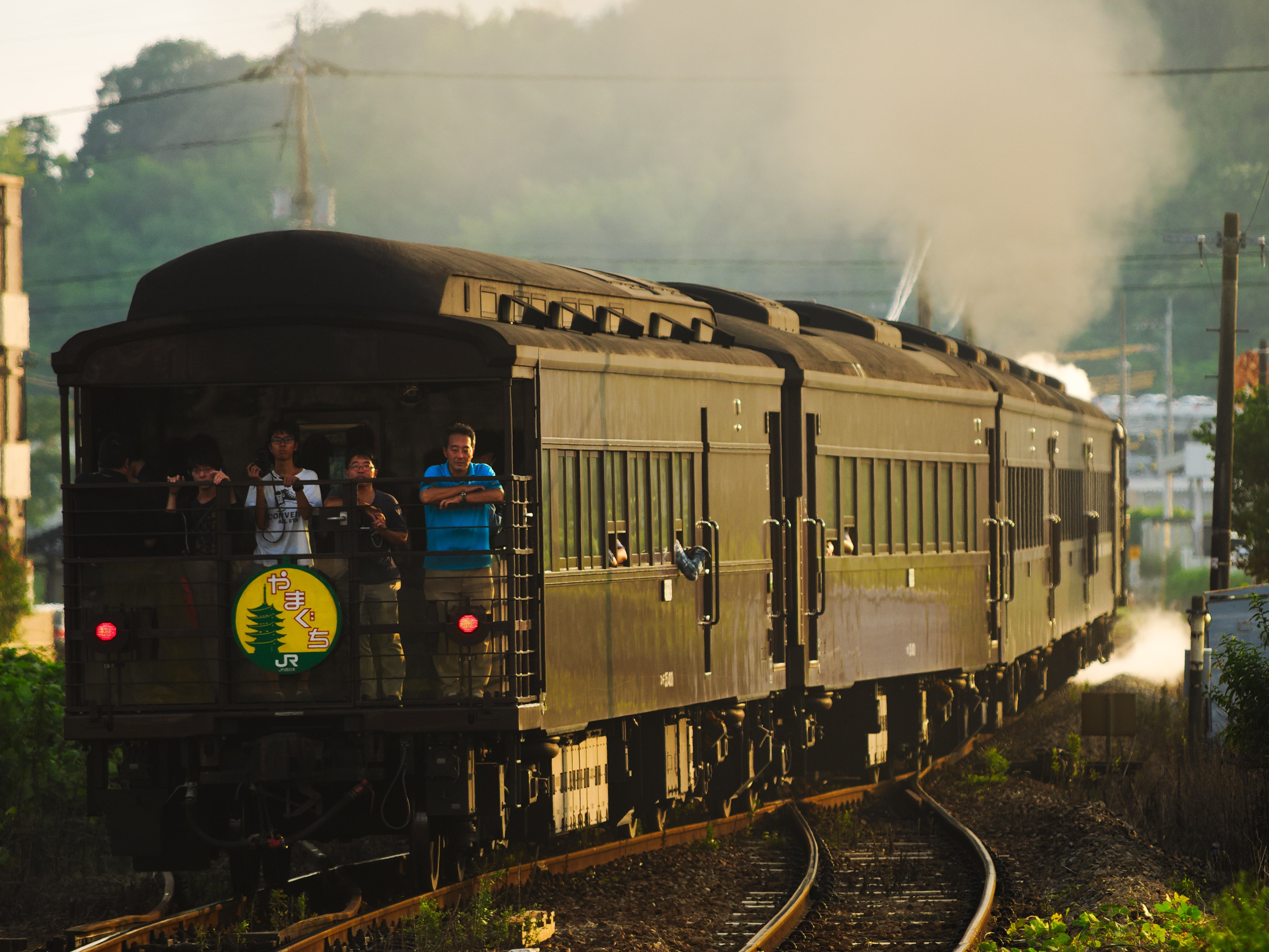
第61回ブルーリボン賞 西日本旅客鉄道35系客車
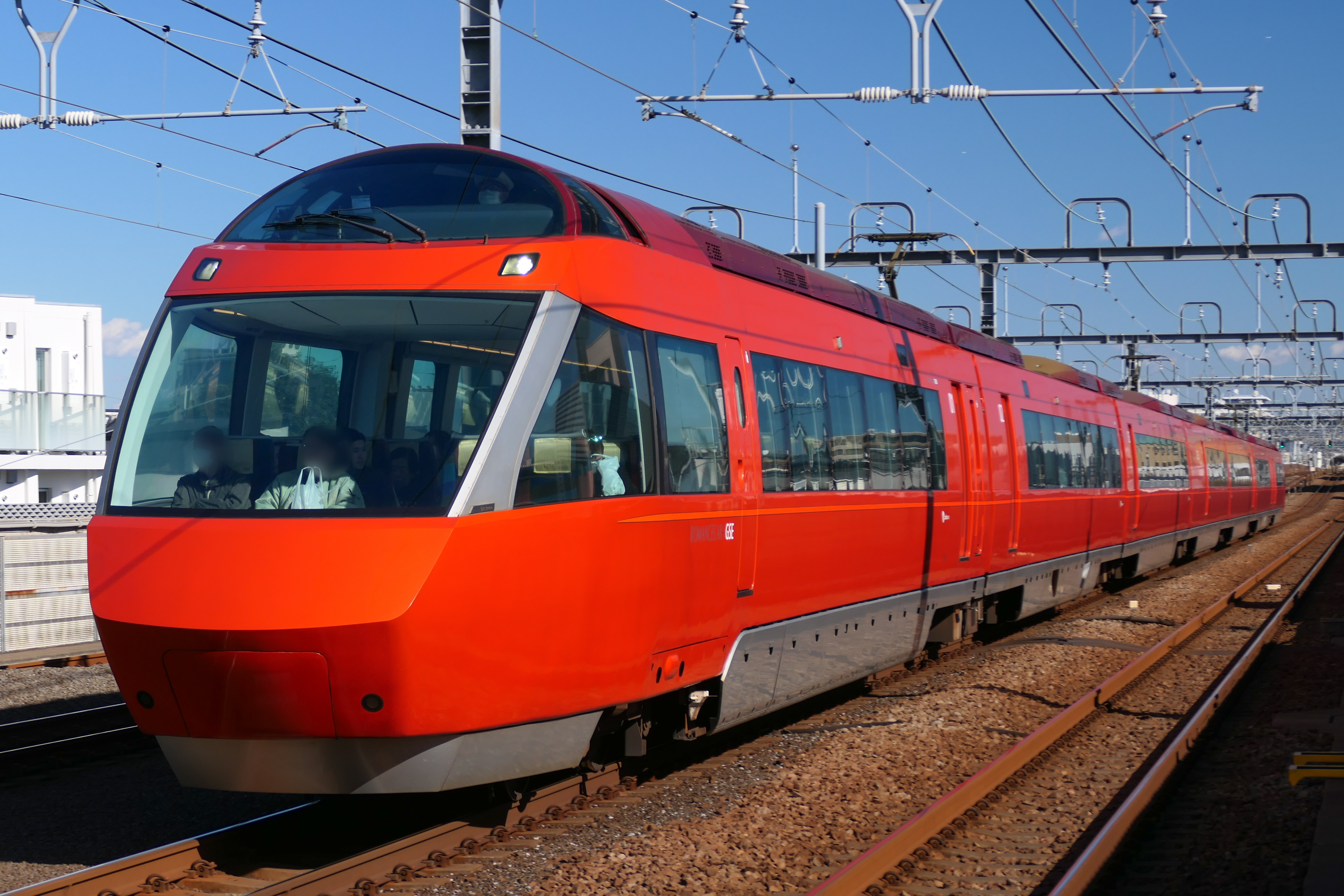
第62回ブルーリボン賞 小田急電鉄70000形電車
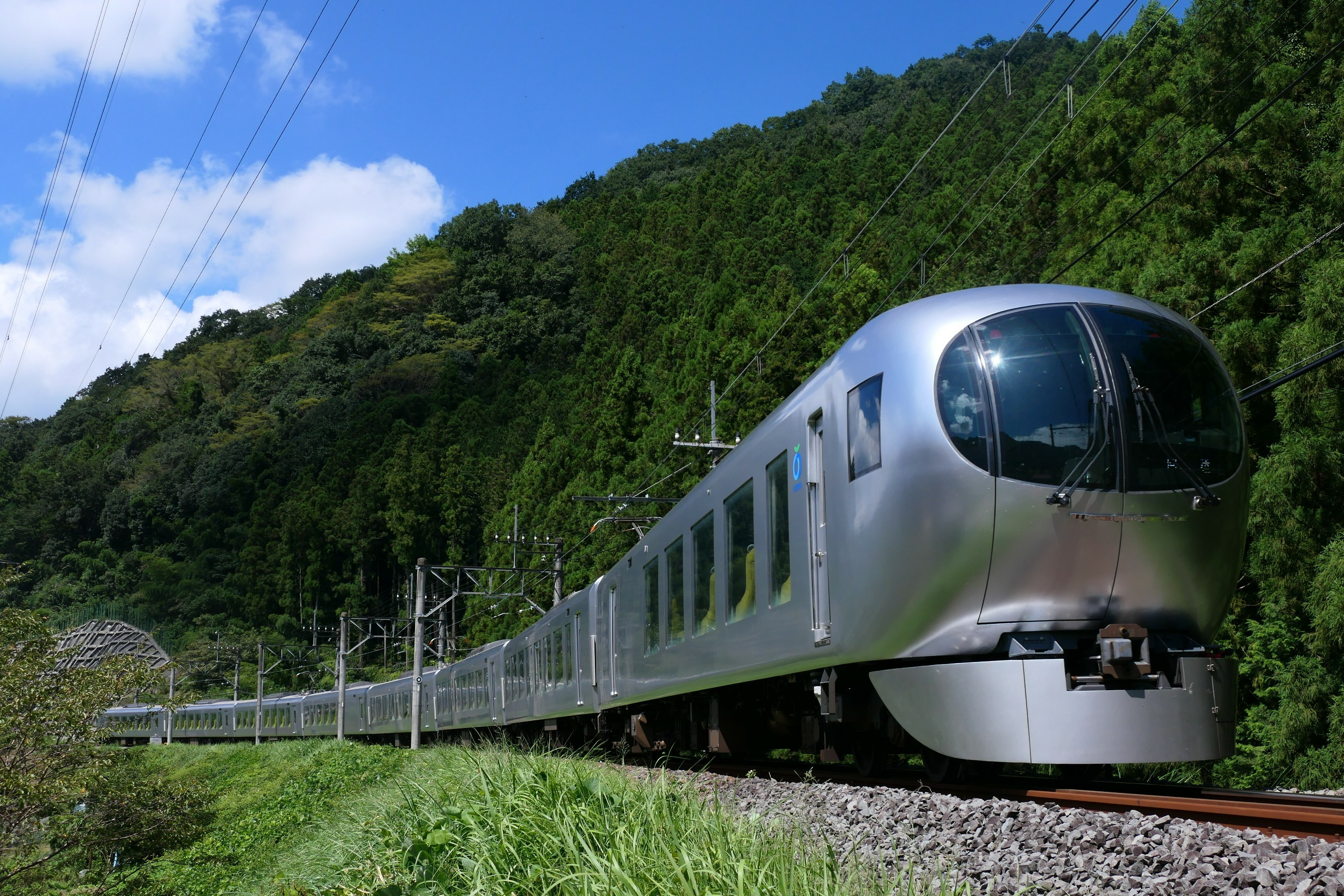
第63回ブルーリボン賞 西武鉄道001系電車
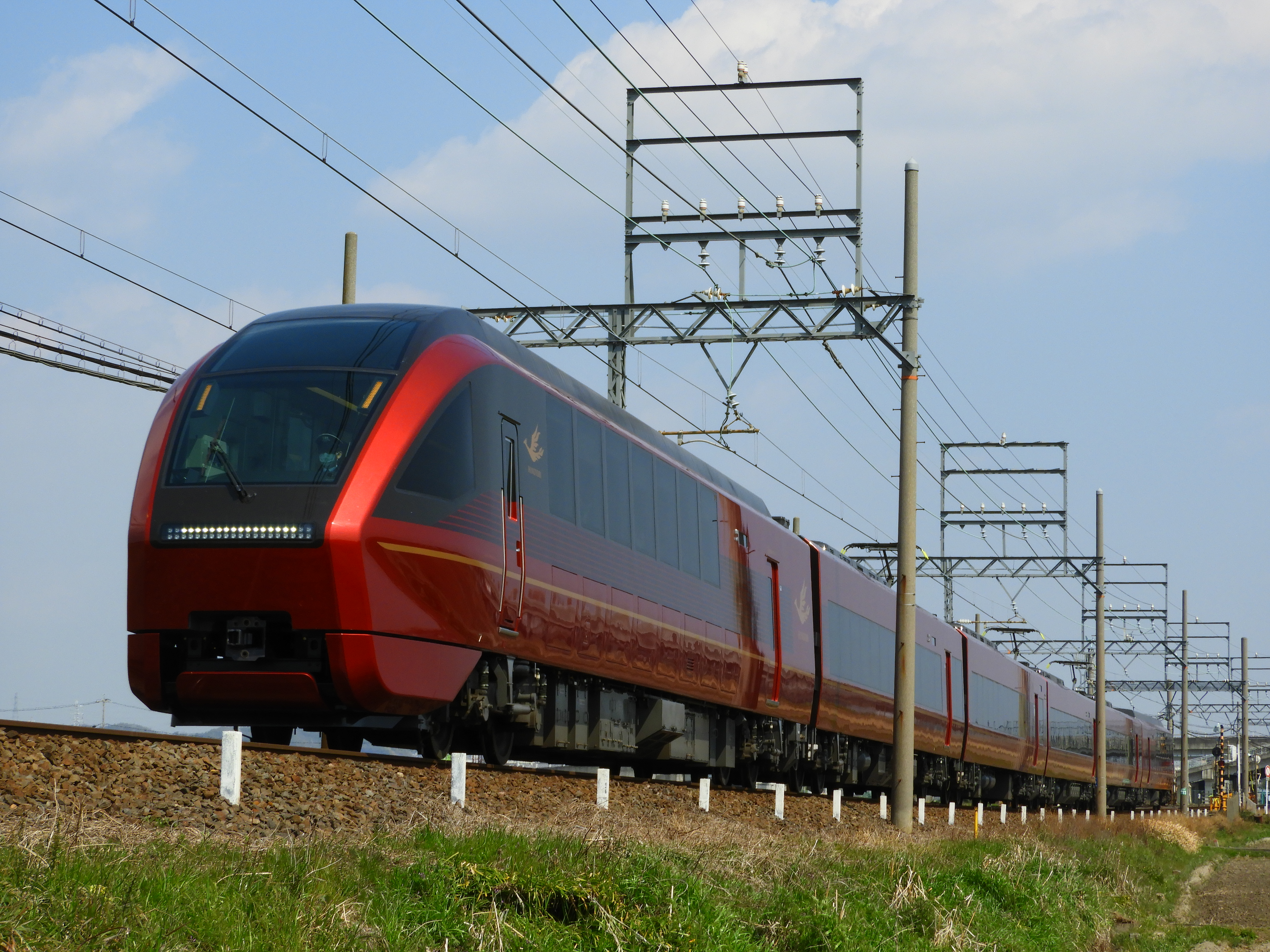
第64回ブルーリボン賞 近畿日本鉄道80000系電車
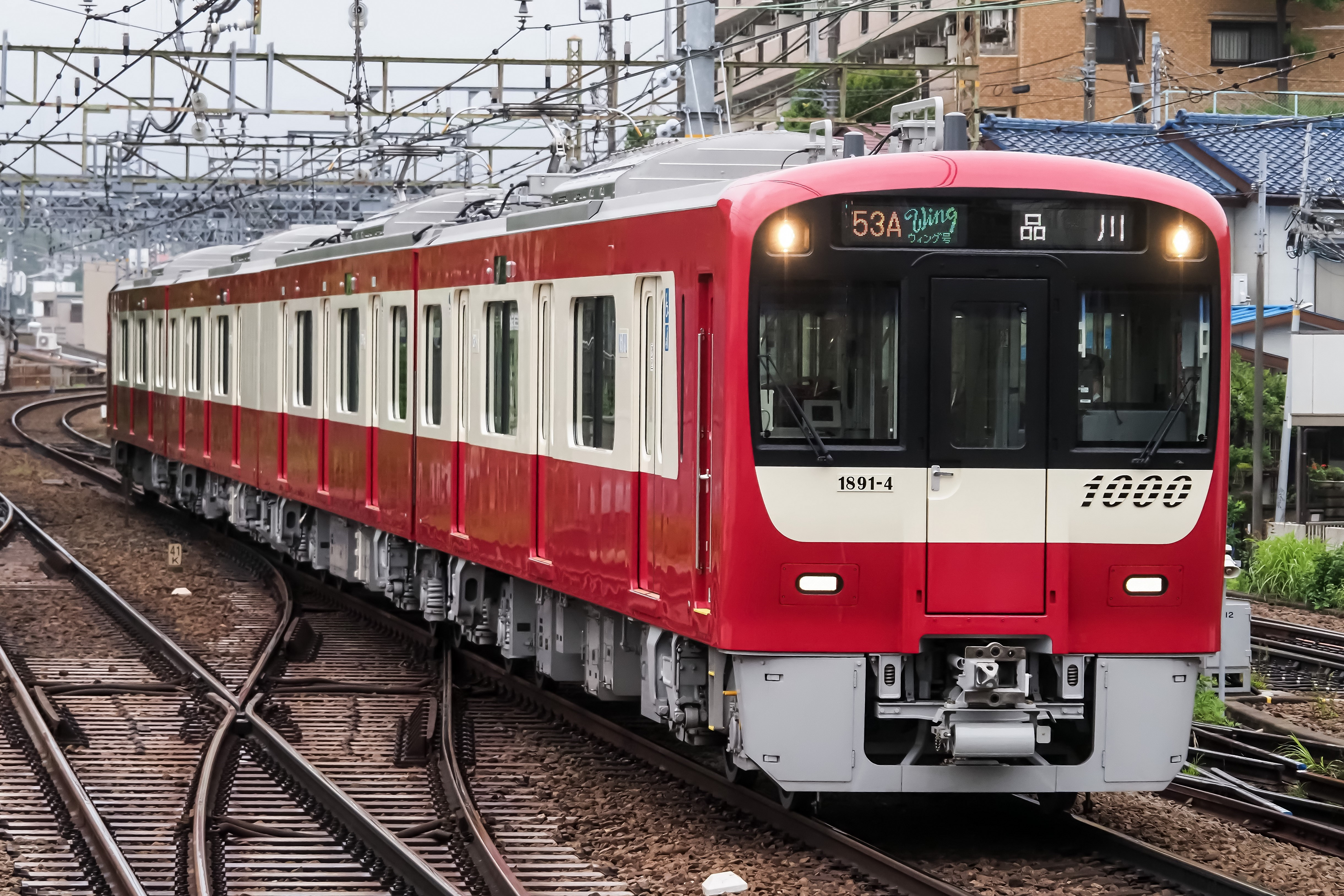
第65回ブルーリボン賞 京浜急行電鉄1000形1890番台電車
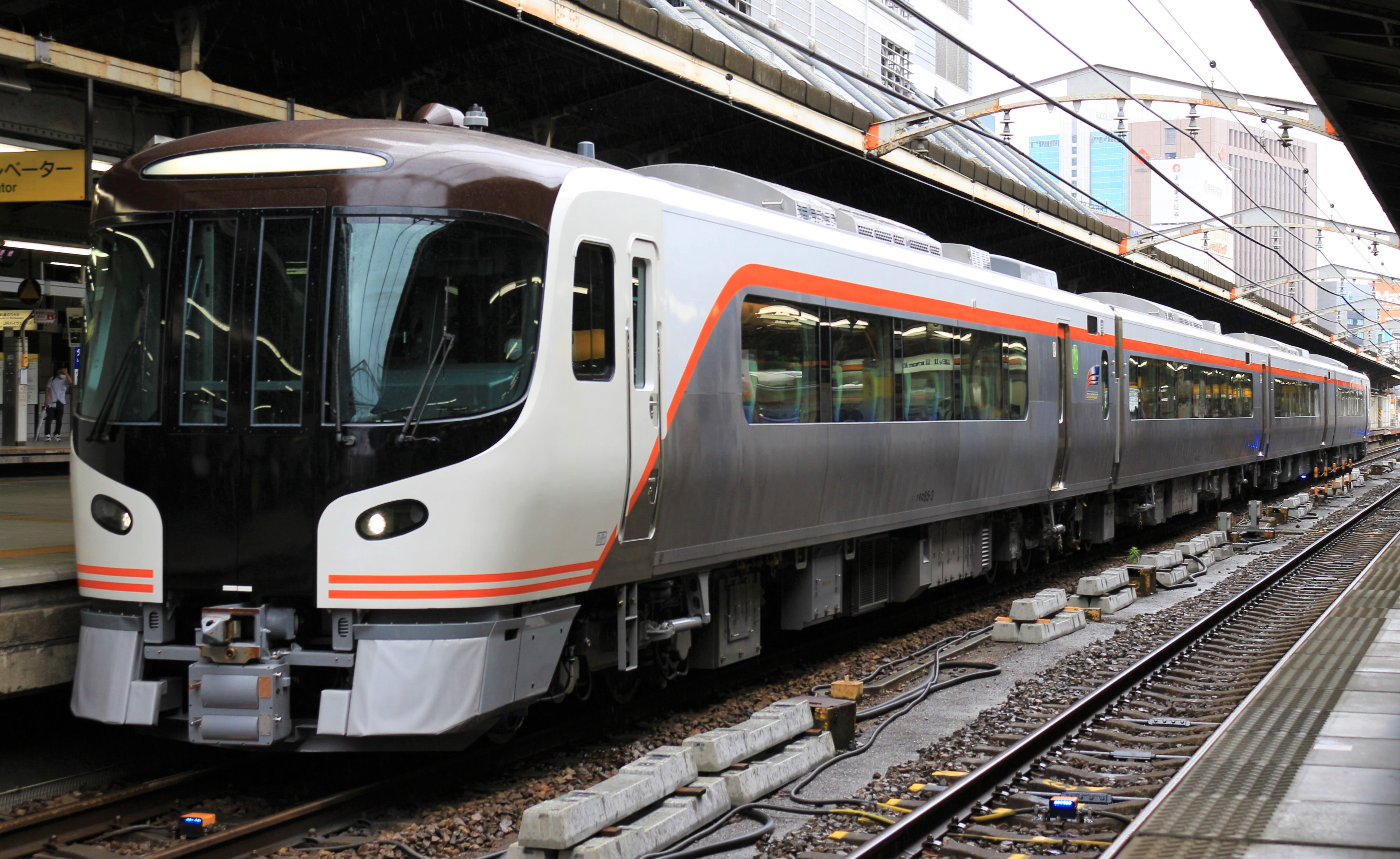
第66回ブルーリボン賞 東海旅客鉄道HC85系気動車
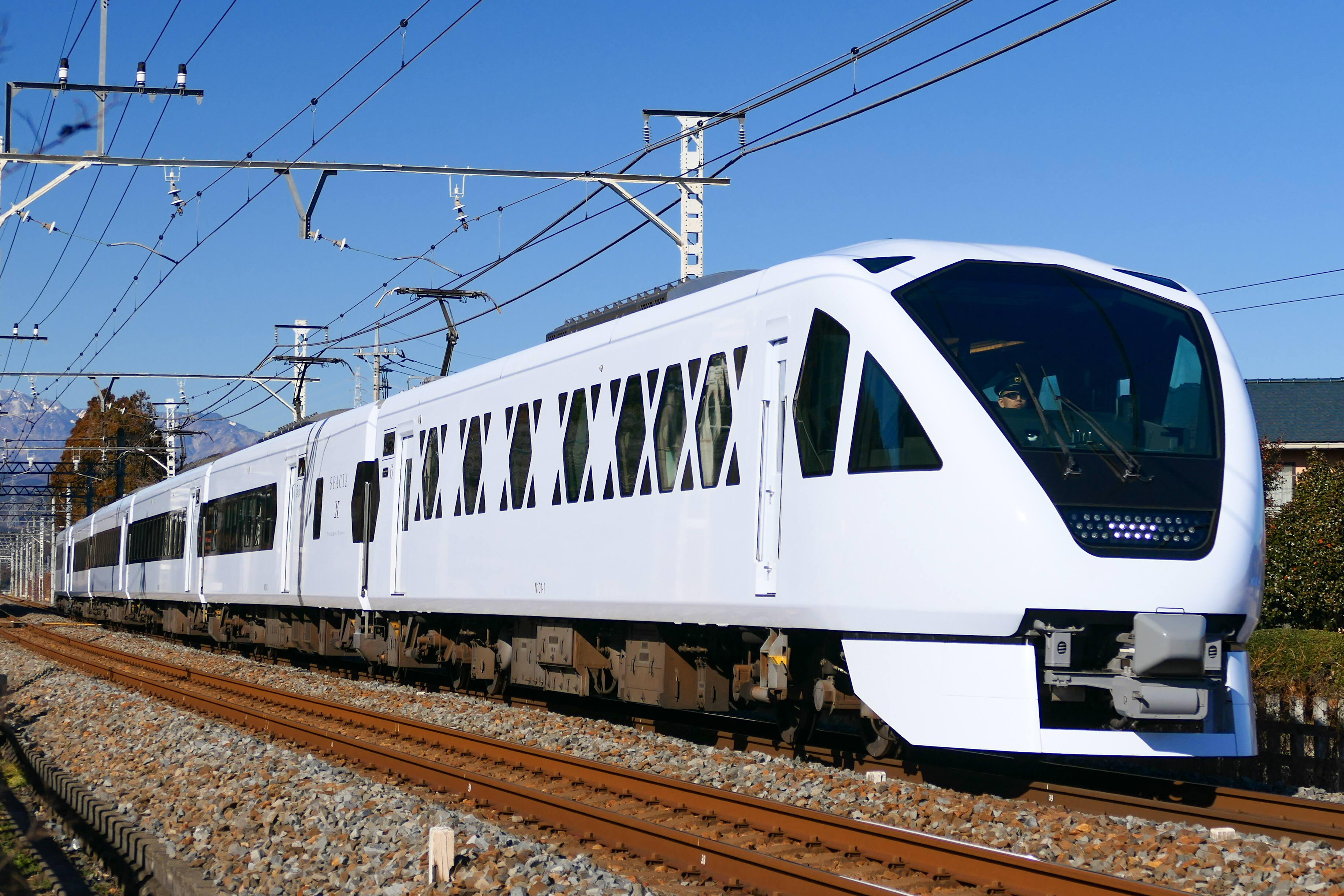
第67回ブルーリボン賞 東武鉄道N100系電車
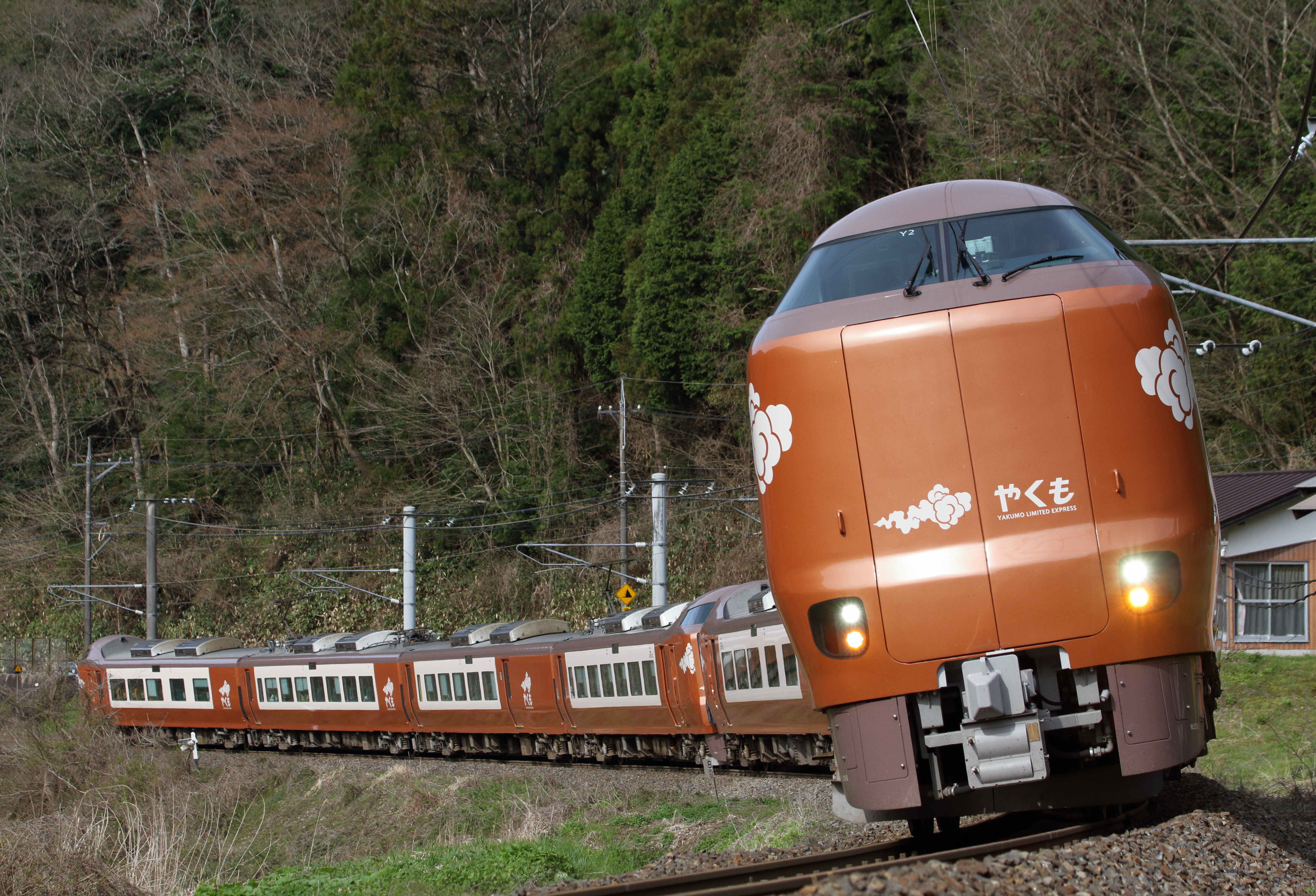
第68回ブルーリボン賞 西日本旅客鉄道273系電車